# Khasi
Die Khasi – Eigenname Ki Khasi („Die von einer Frau Geborenen“) oder Ki Khun U Hynniewtrep („Die Kinder der Sieben Hütten“) – sind ein indigenes Volk im Nordosten von Indien mit über 1,4 Millionen Angehörigen im kleinen Bundesstaat Meghalaya in den Vorläufern des Himalaya-Gebirge. Sie bilden dort etwa die Hälfte der Gesamtbevölkerung. Rund 35.000 Khasi leben im benachbarten Bundesstaat Assam und etwa 100.000 im südlich angrenzenden Bangladesch. Die Khasi bilden eine matrilineare Gesellschaft über Mütterlinien, bei denen Abstammung, Familienname und Erbfolge nur von der Mutter hergeleitet werden, nicht vom Vater. Diese Verhältnisse sind in der Verfassung von Meghalaya verankert, auch für das matrilineare Nachbarvolk der Garo; beide haben den Staat im Jahr 1972 begründet, die indische Verfassung garantiert ihnen besondere Schutz- und Selbstverwaltungsrechte als „registrierte Stammesgemeinschaften“ (Scheduled Tribes). Nach der Khasi-Tradition liegt der Besitz von Grund und Boden nur in den Händen von Frauen, er sichert den Müttern und ihren Großfamilien soziale und wirtschaftliche Selbständigkeit und Absicherung. Männer gehören zur Großfamilie ihrer Mutter, erben von ihr den Familiennamen und die Clan-Zugehörigkeit und tragen zu ihrem Unterhalt bei; sie sind Teil der Solidargemeinschaft, können aber normalerweise kein Land erben. Nach einer Heirat zieht der Ehemann meist zu seiner Ehefrau und ihrer Mutter (matrilokale Wohnfolge), seine Kinder werden ihrer Großfamilie zugehören. Der Bruder der Ehefrau gilt als ihr Beschützer und Berater und wird sich traditionell als sozialer Vater um ihre Kinder kümmern (Avunkulat des Mutterbruders).
Die meisten Familien betreiben traditionellen Pflanzbau mit Tierhaltung als Bedarfswirtschaft und handeln mit Ernteüberschüssen auf den Wochenmärkten der rund 3000 Khasi-Dorfgemeinschaften; zu Dorfvorstehern werden fast immer Männer bestimmt. Zusammengehörende Familien bilden Verbände (Clans), die neben ihren Clanmüttern auch gewählte Anführer haben (Häuptlinge). Die 3363 teils sehr großen Clans der Khasi-Stämme organisieren sich politisch als Stammesgesellschaft, unterteilt in 64 Clan-Häuptlingstümer. Die ursprüngliche Herkunft der Khasi wird östlich vermutet, im Gebiet des Flusses Mekong (siehe unten), denn die Khasi-Sprache ähnelt in keiner Weise den benachbarten indischen Sprachen. Die Khasi sind zu 83 % Christen verschiedener Kirchen, pflegen daneben aber ihre traditionelle, animistische Religion Niam Khasi mit Ahnenverehrung und heiligen Wäldern sowie einem eigenen Eier-Orakel. Einige Khasi-Dörfer wurden weltbekannt für ihre großen Wurzel-Brücken aus lebenden Gummibäumen (siehe Bilder).
| Khasi |
| --- |
| Khasia Woman-03, Srimongol, Moulvibazar, Bangladesh, (C) Biplob Rahman 2012 |
| Aufnahmen aus Moulvibazar (Khasi-Berge, Distrikt Sylhet, Bangladesch, 2012) |
| Bevölkerung |
| Khasi in Meghalaya (2011) 1.412.000 von 2.967.000 Einwohn. = 48 % 0f717.000 Frauen (50,8 %) 00000 = 49 % 0f695.000 Männer (49,2 %) 00000 = 47 % ≈ 260.000 Khasi-Haushalte (ab 1 Person) ≈ 78 % wohnen ländlich, städtisch 22 % ≈ 74 % Lesefähigkeit in Meghalaya ≈ 77 % der Khasi 0f79 % der Frauen (52,2 %) 0f76 % der Männer (47,8 %) ≈ 44 % Erwerbstätigkeit; 4,8 % arbeitslos ≈ 40 % der Khasi 0f34 % der Frauen (43,5 %) 0f45 % der Männer (56,5 %) ≈ 55 % der Stammesvölker Meghalayas ≈ 83 % Christen (verschiedene Kirchen) Indigene Religion: Niam Khasi (15 %) Historische Khasi-Bevölkerungsentwicklung: 1901: 0. 176.600 (in Assam: 00.340.524) 1951: 0. 363.600 (in Assam: 00.605.674) 1971: 0. 463.900 (in Assam: 01.011.699) 1981: 00 … 0000 (Meghalaya: 1.336.000) 1991: 00 … 0000 (Meghalaya: 1.775.000) 2001:' 1.123.500 (56,0 % von 2.318.800) 2011:f 1.411.775 (47,6 % von 2.966.889) |
| Meghalaya |
| Meghalayas 11 Verwaltungsdistrikte Khasi siedeln mittig und östlich in 6 Distrikten West Khasi Hills South West Khasi Hills East Khasi Hills West Jaintia Hills East Jaintia Hills Ri-Bhoi (im Nordosten) Das ganze Khasi-Gebiet,  rot umrandet, im Norden fast bis zum großen Brahmaputra, im Süden steil abfallend zu Bangladesch: |

## Sprache
Das Khasi ist keine indoeuropäische Sprache wie die meisten in Indien, sondern eine Mon-Khmer-Sprache, verwandt mit dem Kambodschanischen und dem Vietnamesischen. Angenommen wird die Verwandtschaft mit einigen isolierten Sprachen in Zentralindien: Das Khasi könnte eine Brückenfunktion haben zwischen diesen und der großen austroasiatischen Sprachfamilie, die ursprünglich aus China stammt.
Khasi ist untergliedert in zahlreiche Dialekte und gilt in Meghalaya seit 2005 als assoziierte Amtssprache (neben Garo und Englisch); die vier Hauptdialekte sind Khasi, Pnar/Synteng (Jaintia), War und Lyngngam (Namen von Khasi-Unterstämmen). Die Volkszählung in Indien 2011 gibt 1.431.300 Sprecherinnen und Sprecher an, die neben den 1.411.800 Khasi in Meghalaya auch 16.000 im Bundesstaat Assam und 1000 Khasi im benachbarten Mizoram einschließen. Aufgeschlüsselt nach Dialekten ergibt sich: 1.038.000 sprechen Khasi, 319.300 sprechen Pnar/Synteng (Jaintia), 51.600 sprechen War, 11.600 sprechen Lyngngam und 10.900 andere Dialekte.
Eine eigene Schrift haben die Khasi nicht; ab 1840 führten britische Methodisten-Missionare das lateinische Alphabet ein, und ab 1890 erschien das erste Wörterbuch Khasi–Englisch und eine übersetzte Ausgabe der christlichen Bibel. 1896 wurde die erste Khasi-Druckerei gegründet unter dem Namen Ri Khasi Press („Khasiland-Verlag“).
Heute ist das Khasi in geschriebener und gesprochener Form eine lebendige Sprache mit eigener Literatur-Tradition. In Meghalaya erscheinen mehrere Zeitungen in Khasi und es gibt Radioprogramme und zwei Fernsehsender, die ausschließlich auf Khasi senden (siehe unten zu aktuellen Konfliktthemen der Khasi). Im Jahr 1984 erschien der erste farbige Kinofilm auf Khasi: Manik Raitong von Ardhendu Bhattacharya, nach einer volkstümlichen Legende der Khasi; er wurde mit dem indischen Filmpreis National Film Award ausgezeichnet. 2016 erschien eine Übersetzung der Bibel in die Khasi-Umgangssprache.
Das Kulturministerium Meghalayas leitete im Jahr 2000 ein Symposium zu Leben und Werken von Khasi-Autoren („Life and Works of Khasi Authors in the field of Khasi Literature“) und ein Jahr später eine Konferenz zur Förderung des Khasi und des benachbarten Garo („Growth and Development of Khasi and Garo Languages“). Außerdem vergab das Ministerium den ersten literarischen Preis State Literary Award 2000 for Khasi book.
Die Khasi-Folklore kennt eine einzigartige Form der individuellen Dichtkunst, phawar genannt, die besonders beim Bogensport zum Einsatz kommt: Mit einfallsreichen Vorträgen in gereimten Zweizeilern werden die eigenen Vorteile gelobt und die Schwächen von Gegnern verspottet (siehe unten).

### Bildung
1924 wurde im Gebiet des heutigen Meghalaya die erste weiterführende Schule (college) von den irischen Christian Brothers gegründet. Die Lesefähigkeit (Alphabetisierung) stieg von niedrigen 27 % im Jahr 1961 auf 63 % im Jahr 2001 und weiter auf 74,4 % bei der Volkszählung 2011 und lag damit knapp über dem indienweiten Durchschnitt (73 %). Von den Khasi konnten 77 % lesen und schreiben, dabei lag die Rate der Frauen mit 79 % um 3 % höher als bei Männern (siehe unten zu den geschlechtsspezifischen Daten). In Meghalaya gibt es mehr als 14.000 Schulen, über 500 Colleges sowie 10 Universitäten, mehrheitlich privat. Die größte ist die 1973 gegründete staatliche North Eastern Hill University in der Hauptstadt Shillong. Die Universität verfügt über die beiden sprachwissenschaftlichen Abteilungen Khasi Department und Garo Department und das anthropologische Anthropology Department, das Kultusministerium Meghalayas betreibt das Tribal Research Institute zur Erforschung der Stämme (Scheduled Tribes). Hier erforschen auch Khasi-Professor/-innen und Khasi-Doktorand/-innen die eigenen Traditionen und ihre Veränderungen, vor allem in Hinsicht auf ihre matrilineare Geschlechterordnung.
 In Shillong führen die christlichen Salesianer seit 2001 das „Don Bosco-Zentrum für indigene Kulturen“ (DBCIC: Don Bosco Centre for Indigenous Cultures) mit dem großen anthropologischen Don Bosco Museum. Das DBCIC umfasst Forschungen, Publikationen, Trainings- und Animationsprogramme in Bezug auf die Kulturen in Nordostindien und Umgebung.

## Siedlungen

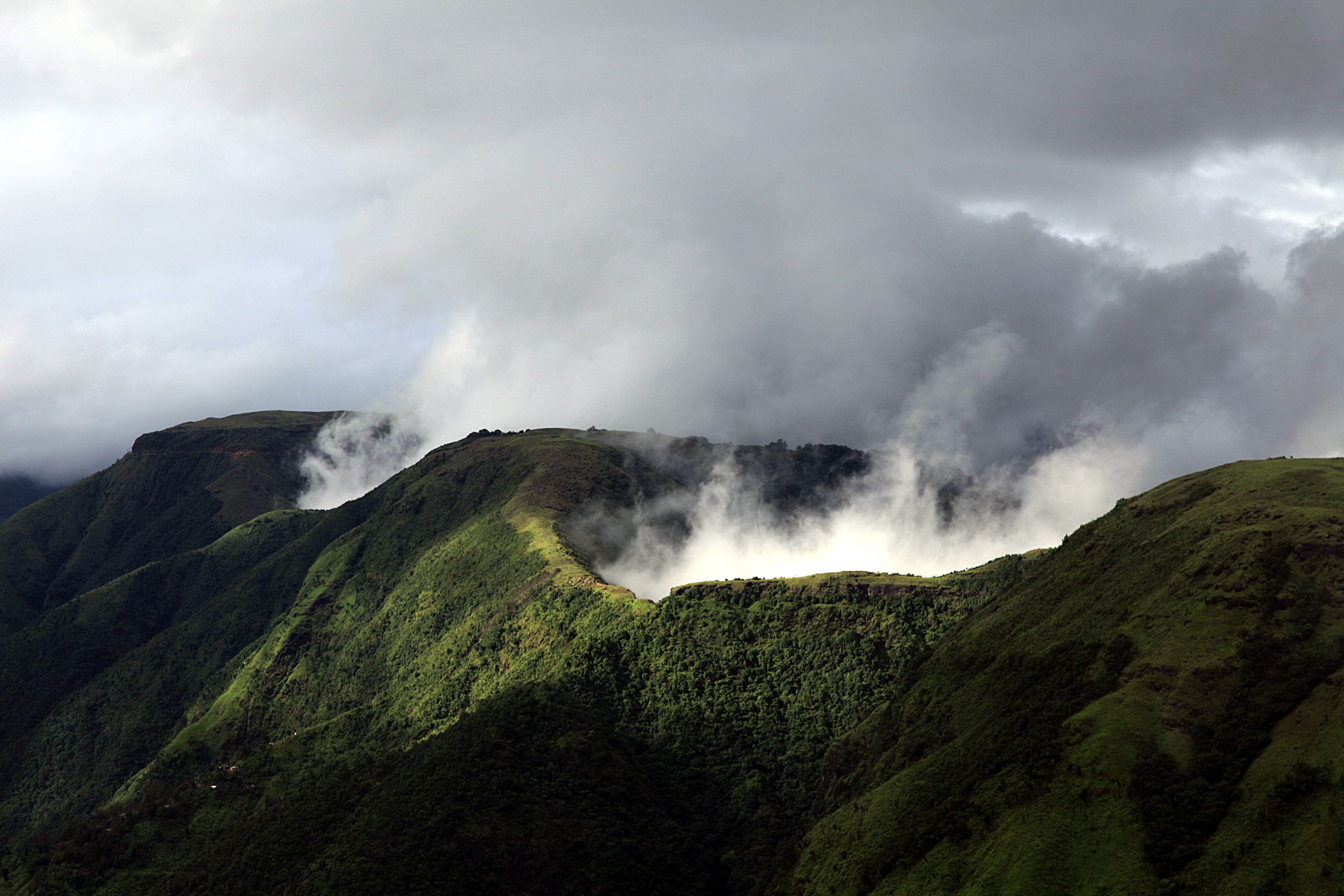
Über Meghalaya (wörtlich „Heimstätte der Wolken“) ist der Himmel meist bedeckt; Cherrapunji hält den Regen-Weltrekord seit 1861 (Laitmawsiang, Khasi-Berge, 2004)

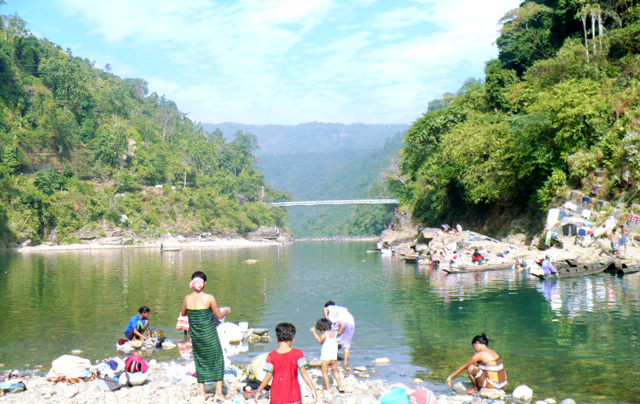
Piyain-Fluss in den südlichen Khasi-Bergen bei Jaflong (Distrikt Sylhet, Bangladesch, 2011)

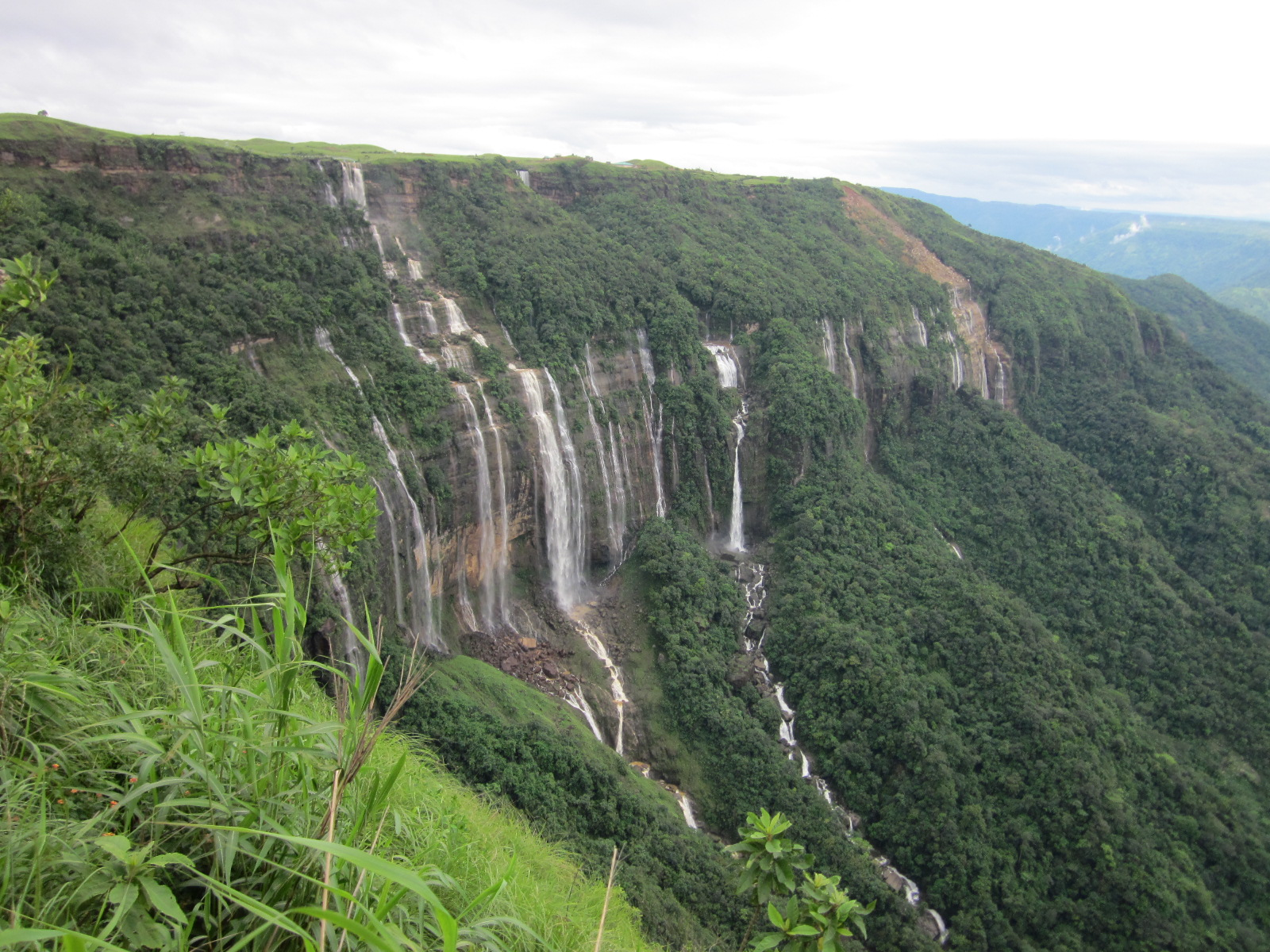
Die „Sieben Schwestern-Wasserfälle“ (7 Sister Falls) nahe der Bergstadt Cherrapunji: hier fällt das Hochplateau mit der Hauptstadt Shillong schroff ab zum südlich gelegenen Bangladesch (2013)

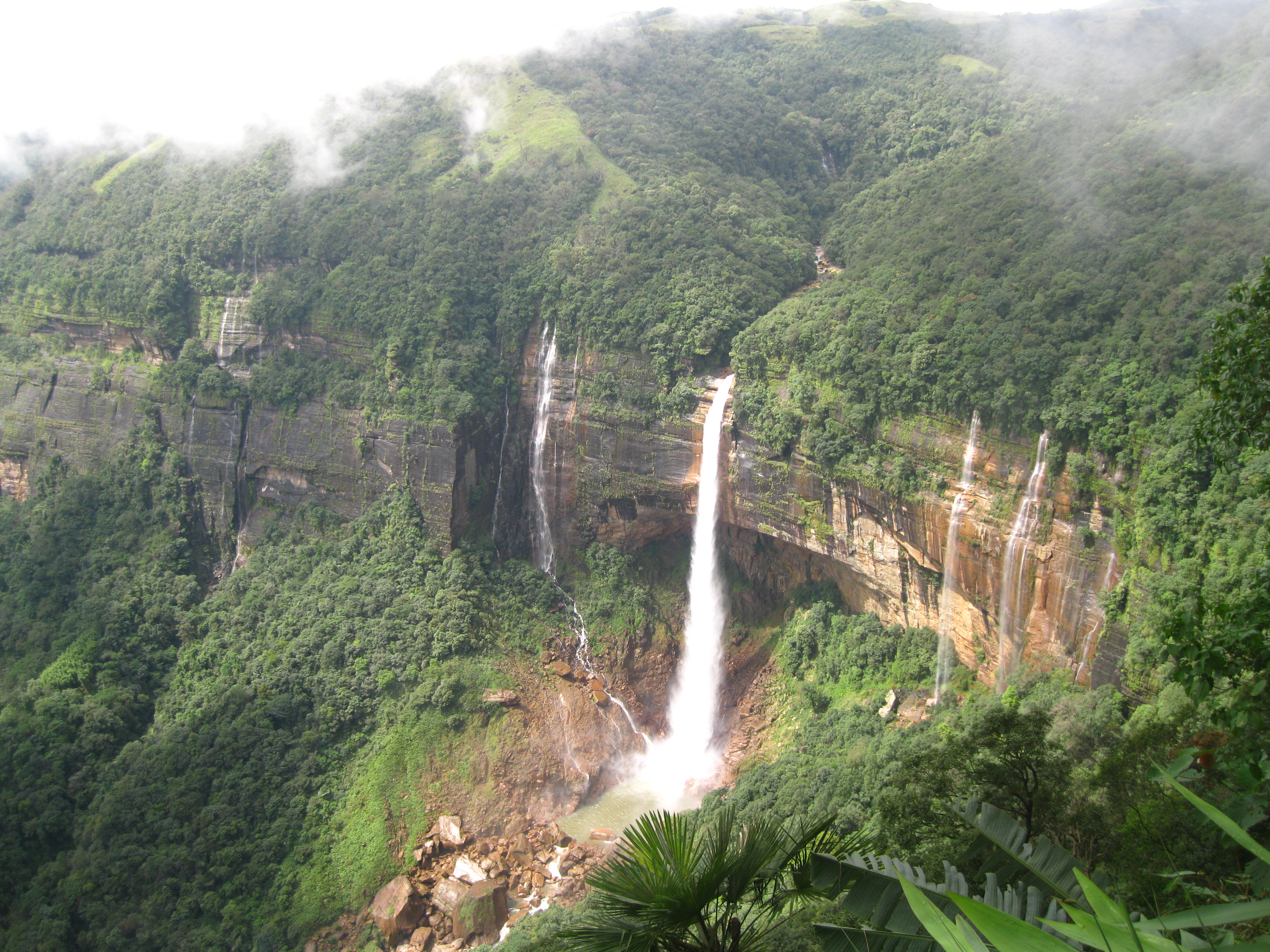
Die Nohkalikai Falls bei der Bergstadt Cherrapunji sind mit 340 Metern die höchsten Indiens (2014)

Das Gebiet des indischen Bundesstaats Meghalaya umfasst das Shillong-Plateau, eine Erhebung, die vor dem großen Himalaya-Gebirge liegt und von 30 Meter über Meeresspiegel auf 1500 Meter ansteigt. In der Mitte umschließen die bergigen Hügelketten eine Hochfläche, auf der eine kleine Erhebung bis auf fast 2000 m ansteigt. Meghalaya entspricht grob einem Rechteck mit etwa 300 km Ausdehnung von West nach Ost und etwa 100 km von Süd nach Nord. Der große Fluss Brahmaputra umfließt den Staat im Norden und Westen, die waagrechte Südkante des Plateaus fällt steil ab zum tiefliegenden Bangladesch. Das mittlere Drittel der Staatsfläche bilden die Khasi-Berge (Khasi Hills), deren Name abgeleitet ist von dem Volk, das um 1500 n. Chr. erstmals unter dem Namen „Khasi“ als hier ansässig erwähnt wird (siehe unten zur Herkunft). Die hügeligen Berge mit der ausgedehnten Hochebene sind unterteilt in drei Verwaltungsdistrikte: West Khasi Hills, South West Khasi Hills (ab 2012) und East Khasi Hills. Die Mehrheit der Khasi lebt im Gebiet der Hochfläche, auf der auch die Hauptstadt Shillong liegt (etwa 150.000 Einwohner); nahebei steigt der Shillong Peak auf 1966 m, die höchste Erhebung Meghalayas. Die ganze Hochebene ist zergliedert, durchzogen von tief eingeschnittenen Schluchten und Tälern mit großen Höhenunterschieden von 600 bis 1900 Metern.

### Wolkenland
Der neugebildete Sanskrit-Name Meghalaya bedeutet „Wohnstätte der Wolken“ (Abode of the Clouds) und beschreibt damit eine der regenreichsten Gegenden der Welt mit über 120 Regentagen in der ausgedehnten Regenzeit zwischen April und Oktober. Im Süden Meghalayas fallen die Khasi-Berge steil ab und bringen die aufsteigenden Monsunwolken zum Abregnen. Hier hält die Bergstadt Cherrapunji seit 1861 den Weltrekord für die höchste Jahresmenge an Niederschlag (26,5 Meter), das Dorf Mawsynram hält seit 2015 den Weltrekord für die höchste durchschnittliche Jahresmenge (11,9 Meter). Ein Teil dieser anhaltenden Monsunregen fließt ab in unzähligen Wasserfällen, die Nohkalikai Falls sind mit 340 Metern die höchsten Indiens.

### Ökoregion
Der Pflanzenbewuchs des Khasi-Gebiets besteht hauptsächlich aus Monsunwäldern, unterteilt in drei Klimazonen: In Höhen zwischen 30 und 300 Metern finden sich tropische Tiefland-Regenwälder und zwischen 300 und 1100 Metern subtropische Feuchtwälder, die sich bis in die gemäßigte Höhenstufe zwischen 1100 und 1900 Metern erstrecken, mit stellenweisen Wolken- und Nebelwäldern. Bambuswälder bedecken 14 % der Fläche Meghalayas; insgesamt sind 12 % aller bewaldeten Flächen in staatlichem Besitz und werden von Aufsehern betreut.
Meghalaya gehört zum asiatischen Biodiversitäts-Hotspot Indo-Myanmar (Hotspot 19). Die WWF-Ökoregion Meghalaya Subtropical Forests (IM0126) umfasst die gesamte Erhebung mit ihren Bergen und dem Hochplateau und gilt als eine der artenreichsten von ganz Asien, mit außergewöhnlich vielen indigenen Pflanzen- und Tierarten. Von hier stammen hunderte Orchideen, viele ursprüngliche Reis-, Bananen- und Zitrusarten (wie die Khasi-Mandarine), einige Magnolien (Michelia) sowie die einzige Kannenpflanze Indiens: Nepenthes khasiana („khasiana/khasianum“ kennzeichnet endemische Arten der Khasi-Berge). In Meghalaya leben 139 Säugetierarten, darunter der asiatische Elefant, der Königstiger, der Nebelparder, die gefährdeten Gold- und Leopardkatzen und 7 Primaten wie der Weißbrauen-Gibbon („kleiner Menschenaffe“) und einige Makaken. 659 Vogel-, 107 Reptilien- und 152 Fischarten wurden festgestellt. Der WWF (World Wide Fund For Nature) gibt an, dass bereits zwei Drittel der gesamten Ökoregion entwaldet oder degradiert wurden und die 7 staatlich geschützten Gebiete weniger als 1 % der Ökoregion ausmachen. Zur Entwaldung tragen außerdem großräumiger Abbau von Kohle, Kalkstein und Uran und entsprechende Infrastrukturen bei. Das staatliche Wildlife Institute of India (wii) gibt 2017 an, dass insgesamt 6 % der Staatsfläche Meghalayas als Protected Area verschiedener Art geschützt werden. Die über 100 heiligen Wäldchen der Khasi leisten nur einen kleinen Beitrag zur dringend benötigten Aufforstung (siehe unten).

### Khasi-Gruppen
Die verschiedenartige Natur zwischen Meereshöhen von 30 m an den Gebietsrändern bis über 1900 Metern in der südlichen Mitte ist einer der Gründe, warum sich zwischen den vielen Khasi-Dörfern und -Gruppen deutliche Unterschiede herausgebildet haben bezüglich Wirtschafts- und Lebensweise, Dialekten und Traditionen, trotz ihrer gemeinsamen Sprache und sozialen Organisation.
Die Khasi sind umgeben von mehreren kleinen Stämmen, die sich zu den Khasi zählen und einen der Khasi-Hauptdialekte oder eine verwandte Mon-Khmer-Sprache sprechen; sie werden bei Volkszählungen zu einer Gruppe zusammengefasst: „Khasi, Jaintia, Synteng, Pnar, War, Bhoi, Lyngngam“ (siehe auch unten die „Sieben Hütten“):
- die Jaintia (auch: Synteng/Pnar) siedeln im Osten in den Jaintia-Bergen,[11] seit 2012 unterteilt in die Distrikte West Jaintia Hills und East Jaintia Hills[c 5]
- die Bhoi siedeln im Nordosten an der Grenze zu Assam, im Distrikt Ri-Bhoi[c 6]
- die War siedeln im Süden an der Grenze zu Bangladesch (unterschieden in War-Khasi und War-Jaintia)[wii 6][kultur 3]
- die Lyngngam siedeln im Westen an den Garo-Bergen (Garo Hills)

Bei der Volkszählung in Indien 2011 wurden 1.431.300 Sprecher/-innen des Khasi ermittelt: 1.038.000 sprechen Khasi, 319.300 sprechen Pnar/Synteng (Jaintia), 51.600 sprechen War, 11.600 sprechen Lyngngam und 10.900 andere Dialekte.
Das christlich-missionarische Joshua Project listet die Khasi Anfang 2019 mit 1.470.000 Angehörigen in Meghalaya; für die Untergruppen werden genannt: 333.000 Bhoi, 77.000 War, 34.000 Lyngngam und 17.000 Khynriam. Für den benachbarten Bundesstaat Assam werden 42.000 Khasi verzeichnet, im benachbarten Mizoram 1000, in Nagaland 1.100, in Westbengalen 1.400 sowie kleinere Gruppen in anderen Bundesstaaten. Für Indien werden insgesamt 1.518.000 Khasi angegeben, die zu 83,5 % christlich seien. Für das südlich an Meghalaya grenzende Bangladesch werden 85.000 Khasi angegeben, zu 84,3 % christlich, etwa 48.000 in der Grenzregion zu Meghalaya im Distrikt Sylhet und 30.000 in der Hauptstadt Dhaka.
Enge Verbindungen haben die Khasi zum benachbarten großen matrilinearen Volk der Garo mit fast 900.000 Angehörigen im ganzen Westteil Meghalayas – gemeinsam haben sie 1972 ihre eigene Staatsgründung erreicht (siehe unten). In Meghalaya sind 15 weitere Stammesbevölkerungen vertreten (2011): Hajong (39.000 Angehörige), Raba (33.000), Koch (23.000), Karbi (19.000) und weitere kleinere wie die Synteng (1.600; eine eigenständige Gruppe im Osten und in Assam). Die 17 Stammesvölker bildeten 2011 zusammen 86,1 % der Gesamtbevölkerung, die Khasi alleine 47,6 % und die Garo 27,7 % (vergleiche Demografie Meghalayas). Im Jahr 2001 lagen die Khasi und Jaintia mit 1,1 Mio. Angehörigen auf Rang 13 der größten Stammesvölker Indiens, die Garo mit 0,7 Mio. auf Rang 22.

### Dorfgemeinschaften
Bei der Volkszählung in Indien 2011 werden 6450 Dörfer in Meghalaya gezählt (380 unbewohnt). In den 22 Städten wohnen 20 % der Gesamtbevölkerung, ein Viertel davon auf 1500 m in der Hauptstadt Shillong (143.000). In dieser leben auch viele Khasi, weil Teile des großen Stadtbezirks zu ihrem angestammten Gebiet gehören; im Vergleich leben nur 78 % der Khasi ländlich. Die 1.411.800 Khasi stellen rund 48 % der Einwohner (2.966.900) und 55 % der staatlich geschützten Stammesbevölkerung (Scheduled Tribes: 2.555.900). Seit 2001 ist die Zahl der Khasi um 26 % angewachsen und die Einwohnerzahl um 28 %.
2001 wurden 5780 Dörfer gezählt, die 2,3 Mio. Einwohner lebten zu 80 % ländlich, wie auch 1991, als es 5500 Dörfer und 1,8 Mio. Einwohner in Meghalaya gab. Der Anteil der anerkannten Stammesbevölkerung betrug schon bei der Staatsgründung 1972 über 90 %.
Seit 1981 mit rund 4900 Dörfern und 1,3 Mio. Einwohnern hat sich die Bevölkerung Meghalayas mehr als verdoppelt auf rund 3. Mio. im Jahr 2011, eine Bevölkerungsexplosion von +122 %, verbunden mit umfangreichen Konflikten (siehe unten). Dennoch gehört Meghalaya mit einer Einwohnerdichte von nur 132 je Quadratkilometer zu den am dünnsten besiedelten Bundesstaaten Indiens, wie auch andere der „Sieben Schwesterstaaten“ in Nordostindien (vergleiche die Basisdaten der Staaten/Territorien). Im Jahr 2001 lag diese Dichte noch bei 102 Einwohnern je km².
Da es in ganz Meghalaya nur wenige ebene Flächen gibt und kaum breite Flusstäler, liegen die meisten der etwa 3000 Dörfer der Khasi etwas unterhalb von Hügelkuppen, in kleinen Absenkungen geschützt vor den zeitweise heftigen Winden und Stürmen und vor Fremden und Tieren. Alle Häuser stehen dicht beieinander, verbunden durch schmale Wege. Soweit möglich, hat jedes Haus einen kleinen Nutzgarten mit Obst, Gemüse und Zierpflanzen anbei oder in der Nähe. In den Dörfern findet sich keine Aufteilung in reichere und ärmere Familien, sie wohnen gemischt nebeneinander, dazwischen laufen Schweine, Hühner und Hunde frei herum. Es gibt Dörfer, deren eine Teil 100 Meter höher liegt als der andere. Die größeren Dörfer verfügen über ein öffentliches Gebäude, eine einfache, manchmal nur einräumige Grundschule sowie eine Kirche; der christliche Dorfpriester bewohnt mit seiner Familie ein eigenes Haus, ebenso der Clan-Häuptling, falls er aus dem Dorf stammt. Früher schlossen sich gelegentlich mehrere Dörfer zusammen, um sich gemeinsam zu verteidigen; alle nicht angebundenen Dörfer sind zwischenzeitlich in die öffentliche Verwaltung eingegliedert. Viele Frauen betreiben in ihrem Dorf einen kleinen Laden oder eine Teestube mit Kiosk. In jedem Dorf wohnen ein oder zwei Heiler (nong ai dawai kynbat); die Khasi kennen hunderte Heilpflanzen, 850 sind für Meghalaya gelistet, über 370 Medizinpflanzen werden regelmäßig von drei Vierteln der Bevölkerung als Volksmedizin genutzt, meist wild gesammelt. Vor jedem Dorf gibt es einen kleinen Platz für den Wochenmarkt, je nach Gelände an einem Fluss oder unter einer Baumgruppe. Angrenzend findet sich ein weitläufiger Bereich mit den Familiengrabstellen und stellenweise sehr großen Erinnerungssteinen zur Verehrung der Vorfahren (siehe unten).

#### Häuser

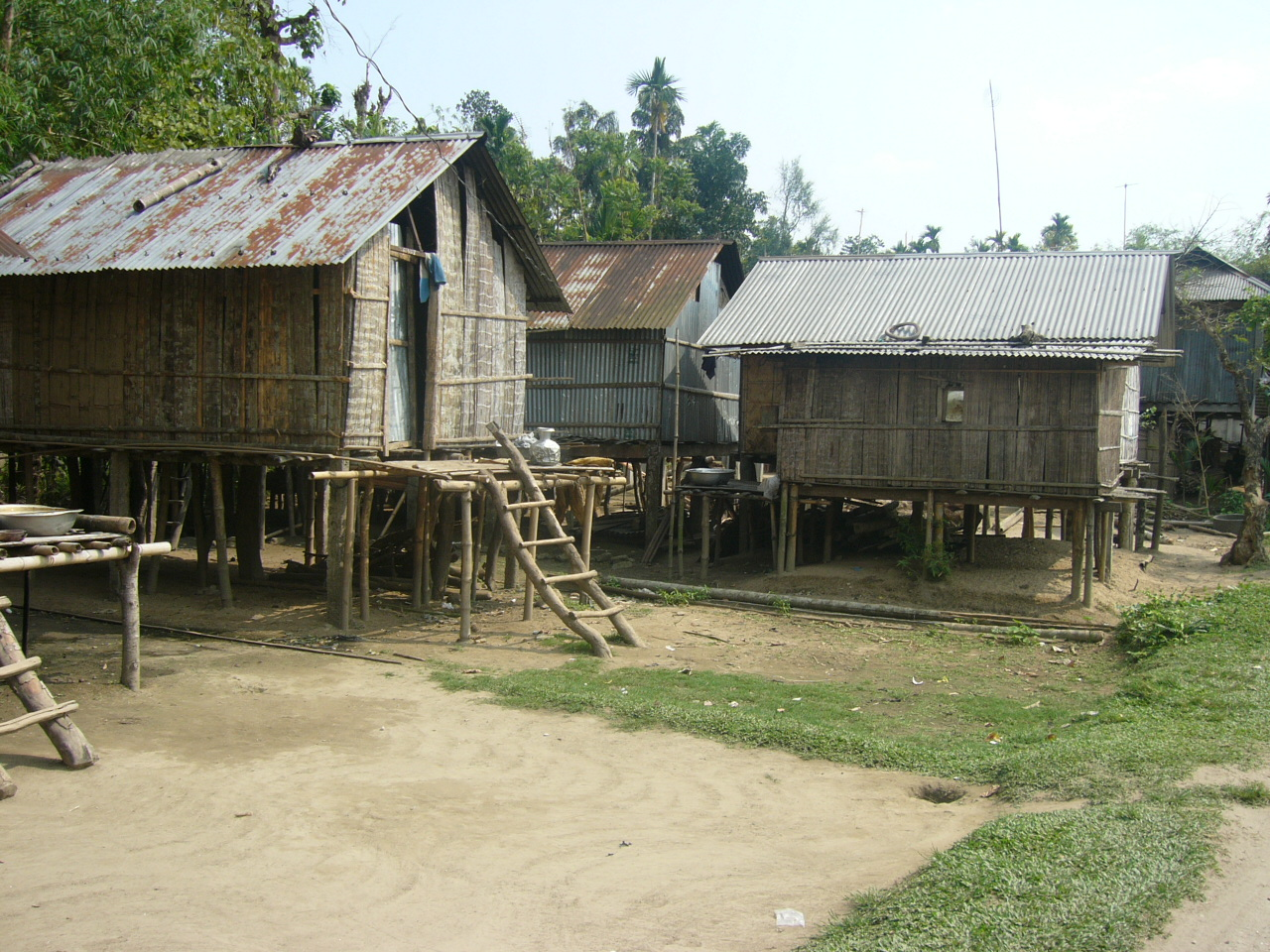
Häuser eines Khasi-Dorfes in Jaflong (Distrikt Sylhet, Bangladesch, 2007)

Das typische Khasi-Haus ist recht einfach und rechteckig, mit einem Gras- oder Wellblechdach in Muschelform und drei Zimmern: dem Vorbau (Veranda: shynghup), dem Schlafzimmer (rumpei) und dazwischen dem größeren Zimmer zum Kochen und Sitzen (nengpei). Traditionell bauen die Khasi Holzhäuser auf Pfählen, Nägel sind dabei unerwünscht, sie gelten als Tabu; eine angelehnte Holzleiter führt zum erhöhten Eingangsbereich. Außerdem soll ein Haus höchstens drei Steinmauern haben und der Altar im Zentrum darf nur aus einer Metallart bestehen. Die Gebäude von reicheren Khasi sind moderner, haben stabilere Metalldächer mit Abzugskaminen, Glasfenster und robuste Türen; einige haben Häuser und Einrichtungen im westlichen Stil.
 Im Zentrum jedes Hauses befindet sich der Küchenherd, dessen glückbringende Lage bereits vor einem Hausbau mit einem Eier-Orakel ermittelt wird: Aus den Schalenteilen von geworfenen Eiern ist zu deuten, wo die Herdstelle stehen soll und ob das ganze Bauvorhaben günstig ausgeht oder nicht. Der Herd bildet abends das soziale Zentrum der Familie, begleitet von Erzählungen, Liedern und Musik (vergleiche Soziale und religiöse Bedeutungen des Herdes). In der kühlen Winterzeit mit Temperaturen um 5 Grad liefert das Herdfeuer die einzige Wärme.
Sobald ein Haus fertig ist und die Familie einzieht, beginnt nach der Zeremonie der Haussegnung der ka Shad-Kynjoh Khaskain: ein ritueller Einweihungstanz, der von Sonnenuntergang bis Sonnenaufgang dauert.

#### Dorf als Gemeinschaft
Nach der Khasi-Tradition versteht sich jedes Dorf als Gemeinschaft, als eigenständige soziale, politische und wirtschaftliche Einheit, die sich selbst im Dorfrat verwaltet (durch Konsensfindung). Dörfliche Selbstverwaltung ist in Indien weit verbreitet (vergleiche dazu das Panchayati Raj-System: Selbstregierung durch fünf Ratsherren), aber im Stammesstaat Meghalaya hat sie eine staatlich anerkannte Ausformung: Hier umfasst jede Dorfgemeinschaft Angehörige von meist vier bis sechs verschiedenen Clans (Verbänden von Großfamilien), die sich zusammen als Eigengruppe verstehen, mit einem ausgeprägten Wir-Gefühl und teils eigenem Sprachdialekt und eigenen Traditionen. Dorfvorsteher werden normalerweise Männer (siehe unten zu den politischen Dorfstrukturen). Geheiratet wird nach Möglichkeit innerhalb des Dorfes, aber auf jeden Fall außerhalb des eigenen Clans (siehe unten zu Heiratsregeln). Die meisten Khasi bleiben lebenslang in ihrem Dorf wohnen, die meisten Dörfer bestehen seit Jahrhunderten, ihr Standort wird sehr selten geändert. Die Dorf-Solidarität steht oft vor der Clan-Solidarität, als Gemeinschaft werden Feldbau-, Bewässerungs- oder Handelsprojekte umgesetzt; früher konnten dazu auch kriegerische Streifzüge oder Überfälle (raids) ungeliebter Nachbardörfer gehören.

#### „Sauberstes Dorf Asiens“
Khasi-Dörfer genießen den Ruf, zu den saubersten von ganz Asien zu gehören, die Bewohner halten sie gepflegt und kehren in der Trockenzeit häufig (November–Februar). Sie berufen sich dabei auf die Khasi-Tradition, nach der Reinheit ihre eigene Schönheit zukomme. Landesweit verbreitet ist in den Bergen und Hügeln das wildwachsende „Besengras“ (broom grass), einige Khasi-Dörfer gehen dem traditionellen (Kunst-)Handwerk des Besenbindens nach und kultivieren dazu verschiedene geeignete Pflanzen.

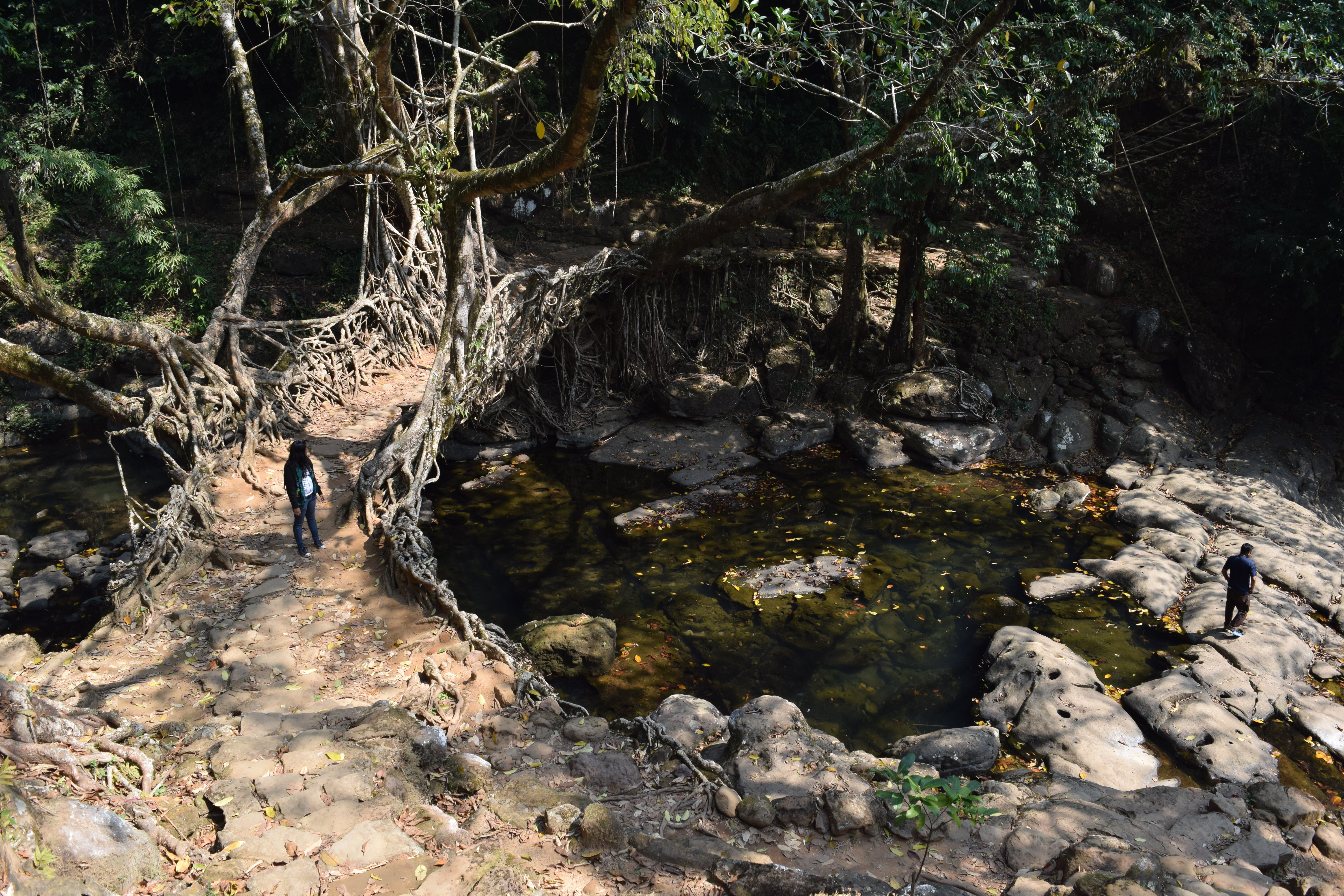
Wurzelbrücke beim „saubersten Dorf Asiens“ (Mawlynnong, südliche Khasi-Berge nahe Bangladesch, Meghalaya, 2016)

Das kleine Bergdorf Mawlynnong 90 km südlich von Shillong in den südöstlichen Khasi-Bergen bekam 2003 die Auszeichnung als „sauberstes Dorf Asiens“ und 2005 als „sauberstes Dorf Indiens“ (vom Reisemagazin Discover India); 2004 machte eine Reportage des National Geographic das Dorf berühmt. In diesem Gebiet nahe Bangladesch lebt der Khasi-Stamm der War-Jaintia, die auch für ihre Wurzelbrücken über Dschungelflüsse berühmt sind. Im vorgeblich 500 Jahre alten Dorf hat jeder der fast 100 Haushalte fließendes Wasser mit eigener Toilette. Vor jedem Haus steht ein handgefertigter trichterförmiger Papierkorb aus Bambus, der zum Dorfsymbol geworden ist. Mawlynnong sieht sich als „Gottes eigenen Garten“ (God’s own Garden), Plastiktüten und das Wegwerfen von Müll sowie das Rauchen sind verboten, Recycling gehört zum Alltagsleben. Die ganze Dorfgemeinschaft beteiligt sich an einem staatlichen Förderprogramm für ländliche Gebiete, die Einkommen der angestammten Familien haben sich in 15 Jahren verdoppelt, die Lesefähigkeit ist auf 94 % gestiegen (Khasi-Durchschnitt: 77 %). Neben Betelnusspalmen (Arekanüssen) und Betelblättern (Paan) wird hier auch Besengras geerntet und verarbeitet, das tägliche Fegen ist Teil des Dorfprojekts; wie in vielen indischen Dörfern bestehen die Wege zwischen den gepflegten Häusern aus wetterfest betonierten Bürgersteigen. Sie bilden einen Kontrast zu dem mit Steinen befestigten Dschungelpfad, der sich zu der Jahrhunderte alten Wurzelbrücke schlängelt.

#### Gesungene Namen
Rund 30 km nördlich vor Mawlynnong liegt das etwa gleich große Khasi-Bergdorf Kongthong, das für seine Eigenart bekannt ist, jedem Baby eine Melodie als zusätzlichen „Namen“ mitzugeben. Eine abgekürzte Version dient dazu, die Person anzusprechen, und kann als gesungener Ruf durchs ganze Dorf zu hören sein. Entsprechend verständigen sich die Angehörigen der rund 100 angestammten Familien auch in den umgebenden Dschungelwäldern, wenn in der Regenzeit die Luft angefüllt ist mit den Geräuschen der Natur. Diese Jahrhunderte alte Tradition ist der mythischen Gründerin des jeweils eigenen Clans gewidmet und wird Jingrwai Lawbei genannt: „Lied der Großen Mutter“ des Clans (siehe unten zur Verehrung der Clan-Gründerin Lawbei-Tynrai). Auch in elf Nachbardörfern findet sich dieser Brauch (siehe unten zu eigentümlichen Khasi-Namen).

### Heilige Wälder

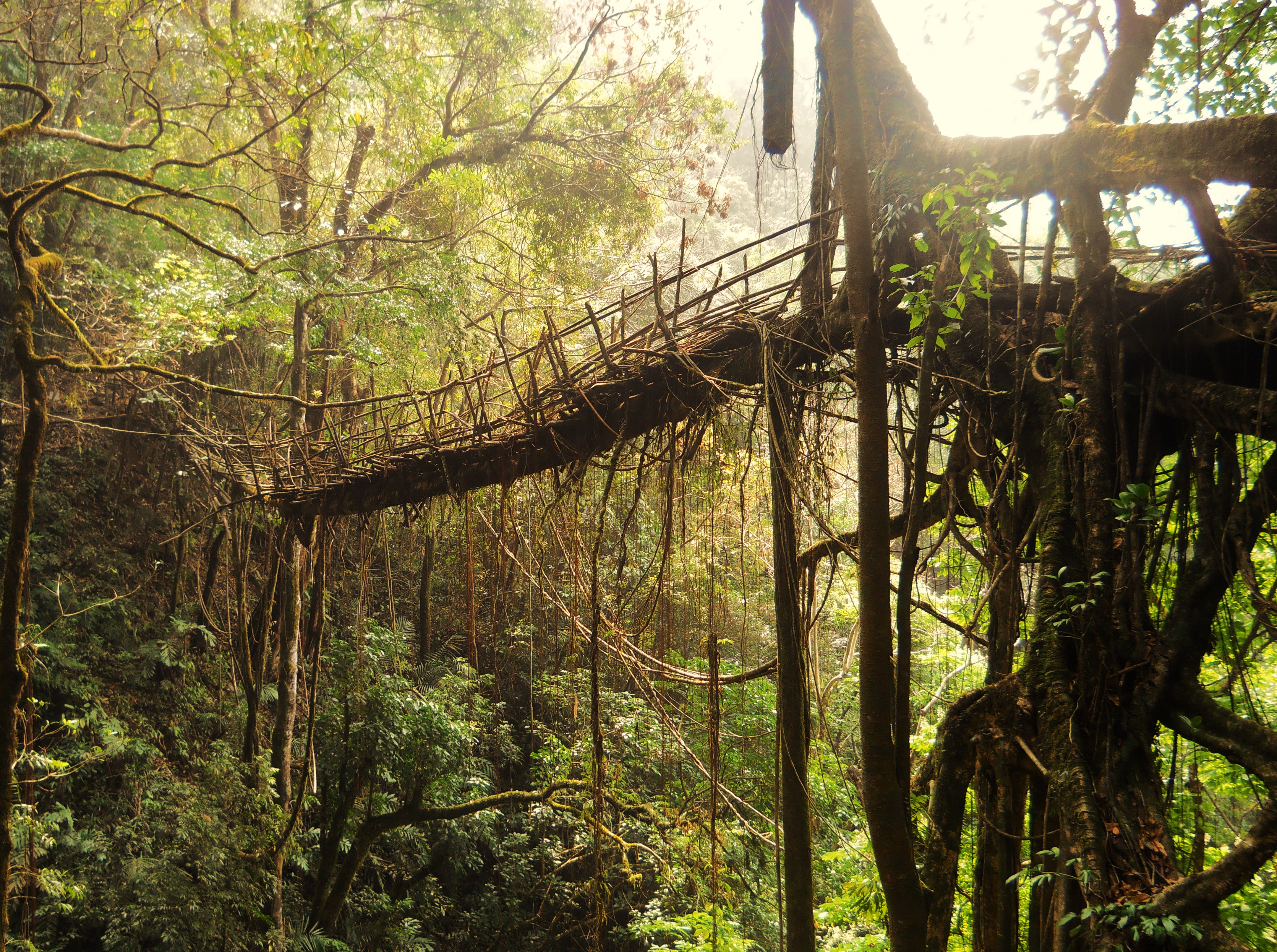
Längste lebende Brücke weltweit (52 Meter; bei Rangthylliang, östliche Khasi-Berge, 1999)

Mehr als 100 Khasi-Dörfer haben in ihrer Umgebung einen heiligen Wald eingerichtet, oft mit Erinnerungssteinen für die Ahnen und Verehrungsstätten für die Schutzgottheiten des Dorfes (vergleiche Heiliger Hain, Bestattungswald). Diese Wäldchen werden als Ausdruck der Naturverbundenheit der Religion Niam Khasi beschützt und bewahrt, jegliche Entnahme von Forstprodukten ist verboten und verärgert die örtliche Gottheiten und Naturgeister. Offiziell sind 105 sacred groves in Meghalaya anerkannt unter örtlichen Namen wie Law Niam (religiös), Law Lyngdoh (priesterlich) oder Law Kyntang (dörflich),[Liste:] fast alle liegen auf Khasi-Gebiet (mit anderen Namen im Jaintia-Gebiet). Den heiligen Wäldern entspringen 58 Quellen, wichtig für die dörfliche oder städtische Wasserversorgung; Dutzende weitere Wälder warten auf ihre Registrierung. In den letzten Jahrzehnten versuchen die Dorfgemeinschaften mit wachsendem Umweltbewusstsein, diese Naturwaldreservate zu vergrößern, verbunden mit der Nachfrage finanzieller Unterstützung bei der dringend benötigten Wiederaufforstung. Die heiligen Khasi-Wälder werden international respektiert als Bodenverbesserung (Melioration) und als Artenschutz für die vielen einheimischen Pflanzen- und Tierarten und ihre Wanderkorridore (Biotopverbund). Aber mit insgesamt 10.000 Hektar bilden die kleinen Wälder nur winzige Flecken innerhalb des bereits zu zwei Dritteln entwaldeten Gebiets von Meghalaya.
Neben den hunderten medizinischen Pflanzen, welche die Khasi gärtnern, sammeln und regelmäßig nutzen (850 sind für Meghalaya gelistet), gibt es viele Pflanzen, die bei religiösen Zeremonien eingesetzt werden. Eine Untersuchung von 2017 listet 35 verschiedene Pflanzen mit ihrer Bedeutung und genauen Verwendung bei religiösen Handlungen und betont die artschützende Wirkung der Hochachtung der Pflanzen durch die Khasi. Viele dieser Pflanzen werden in den hausnahen Nutzgärten angebaut, wild wachsen die meisten naturbelassen in den heiligen Wäldern und erhalten die biologische Vielfalt (Biodiversität).

### Wurzelbrücken

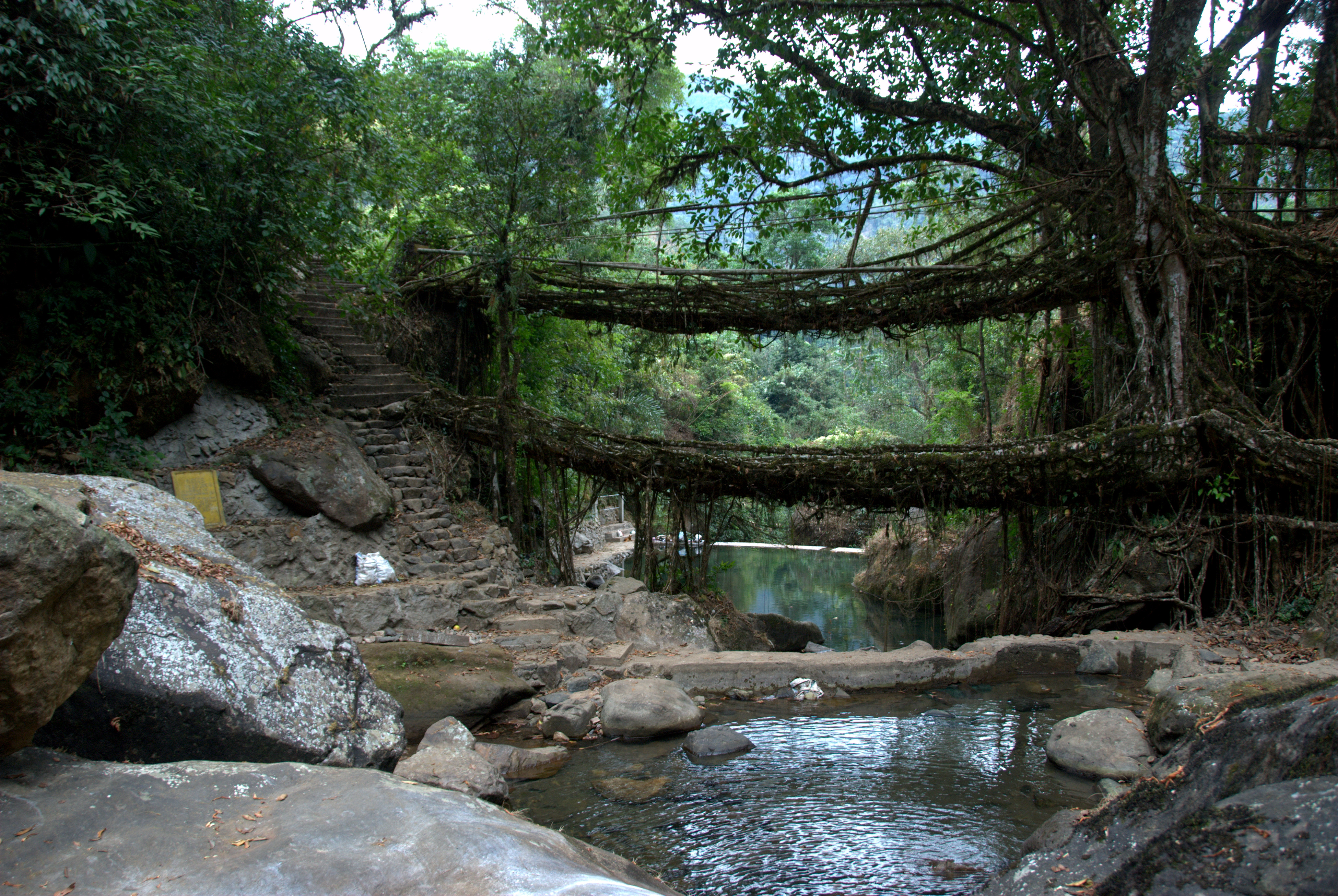
Doppelstöckige Wurzelbrücke (bei Nongriat, südliche Khasi-Berge, 2011)

Die lang anhaltenden und sehr ergiebigen Monsunregen bewirken in den bis zu 2000 Meter hohen Bergen zwischen März und November ein gewaltiges Anschwellen von Gebirgsbächen und Flüssen, zeitweilig verhindert das ihre Überquerung und einzelne Dörfer werden monatelang vom Güteraustausch abgeschnitten. Für diese wechselnden Wasserstände hat insbesondere ein Stamm der Khasi Lösungen gefunden, um mit geringem Aufwand auf Kräfte der Natur zu bauen: Die War-Jaintia der südlichen Khasi-Berge lassen die Luftwurzeln des indischen Gummibaums (Ficus elastica) durch Bambusstangen oder ausgehöhlte Stämme der Betelnusspalme von einer Seite der engen Schlucht zur anderen wachsen. Nach 15 Jahren beginnen die Pflanzen, eine stabile Verbindung über das Gewässer zu bilden. In das zunehmende Wurzelgeflecht werden Stöcke, Steine und festgestampfte Erde eingebunden, um eine die Jahrhunderte überdauernde „lebende Brücke“ zu erhalten (vergleiche das Forschungsgebiet Baubotanik). Fortlaufend gehegt und verstärkt, überstehen diese elastischen Gebilde die heftigen Stürme und gelegentlichen Erdbeben in der Region ohne große Schäden. Sie bieten auch den Wildtieren Möglichkeiten zum Wildwechsel und sollen bis zu 500 Jahre halten. Die stellenweise doppelstöckigen Brücken gehören zusammen mit den höchsten Wasserfällen Indiens zu den Sehenswürdigkeiten der südöstlichen Khasi- und Jaintia-Berge im Grenzgebiet zu Bangladesch.

## Wirtschaft der Khasi
Die meisten Khasi-Großfamilien (iing) arbeiten in der Art eines Familienunternehmens und bilden übergreifende Zusammenschlüsse in der Art von Landwirtschaftskooperativen, vor allem in den Dorfgemeinschaften (siehe oben). Um das Jahr 1800 beschreiben Dokumente der Britischen Ostindien-Kompanie die Khasi als ein sehr erfahrenes Markt-orientiertes Volk, mit einer stabilen Wirtschaft aus den drei Elementen Landbesitz, Feldarbeit mit Produktion sowie Handel auf den vielen örtlichen Märkten.
Viele Familien betreiben Landwirtschaft als Bedarfswirtschaft (Subsistenzwirtschaft) und nutzen verschiedene Arten des traditionellen Feldbaus (Pflanzbau), dazu kommt eine überschaubare Tierhaltung mit einigen Schweinen, einheimischen Rindern, Ziegen, Hühnern oder Bienenvölkern und vielleicht ein kleiner Dorfladen. Die Hauptnahrungsmittel der Khasi sind gekochter Reis, Gemüse und dazu Eier, Fleisch oder (getrockneter) Fisch; Hülsenfrüchte und Nüsse sind nicht verbreitet. Es gibt einige Nahrungstabus, so dürfen keine Kuh- oder Ziegenmilch getrunken werden. An Gemüse werden hauptsächlich Kartoffeln, Süßkartoffeln, Kohl und zunehmend Tomaten angebaut, an Obst vor allem die süßen Khasi-Mandarinen, Ananas und Bananen, verteilt auf verschiedene Höhenregionen. Auf den Hochflächen werden die Nutzgärten mit Gemüse, Gewürzen, medizinischen Pflanzen und Orchideen von kleinen Wällen und Hecken geschützt. Hier gibt es einige Dörfer mit Kleinindustrie wie Messerschmieden, ansonsten findet sich im Khasi-Gebiet sehr wenig industrielle Produktion. Die Verbreitung der Nähmaschine hat die serienmäßige Herstellung von Kleidungsstücken in Heimarbeit ermöglicht, aber zunehmend verdrängt billige Kunststoffware auch das traditionelle Weben.

### Landbesitz
Das gesamte Land eines Dorfes und seiner einzelnen Großfamilien wird in der Art einer Kooperative oder Genossenschaft geregelt und von der Dorfgemeinschaft beziehungsweise ihrem Dorfrat verwaltet: Es gibt rund 30 verschiedene Arten des Landbesitzes in einem Dorf, einige betreffen Allmenden und Gemeinbedarfsflächen (Dorfland) oder Kollektiv- und Miteigentum, andere Landflächen werden nur innerhalb einzelner Familienlinien vererbt (siehe unten) und weitere betreffen neu erschlossene oder privat erworbene Grundstücke. Über Jahrhunderte haben sich dazu örtlich unterschiedliche Systeme mit stabilen Traditionen ausgeprägt, um das Wohlergehen der ansässigen Familien zu gewährleisten und den Grundstock des Wirtschaftens für das gesamte Dorf zusammenzuhalten (vergleiche Agrargemeinschaft). Alle Dorfbewohner haben einen gleichberechtigten Zugang zur Bewirtschaftung des Gemeinschaftslandes (zur Selbstversorgung), nicht unterschieden nach sozialem Ansehen oder Reichtum. Die Dorfgemeinschaft kann Landflächen oder Nutzungsrechte an Auswärtige verpachten (Gebrauchsüberlassung), beispielsweise für eine private Plantage oder Tierfarm oder zum Abbau von Bodenschätzen. In Meghalaya befanden sich im Jahr 2011 rund 82 % aller Häuser in Eigenbesitz, nur 16 % wurden vermietet. Eine staatliche Studie zum Landbesitz von privaten Haushalten in Indien 2003 ergab, dass bei den Scheduled Tribes (Stammesvölkern) etwas mehr Haushalte Land besaßen als der indienweite Durchschnitt, und dass jeder Stammes-Haushalt ein wenig mehr Land besaß als der Durchschnitt (0,70 Hektar zu 0,56 je Haushalt).
 Konflikte:
- Zum Gemeinschaftsland kam eine umfassende Studie von 2007 zur Frage der sozialen Absicherung innerhalb der Stämme Meghalayas zu dem Ergebnis, dass sich der Umgang mit Khasi-Land merklich verändert: Zunehmend wechseln Anteile des Dorf- und Familienlandes in Privateigentum, vor allem Khasi-Männer werden zu neuen Landbesitzern (Nicht-Indigenen ist Landkauf in Meghalaya verboten). Hierdurch werden die Wirtschaftsgrundlagen der Familien und Dörfer geschwächt, dazu kommt die Übernutzung des verbleibenden Gemeinschaftslandes (vergleiche dazu Tragik der Allmende – Tragik der Anti-Allmende). Viele Familien sehen sich durch die Privatisierungen gezwungen, auf weniger ertragreiche Flächen auszuweichen, was wiederum die schädlichen Auswirkungen ihres Brandrodungsfeldbaus verstärkt (siehe unten). Die Frauen als Besitzerinnen des (Familien-)Landes sind anwachsenden sozialen Unsicherheiten ausgesetzt; zunehmend auch können Frauen einem gewünschten Ehemann keine soziale Absicherung zur Gründung einer Familie bieten, was wiederum den Wunsch der Männer verstärkt, eigenes Land zu besitzen.[23] Auch indienweit sank bei den insgesamt 705 registrierten Stammesvölkern (Scheduled Tribes) der Anteil an Landbesitz: Arbeiteten im Jahr 2001 noch 45 % der Stammesangehörigen auf ihrem eigenen Land, waren es 2011 nur 35 %, während der Anteil der Stammesangehörigen, die auf fremden Land arbeiteten, mit 46 % gleich blieb.[24]

#### Fischfang
In den südlichen Ausläufern der Bergketten laufen die Monsun-Wassermassen in zahlreichen kleinen und größeren Flüssen ab und bilden zeitweise kristallklare Seen, das Netzwerk aus Gewässern ist sehr fisch- und artenreich. Die Dorfgemeinschaften stellen seit jeher verbindliche Regeln für ihr Gebiet auf, legen die Fangquoten fest und erlassen Fangverbote während der Laichzeiten, um die Nachhaltigkeit der wirtschaftlichen Grundlagen ihrer Gemeinschaft zu bewahren. Meghalayas Regierung hat dazu Förderprogramme aufgelegt und chemische und sprengtechnische Hilfsmittel verboten, die an anderen Stellen zum Einsatz kamen.
In den südlichen Khasi-Bergen nutzt der Khasi-Stamm der War zur Selbstversorgung eigene traditionelle Methoden der Fischerei mit Techniken und Vorrichtungen für unterschiedliche Gewässerarten, Jahreszeiten und Tiere. Für die War sind Speisefisch und andere Wassertiere neben Fleisch die Hauptquelle ihres Proteins; wenn der Fang innerhalb von Stunden getrocknet wird, kann er einige Tage lang bevorratet werden. Auch essbare Wasserpflanzen werden gesammelt oder zur passenden Zeit abgeerntet. Es gibt sechs verschiedene Pflanzen, die zur Betäubung von Tieren eingesetzt werden, so wird ein Saft von Beeren, der für Fische giftig ist, in das fließende Wasser eines Flüsschens gegeben, anschließend werden die betäubten Fische stromabwärts eingesammelt (vergleiche Fischfang mit Pflanzengiften). Elf Pflanzen werden als Köder für verschiedene Fangarten genutzt, unterschiedlich geflochtene Bambuskörbe dienen als Reusen, einige Froscharten werden gefangen. Diese traditionellen und kooperativen Formen der Bewirtschaftung schonen den Fischbestand und erhalten nachweislich die biologische Vielfalt der vielen Gewässer.

### Feldbau
Die Khasi-Berge bestehen aus vielen Hügelketten mit einer großen, von Tälern und Schluchten durchzogenen Hochebene auf 1500 m, auf der auch Shillong liegt. Im Süden fällt dieses offene, sehr feuchte Plateau steil ab in Richtung Bangladesch, begleitet von vielen Wasserfällen. Bis zu neun Monate zwischen März und November tränken tropische Monsunregen die Feucht- und Regenwälder der Berge und Hügel. Die Dschungel gehen über in ausgedehnte Gebiete mit Strauch- und Buschwerk, auf der Hochfläche finden sich kleinere Grasland-Flächen.
Die Khasi bewirtschaften vier unterschiedliche Arten von Land:
1. ausgiebige Wald- und Dschungelflächen in den Hügeln zum Sammeln, für traditionelle Agroforstwirtschaft und für den wechselnden Brandrodungs-Wanderfeldbau (shifting cultivation)
2. örtliche Grasflächen auf der Hochebene, vor allem für Mais und Hirse (Food Crops zur Selbstversorgung)
3. feuchte Flächen, vor allem zum privaten Reisanbau, vorwiegend im südöstlich benachbarten Jaintia-Gebiet (Cash Crops zum Verkaufen)
4. kleine Feld- und Nutzgartenflächen in der Nähe des Wohnhauses für gemischten Anbau (vielfältige Obst-, Gemüse-, Gewürz- und Zierpflanzen)

Entsprechend haben sich die Dorfgemeinschaften spezialisiert auf die Bewirtschaftung ihrer jeweiligen natürlichen Umgebung und dabei Unterschiede entwickelt in Lebensweise und Traditionen, bis hin zu eigenen Sprachdialekten (vergleiche Ökosystem-Menschen). Gleichzeitig hat die Unterschiedlichkeit der Bewirtschaftung zu dem intensiven Handelsaustausch auch zwischen weit entfernten Dörfern geführt, der einen der drei Stützpfeiler der Khasi-Wirtschaft bildet (neben Landbesitz und Feldarbeit).
 Konflikte:
- In Meghalaya gibt es eine anhaltende Bevölkerungsexplosion (jährliche Zunahme über 2,5 %), so wuchs die Gesamtbevölkerung von 1,33 Mio. im Jahr 1981 auf knapp 3 Mio. in 2011 (+122 %). Dies führte schon früh zu großen Problemen, weil verfügbare Anbauflächen in den Berg- und Hügelgebieten begrenzt sind; es können kaum weitere erschlossen werden und neue Arbeitsplätze bieten. Zwar macht die Landwirtschaft 70 % der Gesamtwirtschaft aus, aber immer mehr Khasi-Familien können nicht mehr zu (neuem) Landbesitz kommen; ihre Angehörigen müssen ihr Glück in Lohnarbeit suchen, meist gering bezahlt. Bereits 2001 war die Armut in ganz Meghalaya erheblich angewachsen, wogegen die Regierung entsprechende Förderprogramme aufsetzte;[13] 2011 lebten 11 % der Gesamtbevölkerung unterhalb der statistischen Armutsgrenze. Die Zuwachsrate der Bevölkerung in den sechs Khasi-Verwaltungsdistrikten entsprach dem landesweiten Durchschnitt von fast 3 % jährlich, zu 78 % lebten die Khasi auf dem Lande; der Anteil der Khasi an der Bevölkerung war von 56 % im Jahr 2001 auf 48 % gesunken (siehe Tabelle der Bevölkerungsdaten). Für das Jahr 2020 wird das Anwachsen der Bevölkerung Meghalayas auf 3,77 Mio. erwartet.[c 10]

Besengras 
In den Bergen und Hügeln wächst das „Besengras“ (broom grass), ein Süßgras der Art Amriso (Thysanolaena maxima), das sich bis auf Höhen von 1800 Metern findet und mit seinem dichten Wurzelwerk die unterschiedlichsten Böden zusammenhält. Amriso wird auch von der Internationalen Klimaschutzinitiative (IKI) als anpassungsfähige zukunftsträchtige Pflanze gefördert, das deutsche Umweltministerium unterstützt eine Initiative im nahen Bergstaat Nepal, das in ähnlicher Weise durch Erdrutsche und häufige Erdbeben gefährdet ist. Das Abernten, Anpflanzen und Verkaufen des Besengrases wird von der Regierung Meghalayas seit 1995 gefördert, nachdem entsprechende Produkte auf einer Handelsmesse in Indiens Hauptstadt vorgestellt und stark nachgefragt wurden. Im Jahre 2000 ergibt eine erste Erhebung, dass 40.000 Familien vom Besengras und seiner Aufbereitung profitieren. Obwohl die einkaufenden Zwischenhändler gleichviel an den Produkten verdienen, ermöglicht das Besengras den Familien einen Zusatzverdienst vor allem in der einkommensschwachen Winterzeit. Es bietet auch eine Alternative zum schädlichen Wander-Brandroden (siehe unten) und wird zunehmend plantagenmäßig angebaut, als Cash Crops zum Verkaufen. Verbreitet ist das traditionelle (Kunst-)Handwerk des Besenbindens, dem ganze Khasi-Dörfer nachgehen und dazu gezielt verschiedene geeignete Pflanzen kultivieren. In ganz Indien kaufen 250 Millionen Haushalte jährlich zwei neue Besen, bevorzugt aus Besengras.

#### Brandrodung

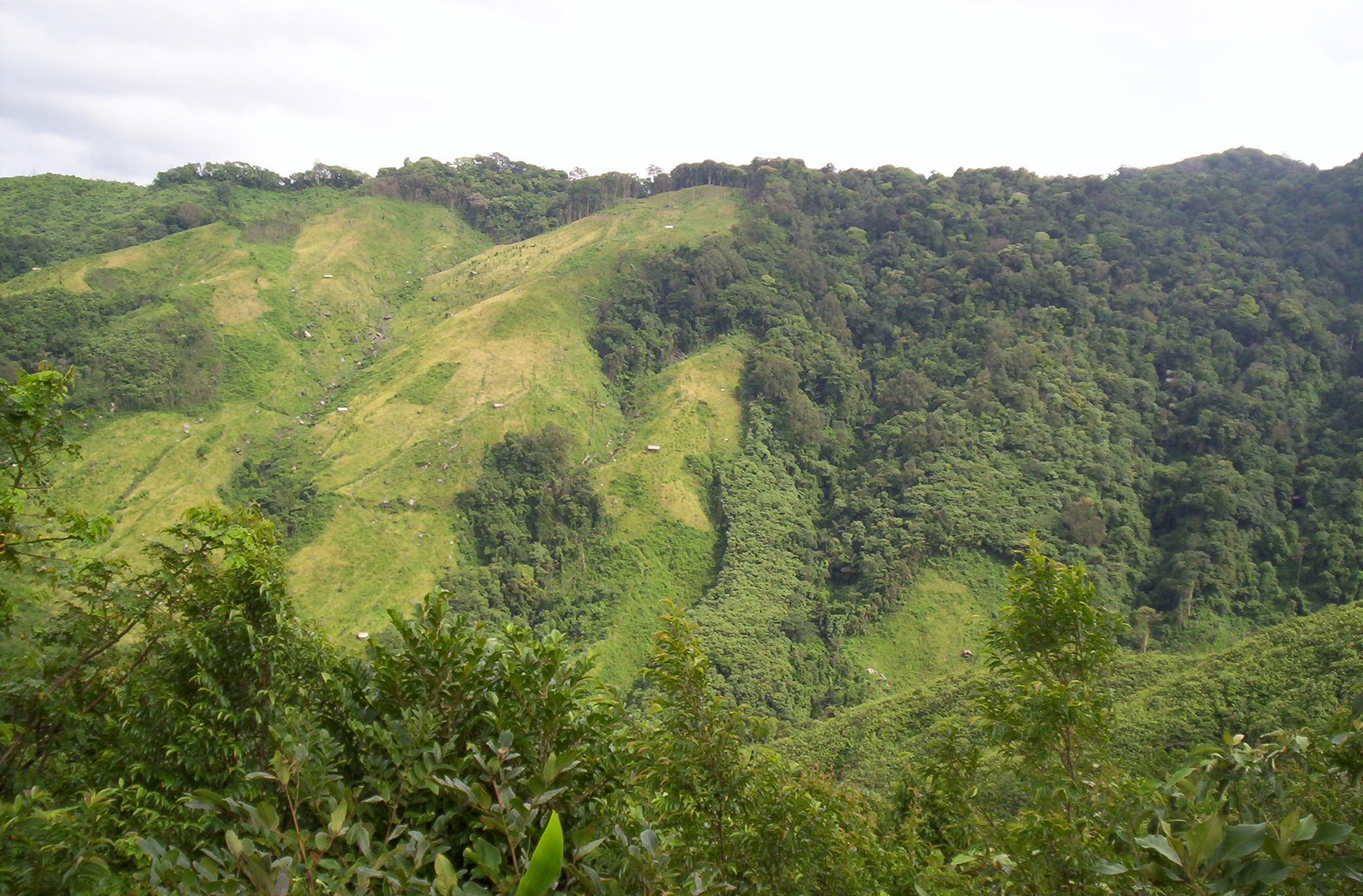
Frühere Brandrodungen im heutigen kleinen UNESCO-Biosphärenreservat Nokrek in den Garo-Bergen (2004)

In den bewaldeten Hügeln bedingt die Feldbauweise der Khasi wechselnde Brandrodungen zur Gewinnung neuer Anbauflächen (Wander-Pflanzbau), in Asien allgemein als jhumming bekannt (vergleiche die Stämme der Jumma) oder als slash and burn cultivation (Hack-und-Brenn-Kultivierung). Dazu beschließt die ganze Dorfgemeinschaft zu Beginn der viermonatigen Trockenzeit im November, eine begrenzte Fläche abzuholzen, manchmal eine ganze Hügelkuppe oder -flanke. Meist liegen die Flächen an steilen Berghängen. Sämtlicher Bewuchs wird abgehackt und einige Wochen liegengelassen, damit er in der Sonne austrocknen kann, bevor die Reste kontrolliert abgebrannt werden. Auch die verbliebenen Bäume und Wurzelstöcke werden angezündet. Die Asche liefert dem Boden Mineralien und macht ihn fruchtbarer. Ohne vorher zu pflügen, wird die Saat zu Beginn der neuen Regenzeit im März ausgebracht, wodurch keine Bewässerung nötig ist. Die Bewirtschaftung durch die einzelnen Familien folgt der Aufteilung des Landes, wie sie von der Dorfgemeinschaft festgelegt wurde. Normalerweise wird eine Fläche mit jährlichem Fruchtwechsel drei oder vier Jahre genutzt, dann bleibt sie Brachland für verschiedene langsam wachsende Nutzpflanzen und es wird eine neue jhum-Fläche erschlossen („Wander-Anbau“). 40 % der Fläche Meghalayas werden durch shifting cultivation bewirtschaftet.
Das jhumming erfordert viele Arbeitsstunden, der Aufwand ist nur gemeinschaftlich zu leisten; in Meghalaya hängen rund 52.000 Familien davon ab. Über Jahrhunderte hat diese Feldbauweise den schützenden Pflanzenbewuchs der Hügel und Bergflanken erhalten, weil die Dorfgemeinschaften ihre eigenen Ländereien nicht „ausbeuten“, sondern nachhaltig bewirtschaften wollten. Die shifting cultivation wird als optimale einheimische Anpassung an die von den heftigsten Monsunregen betroffenen Hügelgebieten verstanden, um rein organisch eine Vielfältigkeit an Nutzpflanzen zur Selbstversorgung anzubauen (teils bis zu 30 gleichzeitig). Brandrodungen gehen allgemein zurück, weil ihr Ertrag sinkt, denn die verursachten Schäden haben anhaltende Auswirkungen auf die gesamten Lebensräume (Biome) der Dorfgemeinschaften.
 Konflikte:
- Die Zeitintervalle zwischen Brandrodungen an gleicher Stelle lagen früher bei 15 Jahren und mehr, in denen sich der Boden und sein schützender Bewuchs wieder erholen konnte – zunehmend verkürzt sich der Wechsel, teils auf unter 5 Jahre. Seit Jahrzehnten führt dieser Raubbau zu starker Erosion der Böden (Bodendegradation), weil die Vegetation zum Bodenschutz und zur Speicherung der Monsun-Regenmassen fehlt; das abrinnende Wasser schwemmt den fruchtbaren Mutterboden talwärts, während andere Wasserläufe versickern. Um dem entgegenzuwirken, haben an Universitäten ausgebildete Khasi erfolgreich neue Anbaumethoden eingeführt, unter anderem den stationären Terrassen-Feldbau. Die Regierungsprogramme empfehlen vor allem einen Wechsel vom Wanderfeldbau zu plantagenmäßig angebauten Cash Crops zu Verkaufen, beispielsweise Besengras, das mit seinem starken Wurzelwerk selbst erodierte und ausgelaugte Böden zusammenhalten kann und sehr schnell sehr viel Biomasse produziert. Plantagenanbau bedingt aber einen grundsätzlichen Wechsel von traditionellen, gemischten Anbaumethoden zu Monokulturen, mit allen bekannten Nachteilen wie hohen Investitionskosten, zwangsläufigen Einsatz chemischer Dünger und Gifte sowie Wegfall der Selbstversorgung. Zunehmende Plantagen ersetzen auch nicht den benötigten schützenden Pflanzenbewuchs und verhindern Möglichkeiten der traditionellen, gemischten Agrarforstwirtschaft. Neben Cash Crops unterstützt die Regierung die Einrichtung von geschützten Bereichen und heiligen Wäldern nach dem Vorbild der Khasi (siehe oben).
- Besonders betroffen durch Entwaldung sind die westlich angrenzenden Garo-Berge, dort laufen internationale Projekte mit Alternativen zur Brandrodung unter bereitwilliger Beteiligung der Dorfgemeinschaften. In den Garo-Bergen leidet vor allem die Tierwelt darunter, die Zahl der wildlebenden Elefanten ist auf unter 1000 gesunken (im Jahr 2008 gab es noch 1811 Elefanten in Meghalaya), die Anzahl der Gibbon-Menschenaffen hat sich mehr als halbiert. Hier übernehmen die matrilinearen Garo die Khasi-Tradition der Naturwaldreservate; diese sollen auch die Wanderkorridore der Elefanten gewährleisten.[doku 6]

### Handel

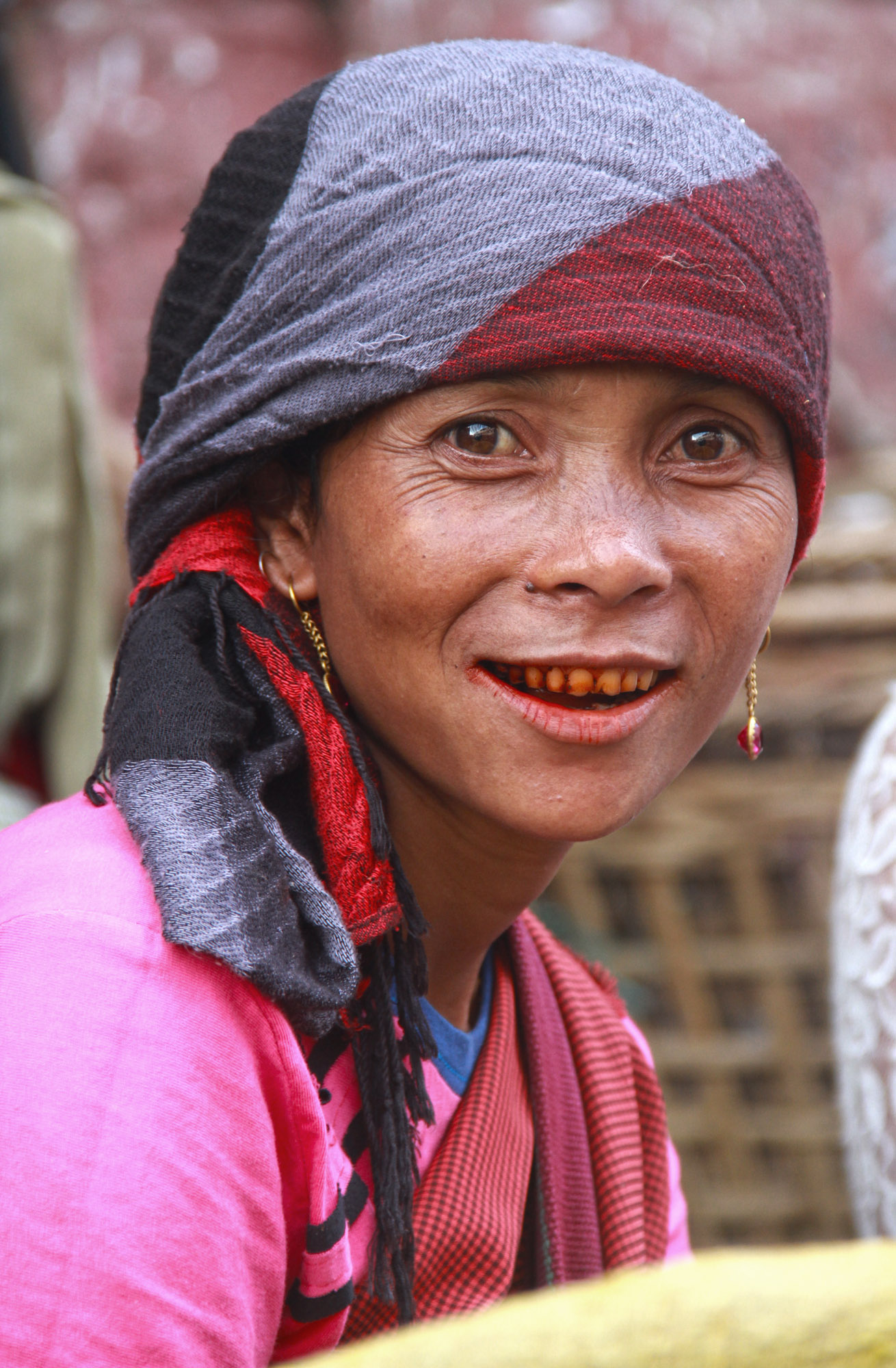
Straßen-Verkäuferin von Paan: klein gehackte Betelnüsse und Gewürze, umwickelt mit Blättern des Betelpfeffers und bestrichen mit gelöschtem Kalk; das legale Verkaufen und tägliche Kauen der leicht betäubenden Genussdroge ist in Indien weit verbreitet, sie rötet Zahnfleisch und schwärzt Zähne (Shillong, Meghalaya, 2014)

Zu Beginn der Einflussnahme durch die Britische Ostindien-Kompanie ab 1750 betrieben die Khasi noch einen umfangreichen Handel mit ihren Nachbarvölkern, im Osten bis nach Kambodscha – ihre Mon-Khmer-Sprache ist dem Kambodschanischen verwandt, aus der Richtung wird auch ihre ursprüngliche Herkunft angenommen (siehe unten). Einige Zeit später verhängten die Briten im Rahmen ihrer vordringenden Eroberungen einen umfassenden Boykott gegen alle Khasi-Waren, der zu einem anwachsenden Widerstand der Häuptlinge in den Grenzgebieten führte. In den Friedensverhandlungen ab 1860 wurden den Häuptlingstümern Steuerfreiheiten und Selbstverwaltung zugestanden, und der weiträumige Handel der Khasi blühte wieder auf. Die britischen Kolonialherren waren beeindruckt von den wirtschaftlichen und händlerischen Fähigkeiten der Khasi, diese waren aber auf grenzüberschreitenden Austausch angewiesen. Auch heute handeln fast alle Khasi-Großfamilien mit Ernteüberschüssen oder eigens angefertigten Produkten, sind Zwischenhändler oder Vermittler oder führen einen Laden.
 Konflikte:
- Der landesweite Khasi-Handel wird im Süden begrenzt durch die grundsätzlich verschlossene Grenze zum muslimischen Bangladesch (420 km lang); auch dort leben rund 100.000 Khasi im großen Distrikt Sylhet. Bis 1971 spannte sich zwischen dem Brahmaputra-Fluss im Norden, den Khasi-Bergen und dem großen Gebiet des Ganges im Süden ein weitreichendes Handelsnetz, vor allem über Märkte entlang der Hauptfernstraße zwischen Kalkutta über Shillong nach Guwahati, noch von den britischen Besatzern gebaut (vergleiche den National Highway 40). Der dritte Indisch-Pakistanische Krieg brachte dieses Netzwerk zum Erliegen. 1972 kam es zur Abspaltung und Unabhängigkeit des Staates Bangladesch, Grenzverkehr war kaum mehr möglich, ganz Nordostindien war vom Zugang zum Indischen Ozean abgeschnitten. Über Jahrzehnte blieb der Warenaustausch schwierig, die Khasi konnten ihre begehrten Khasi-Mandarinen (Ursprungsart),[10] Betelnüsse (Arekanüsse) und Betelblätter (Paan) sowie ihre reichhaltigen Bodenschätze (Kohle und Kalkstein) nicht mehr in den Süden handeln. Obwohl die Grenze nach wie vor undurchlässig ist, gingen 2015 rund 90 % des Exports von Khasi-Mandarinen nach Bangladesch, während die Handelsverbindungen nach Nordindien allgemein gering sind und nur über einen engen Flaschenhals über Westbengalen verlaufen.
- Die reichhaltigen Uran-Vorkommen in den südwestlichen Khasi-Bergen (9 Millionen Tonnen) sind ihrem Handel entzogen, weil das wertvolle Metall nur von der indischen Regierung ausgebeutet wird, ohne Einflussmöglichkeiten seitens der Behörden (Indien ist Atommacht). Dieser Sachverhalt sowie die weiträumigen Umweltschäden durch den giftigen Uranbergbau sind in Meghalaya zu einem öffentlichen Thema geworden, das von den drei wichtigsten Khasi-Organisationen unter dem Stichwort „Überfremdung“ auch mit ethno-zentrierten Argumenten besetzt wird (siehe unten). Im Jahr 2018 spielt auch die Auseinandersetzung um den illegalen Kohleabbau in Form von „Rattenlochbergbau“ auf Khasi-Gebiet eine wichtige Rolle bei der Wahl und anschließenden neuen Regierungsbildung (vergleiche dazu Kohleabbau in Meghalaya).

 Wochenmärkte
Wechselweise finden in den vielen Dörfern Märkte statt, auf einem dafür vorbereiteten Marktplatz am Dorfrand in der Nähe der aufgestellten Erinnerungssteine. Die häufigen Wochenmärkte erfüllen neben der wirtschaftlichen auch wichtige soziale Aufgaben, sie ermöglichen den ständigen Informationsaustausch, dienen als Heiratsmarkt und veranstalten manchmal sportliche Wettbewerbe. Am beliebtesten ist dabei das Bogenschießen, auf dessen ausgeprägte Tradition die Khasi besonders stolz sind (siehe unten zum Bogensport). Den größten Markt gibt es mitten im Khasi-Gebiet in der Hauptstadt Shillong (auf 1500 m gelegen): Police Bazar belegt ein ganzes Stadtviertel, ist täglich geöffnet und zieht Besucher und Händler aus der weiten Hochebene und den umliegenden Khasi-Bergen an.

### Geschlechtsspezifische Daten
Meghalaya ist weltweit der einzige (Bundes-)Staat mit einer offiziell matrilinearen Gesellschaft (Mütterlinien), sowohl die Regierung Meghalayas als auch die indische Unionsregierung betonen diese matrilineal society, deren mutterseitige Abstammungsregel und Familienzugehörigkeit in der Verfassung verankert ist. Die Khasi hatten im Jahr 2011 einen Anteil von 47,6 % an der Gesamtbevölkerung, die Garo 27,7 % (zusammen 75,3 %). Beide sind als Scheduled Tribes anerkannt und bildeten zusammen 87,4 % der 17 Stammesvölker in Meghalaya, die ihrerseits 86,2 % der Gesamtbevölkerung ausmachten; in Indien gab es 2011 insgesamt 705 anerkannte Scheduled Tribes, mit einem Anteil von 8,6 % an der Bevölkerung Indiens (1.210.855.000).
Die folgenden Listen aus dem Jahr 2011 vergleichen die Daten von Khasi, Garo, Meghalaya, Scheduled Tribes und ganz Indien – aufgeschlüsselt nach Frauen und Männern sowie ihren Anteilen an der Gesamtgruppe. Beispiel Lesefähigkeit: 77 % der Khasi können schreiben, bei den Frauen sind es 79 % (aller ♀ ab 7 Jahren), bei Männern nur 76 % (aller ♂ ab 7 Jahren); es gibt 448.600 weibliche Alphabeten und 411.200 männliche, die Gesamtanzahl teilt sich also in 52,2 % Frauen und 47,8 % Männer: 4,4 % mehr Khasi-Frauen als -Männer können schreiben. Diese Aufteilung wird im Folgenden berechnet für die Beschäftigungsquoten, Geschlechterverteilungen und Alphabetisierungsraten. Anschließend werden verschiedene Kennzahlen für Wohlstand und Gleichstellung der Geschlechter gelistet.

#### Beschäftigungsquote

2011: Anteile der 705 Scheduled Tribes an den Bevölkerungen der 29 Bundesstaaten und 7 Unionsterritorien in Indien
höchster Anteil: 85–95 %
niedriger Anteil: 2–9 %
8,6 % der Gesamtbevölkerung
86,1 % der Einwohner Meghalayas
55,2 % sind Khasi (48 % der Einwohner)
32,1 % sind Garo (28 % der Einwohner)

In heutiger Zeit gehen Khasi zunehmend einer modernen Berufstätigkeit nach oder studieren an einer der zehn Universitäten wie der 1973 gegründeten North Eastern Hill University in Shillong (etwa 150.000 Einwohner). Ihre Familien halten weiterhin zur Selbstversorgung einige Tiere und bewirtschaften eigene Gartenflächen (Hortikultur). Da in Meghalaya 82 % aller Häuser in Eigenbesitz sind und alle Dorfbewohner gleichgestellte Nutzungsrechte am Gemeinschaftsland haben (siehe oben), ergibt sich eine nur geringe offizielle Arbeitslosigkeit von 4,8 %. Unter der Armutsgrenze lebten im Jahr 2012 in Meghalaya 11,9 % der Einwohner (weniger als 890 indische Rupien monatlich auf dem Land oder 1150 in Städten), während es indienweit 21,9 % waren (816 Rupien monatlich auf dem Land, 1000 in Städten).
2011 berechnete die offizielle Beschäftigungsquote in Indien das Verhältnis der Anzahl von Erwerbstätigen (workers) zu allen anderen Einwohnern:
| Erwerbstätigenquoten 2011                                                                                                | Erwerbstätigenquoten 2011                                                                                                |
| Khasi (48 % der Einwohner, 55 % der Tribes)                                                                              | Garo (28 % der Einwohner, 32 % der Tribes)                                                                               |
| --- | --- |
| 0rr 40,2 %, davon 59 % in der Landwirtschaft ♀ 34,4 % der Frauen:' 43,5 % der Erwerbstätigen ♂ 44,7 % der Männer: 56,5 % | 0rr 40,0 %, davon 72 % in der Landwirtschaft ♀ 35,4 % der Frauen:' 44,1 % der Erwerbstätigen ♂ 44,5 % der Männer: 55,9 % |
| Scheduled Tribes in Meghalaya (86 % der Einw.)                                                                           | ST in Indien (705 anerkannte: 9 % aller Einw.)                                                                           |
| 0rr 40,3 %, davon 64 % in der Landwirtschaft ♀ 34,9 % der Frauen:' 43,6 % der Erwerbstätigen ♂ 49,7 % der Männer: 56,4 % | 0rr 48,7 %, davon 79 % in der Landwirtschaft ♀ 43,5 % der Frauen:' 44,4 % der Erwerbstätigen ♂ 53,9 % der Männer: 55,6 % |
| Meghalaya (3 Mio. Einwohner)                                                                                             | Indien (1,21 Mrd. Einwohner 2011)                                                                                        |
| 0rr 44,3 % (2001: 49 %) … % der Frauen:' … … % der Männer: …                                                             | 0rr 39,8 %, davon 55 % in der Landwirtschaft ♀ 25,5 % der Frauen:' 31,1 % der Erwerbstätigen ♂ 53,3 % der Männer: 68,9 % |

Die Beschäftigungsquote der Tribes in Meghalaya war mit 40 % der 4. niedrigste Wert der 29 Bundesstaaten in Indien.
Weltweit berechnet die Quote den Anteil der Erwerbstätigen von allen erwerbsfähigen Personen im Lebensalter von 15–64 Jahren, im Jahr 2018 lag der Durchschnitt der 36 Mitgliedsstaaten der OECD bei 68,3 % (60,8 % bei Frauen und 76,0 % bei Männern), in Indien 2012: 53,3 % = 27,3 % bei ♀ und 78,5 % bei ♂ (vergleiche Indien in der Liste der weltweiten Beschäftigungsquoten).

#### Geschlechtsverhältnis

2011: Geschlechterverteilung in Indien
Anzahl der männlichen Babys bis 1 Jahr im Verhältnis zu 100 weiblichen
Meghalaya: ≈ 104 ♂ zu 100 ♀

Die Geschlechterverteilung berechnete sich in Indien im Jahr 2011 offiziell nach der Anzahl der weiblichen Personen im Verhältnis zu 1000 männlichen; bei den Khasi waren dies 717.000 ♀ zu 695.000 ♂ = 1033 Frauen zu 1000 Männern. Die Khasi haben keinen Bezug zur Geschlechtsbevorzugung, die durch Abtreibung weiblicher Embryos in weiten Teilen Indiens und Chinas betrieben wird – das zeigt die Anzahl der Mädchen unter 7 Jahren im Verhältnis zu 1000 Jungen (zusammen 21 %):
| Geschlechtsverhältnisse 2011 (2001, 1991)       | Geschlechtsverhältnisse 2011 (2001, 1991)          |
| Weibliche Angehörige je 1000 männlichen         | Mädchen je 1000 Jungen (zusammen ≈ 20 %)           |
| ----------------------------------------------- | -------------------------------------------------- |
| 1033 ♀ bei den Khasi (1017)                     | 971 ♀ bei den Khasi (979)                          |
| 0988 ♀ bei den Garo (979)                       | 976 ♀ bei den Garo (…)                             |
| 1013 ♀ bei Scheduled Tribes in Meghalaya (1000) | 973 ♀ bei Scheduled Tribes in Meghalaya (974, 991) |
| 0990 ♀ bei Scheduled Tribes in Indien (978)     | 957 ♀ bei Scheduled Tribes in Indien (972, 985)    |
| 0989 ♀ in Meghalaya (972; 1901: 1036)           | 970 ♀ in Meghalaya (973, 986)                      |
| 0943 ♀ in Indien (933)                          | 914 ♀ in Indien (927, 945)                         |
| 0984 = weltweiter Durchschnitt                  | 935 = weltweiter Durchschnitt                      |

Meghalaya lag 2011 auf Rang 6 in Indien, auf Rang 1: Kerala mit 1084 weiblichen zu 1000 männlichen Einwohnern; bei Kindern lag Meghalaya mit 970 auf Rang 2 hinter Arunachal Pradesh mit 972 Mädchen zu 1000 Jungen.
Weltweit wird das Geschlechtsverhältnis von männlichen zu 100 weiblichen Einwohnern gemessen, im Jahr 2015 waren es 102 ♂ (107 ♂ Babys zu 100 ♀), in Indien: 107,6 männlich, bei Geburt: 110,7 Jungen je 100 Mädchen.

#### Alphabetisierungsrate

2011: Lesefähigkeit in Indien: 73,0 %
Meghalaya | Frauen | Männer | Karte
alle: 74,4 % 72,9 % 76,0 %
Khasi: 77,0 % 78,5 % 75,5 %
Garo: 71,8 % 67,6 % 76,0 %
Meghalaya | Frauen | Männer
2001: 62,6 % 59,6 % 65,4 %
1991: 49,1 % 44,9 % 53,1 %
1981: 43,2 % 38,3 % 47,8 %
1971: 35,1 % 29,3 % 40,4 %
1961: 32,0 % 25,3 % 38,1 %
1951: 15,8 % 11,2 % 20,2 %

Die Lesefähigkeit wurde in Indien im Jahr 2011 berechnet für alle Personen ab 7 Jahren. Bei den Khasi hebt sich die um 3 % höhere Rate der Lesefähigkeit bei den Frauen gegenüber den Männern (4,4 % mehr Frauen können lesen) deutlich ab von den landes- und den indienweiten Unterschieden zwischen den Geschlechtern. Die Rate zeigt, wie sehr die Schulbildung von Mädchen bei den Khasi geschätzt wird – auch im Unterschied zu den benachbarten matrilinearen Garo, bei ihnen besteht zwar ein besonders ausgewogenes Geschlechtsverhältnis (50,3 % der 820.000 Garo in Meghalaya sind männlich), aber 6,4 % mehr Männer als Frauen können lesen, die weibliche Alphabetisierungsrate liegt um 8,4 % niedriger als die männliche:
| Alphabetisierungsraten 2011 (2001)                                                                    | Alphabetisierungsraten 2011 (2001)                                                                    |
| Khasi (48 % der Einwohner, 55 % der Tribes)                                                           | Garo (28 % der Einwohner, 32 % der Tribes)                                                            |
| --- | --- |
| 0rr 77,0 % (66 %) ♀ 78,5 % der Frauen:' 52,2 % der Alphabeten ♂ 75,5 % der Männer: 47,8 %             | 0rr 71,8 % (55 %) ♀ 67,6 % der Frauen:' 46,8 % der Alphabeten ♂ 76,0 % der Männer: 53,2 %             |
| Scheduled Tribes in Meghalaya (86 % der Einw.)                                                        | ST in Indien (705 anerkannte: 9 % aller Einw.)                                                        |
| 0rr 74,5 % (61 %) ♀ 73,6 % der Frauen:' 50,0 % der Alphabeten ♂ 75,5 % der Männer: 50,0 %             | 0rr 59,0 % (47 %) ♀ 49,4 % der Frauen:' 41,8 % der Alphabeten ♂ 68,5 % der Männer: 58,2 %             |
| Meghalaya (3 Mio. Einwohner)                                                                          | Indien (1,21 Mrd. Einwohner 2011)                                                                     |
| 0rr 74,4 % (63 %; 1951: 16 %) ♀ 72,9 % der Frauen:' 48,8 % der Alphabeten ♂ 76,0 % der Männer: 51,2 % | 0rr 73,0 % (65 %; 1951: 18 %) ♀ 64,6 % der Frauen:' 43,0 % der Alphabeten ♂ 80,9 % der Männer: 57,0 % |

Weltweit wird die Lesefähigkeit ab 15 Jahren bemessen, sie lag im Jahr 2015 bei 86,3 % (82,7 % bei Frauen und 90,0 % bei Männern), in Indien: 71,2 % = 60,6 % bei ♀ und 81,3 % bei ♂.

#### Indizes
Menschliche und geschlechtsspezifische Entwicklung

2006 mit Werten der Unionsregierung:
HDI Indien: 0,605
Meghalaya: 0,629 (siehe Karte)
----
2006 – Werte der Vereinten Nationen:
HDI Indien: 0,544
Meghalaya: 0,543 (HDI-Liste des UNDP)

2011: Bruttoinlandsprodukt (BIP)
pro Kopf in Indien (Weltliste)
Meghalaya niedrig
2014: Meghalaya auf Rang 20

Als Vergleichsmaß für Wohlstand und die Gleichstellung der Geschlechter in den Ländern der Welt berechnet das Entwicklungsprogramm der Vereinten Nationen UNDP jährlich mehrere statistische Indizes (Kennzahlen mit Werten von niedrigen 0,001 bis optimal 1,000):
1. HDI Human Development Index „Index der menschlichen Entwicklung“ = durchschnittliche Lebenserwartung, Schuljahre und Kaufkraft pro Kopf (offiziell ab 1990)
2. GDI Gender Development Index „Index der geschlechtsspezifischen Entwicklung“ = HDI-Werte von Frauen und Männern im Verhältnis zueinander (offiziell ab 1995)
3. GEM Gender Empowerment Measure „Frauenbeteiligungsindex“ = politische und wirtschaftliche Beteiligung und das Einkommen, nach Geschlecht getrennt (1995–2014)
4. GII Gender Inequality Index „Index der geschlechtsspezifischen Ungleichheit“ = reproduktive Gesundheit von Frauen, Frauenanteil im Parlament sowie Schulbildung und Erwerbsbeteiligung im Geschlechtervergleich (ab 2010)

Sowohl die Regierung Meghalayas (Planungsabteilung) als auch die indische Unionsregierung (Ministerium für Frauen- und Kindesentwicklung) haben auf der Grundlage von UNDP-Berechnungsmethoden eigene Kalkulationen erstellt, mit teils abweichenden Werten. Sie dienen als Planungsgrundlagen für Verbesserungsprogramme; die jeweilige Ranglistung kann sich dabei auf die 29 Bundesstaaten Indiens beziehen oder auch die 7 Unionsterritorien einschließen. Der HDI der insgesamt 705 Scheduled Tribes wird berechnet als geringe 0,270 (unverändert seit 2000).
- 1991: HDI von Meghalaya auf Rang 18 mit 0,464 (Indien: 0,432)[28]

Laut Meghalayas Regierung:' Rang 24 mit 0,365 (Indien: 0,381), und der damalige
GDI Gender Disparity Index:  Rang '7 mit 0,807 (Indien: 0,676).
Beide Regierungen nennen als Grund dieser geschlechtlichen Besserstellung im Vergleich zum indienweiten Durchschnittswert die Matrilinearität der Gesellschaft („due to matrilineal society“).
- 2006: HDI von Meghalaya auf Rang 22 mit 0,543 (Indien: 0,544)[28]

Die Unionsregierung gibt an:  Rang 17 mit 0,629 (Indien: 0,605), und den
GDI Gender Development Index: Rang 14 mit 0,624 (Indien: 0,590), sowie den
GEM Gender Empowerment Measure: Rang 28 mit 0,346 (Indien: 0,497).
GII Gender Inequality Index des UNDP im Jahr 2011 für ganz Indien: 0,617 auf Rang 129 (von 146 Ländern)
- 2017: HDI von Meghalaya auf Rang 19 mit 0,650 = vergleichbar Guatemala oder Tadschikistan (vergleiche auch Meghalaya in der indienweiten Liste nach Bruttoinlandsprodukt BIP)

HDI aller Scheduled Tribes weiterhin bei nur 0,270
Indien belegt in der Welt den Rang 130 mit 0,640 (2016: Rang 129), vergleichbar Namibia, in der Gruppe der Länder mit „mittlerer menschlicher Entwicklung“
GDI Gender Development Index: Rang 149 mit 0,841 (HDI 0,575 ♀ zu 0,683 ♂)
GII Gender Inequality Index auf Rang 127 mit 0,524
Geschlechtsspezifisch hat der große indische Staat mit seinen mehr als 1,3 Mrd. Einwohnern niedrige Werte, vor allem wegen der geringen Erwerbstätigkeit und politischen Beteiligung von Frauen (für Meghalaya sind GDI und GII nicht bekannt).
 Femdex (2015)
Den Index namens Femdex (Female Empowerment Index: vergleichbar dem früheren GEM) errechnete das McKinsey Global Institute im Jahr 2015 für die 28 indischen Bundesstaaten und die 3 größten der Unionsterritorien. Dabei belegte Meghalaya den 2. Rang mit 0,69 (hinter Mizoram mit 0,70; Indien: 0,54), vergleichbar zu Argentinien, China und Indonesien – während das benachbarte Assam mit 0,47 den drittniedrigsten Femdex in Indien hatte (vergleichbar zu Jemen oder Tschad). Die Gleichstellung der Geschlechter in Bezug auf Arbeit war in Meghalaya und Mizoram mit 0,56 deutlich ausgeprägter als in den anderen Staaten, wobei in Mizoram die Frauen mit 0,87 gesellschaftlich besser gestellt waren als in Meghalaya mit 0,82 (Rang 1: Chandigarh mit 0,92).

## Soziale Organisation
Das Volk der Khasi besteht aus mehreren Stämmen und Unterstämmen, bei der Volkszählung 2011 gelistet als „Khasi, Jaintia, Synteng, Pnar, War, Bhoi, Lyngngam“ (1.412.000 im Bundesstaat Meghalaya, 48 % der Gesamtbevölkerung). Jeder Stamm setzt sich zusammen aus eigenständigen Clans, jeder Clan besteht aus vielen Großfamilien, die sich als miteinander verwandt verstehen. Diese Clans bilden im Gebiet der Khasi und der Jaintia über 60 Häuptlingstümer (siehe unten zu den politischen Strukturen).

### Matrilineare Großfamilien („Häuser“)
Die kleinste selbständige soziale und wirtschaftliche Einheit der Khasi ist die 3-Generationen-Familie, iing genannt (Haus, Familie), respekt- und liebevoll bezeichnet als shi iing „Ein Haus“: eine Frau mit ihren Kindern und den Kindern ihrer Töchter, also die Großfamilie einer Großmutter mit Enkeln. Alle Angehörigen der iing wohnen zusammen oder nahe beieinander in der Dorfgemeinschaft, auch die (unverheirateten) Söhne und Enkelsöhne. Geleitet wird diese Familie von der Großmutter, in Abstimmung mit allen erwachsenen Angehörigen (kooperativ). Oft wohnt ein Bruder oder Onkel der Großmutter mit, manchmal eine Schwester oder Tante, gerne mit Nachkommen.
 Das folgende Schaubild zeigt beispielhaft eine iing, gegründet von der „Mutter“, auf sie sind die Verwandtschaftsnamen bezogen (Großmutter aus Sicht ihrer Enkel):
|                                         |                                         |                                         |                                         |                                         |                                         |  |  | Stammmutter Vormütter (Urgroßmutter) |                                      |                                      |                                      |                                      |                                      |  |  |                   |                   |                      |                      |                                            |                                            |                                            |                                            |                                            |                                            |                |                |                |                |                |                |              |  |                           |                           |                                  |                                  |                                  |                                  |                                  |                                  |  |  |  |  |  |  |  |  |  |  |  |  |  |  |  |  |  |  |  |  |  |  |  |  |  |  |  |  |  |  |
|                                         |                                         |                                         |                                         |                                         |                                         |  |  |                                      |                                      |                                      |                                      |                                      |                                      |  |  |                   |                   |                      |                      |                                            |                                            |                                            |                                            |                                            |                                            |                |                |                |                |                |                |              |  |                           |                           |                                  |                                  |                                  |                                  |                                  |                                  |  |  |  |  |  |  |  |  |  |  |  |  |  |  |  |  |  |  |  |  |  |  |  |  |  |  |  |  |  |  |
|                                         |                                         |                                         |                                         |                                         |                                         |  |  |                                      |                                      |                                      |                                      |                                      |                                      |  |  |                   |                   |                      |                      |                                            |                                            |                                            |                                            |                                            |                                            |                |                |                |                |                |                |              |  |                           |                           |                                  |                                  |                                  |                                  |                                  |                                  |  |  |  |  |  |  |  |  |  |  |  |  |  |  |  |  |  |  |  |  |  |  |  |  |  |  |  |  |  |  |
|                                         |                                         |                                         |                                         |                                         |                                         |  |  |                                      |                                      |                                      |                                      |                                      |                                      |  |  |                   |                   |                      |                      |                                            |                                            |                                            |                                            |                                            |                                            |                |                |                |                |                |                |              |  |                           |                           |                                  |                                  |                                  |                                  |                                  |                                  |  |  |  |  |  |  |  |  |  |  |  |  |  |  |  |  |  |  |  |  |  |  |  |  |  |  |  |  |  |  |
| Mutterbruder (Großonkel) sozialer Vater | Mutterbruder (Großonkel) sozialer Vater | Mutterbruder (Großonkel) sozialer Vater | Mutterbruder (Großonkel) sozialer Vater | Mutterbruder (Großonkel) sozialer Vater | Mutterbruder (Großonkel) sozialer Vater |  |  | „Mutter“ (Großmutter) Alter: 33 ~ 55 | „Mutter“ (Großmutter) Alter: 33 ~ 55 | „Mutter“ (Großmutter) Alter: 33 ~ 55 | „Mutter“ (Großmutter) Alter: 33 ~ 55 | „Mutter“ (Großmutter) Alter: 33 ~ 55 | „Mutter“ (Großmutter) Alter: 33 ~ 55 |  |  |                   |                   |                      |                      | Mutterschwester (Großtante) …hat nur Söhne | Mutterschwester (Großtante) …hat nur Söhne | Mutterschwester (Großtante) …hat nur Söhne | Mutterschwester (Großtante) …hat nur Söhne | Mutterschwester (Großtante) …hat nur Söhne | Mutterschwester (Großtante) …hat nur Söhne |                |                |                |                |                |                |              |  |                           |                           |                                  |                                  |                                  |                                  |                                  |                                  |  |  |  |  |  |  |  |  |  |  |  |  |  |  |  |  |  |  |  |  |  |  |  |  |  |  |  |  |  |  |
| Mutterbruder (Großonkel) sozialer Vater | Mutterbruder (Großonkel) sozialer Vater | Mutterbruder (Großonkel) sozialer Vater | Mutterbruder (Großonkel) sozialer Vater | Mutterbruder (Großonkel) sozialer Vater | Mutterbruder (Großonkel) sozialer Vater |  |  | „Mutter“ (Großmutter) Alter: 33 ~ 55 | „Mutter“ (Großmutter) Alter: 33 ~ 55 | „Mutter“ (Großmutter) Alter: 33 ~ 55 | „Mutter“ (Großmutter) Alter: 33 ~ 55 | „Mutter“ (Großmutter) Alter: 33 ~ 55 | „Mutter“ (Großmutter) Alter: 33 ~ 55 |  |  |                   |                   |                      |                      | Mutterschwester (Großtante) …hat nur Söhne | Mutterschwester (Großtante) …hat nur Söhne | Mutterschwester (Großtante) …hat nur Söhne | Mutterschwester (Großtante) …hat nur Söhne | Mutterschwester (Großtante) …hat nur Söhne | Mutterschwester (Großtante) …hat nur Söhne |                |                |                |                |                |                |              |  |                           |                           |                                  |                                  |                                  |                                  |                                  |                                  |  |  |  |  |  |  |  |  |  |  |  |  |  |  |  |  |  |  |  |  |  |  |  |  |  |  |  |  |  |  |
|                                         |                                         |                                         |                                         |                                         |                                         |  |  |                                      |                                      |                                      |                                      |                                      |                                      |  |  |                   |                   |                      |                      |                                            |                                            |                                            |                                            |                                            |                                            |                |                |                |                |                |                |              |  |                           |                           |                                  |                                  |                                  |                                  |                                  |                                  |  |  |  |  |  |  |  |  |  |  |  |  |  |  |  |  |  |  |  |  |  |  |  |  |  |  |  |  |  |  |
|                                         |                                         |                                         |                                         |                                         |                                         |  |  |                                      |                                      |                                      |                                      |                                      |                                      |  |  |                   |                   |                      |                      |                                            |                                            |                                            |                                            |                                            |                                            |                |                |                |                |                |                |              |  |                           |                           |                                  |                                  |                                  |                                  |                                  |                                  |  |  |  |  |  |  |  |  |  |  |  |  |  |  |  |  |  |  |  |  |  |  |  |  |  |  |  |  |  |  |
| Söhne soziale Väter                     | Söhne soziale Väter                     | Söhne soziale Väter                     | Söhne soziale Väter                     | Söhne soziale Väter                     | Söhne soziale Väter                     |  |  | Erbtochter jüngste                   | Erbtochter jüngste                   | Erbtochter jüngste                   | Erbtochter jüngste                   | Erbtochter jüngste                   | Erbtochter jüngste                   |  |  |                   |                   | Tochter …ohne Kinder | Tochter …ohne Kinder | Tochter …ohne Kinder                       | Tochter …ohne Kinder                       | Tochter …ohne Kinder                       | Tochter …ohne Kinder                       |                                            |                                            | Tochter ältere | Tochter ältere | Tochter ältere | Tochter ältere | Tochter ältere | Tochter ältere |              |  |                           |                           | Neffen (Cousins) → Heiratsverbot | Neffen (Cousins) → Heiratsverbot | Neffen (Cousins) → Heiratsverbot | Neffen (Cousins) → Heiratsverbot | Neffen (Cousins) → Heiratsverbot | Neffen (Cousins) → Heiratsverbot |  |  |  |  |  |  |  |  |  |  |  |  |  |  |  |  |  |  |  |  |  |  |  |  |  |  |  |  |  |  |
| Söhne soziale Väter                     | Söhne soziale Väter                     | Söhne soziale Väter                     | Söhne soziale Väter                     | Söhne soziale Väter                     | Söhne soziale Väter                     |  |  | Erbtochter jüngste                   | Erbtochter jüngste                   | Erbtochter jüngste                   | Erbtochter jüngste                   | Erbtochter jüngste                   | Erbtochter jüngste                   |  |  |                   |                   | Tochter …ohne Kinder | Tochter …ohne Kinder | Tochter …ohne Kinder                       | Tochter …ohne Kinder                       | Tochter …ohne Kinder                       | Tochter …ohne Kinder                       |                                            |                                            | Tochter ältere | Tochter ältere | Tochter ältere | Tochter ältere | Tochter ältere | Tochter ältere |              |  |                           |                           | Neffen (Cousins) → Heiratsverbot | Neffen (Cousins) → Heiratsverbot | Neffen (Cousins) → Heiratsverbot | Neffen (Cousins) → Heiratsverbot | Neffen (Cousins) → Heiratsverbot | Neffen (Cousins) → Heiratsverbot |  |  |  |  |  |  |  |  |  |  |  |  |  |  |  |  |  |  |  |  |  |  |  |  |  |  |  |  |  |  |
|                                         |                                         |                                         |                                         |                                         |                                         |  |  |                                      |                                      |                                      |                                      |                                      |                                      |  |  |                   |                   |                      |                      |                                            |                                            |                                            |                                            |                                            |                                            |                |                |                |                |                |                |              |  |                           |                           |                                  |                                  |                                  |                                  |                                  |                                  |  |  |  |  |  |  |  |  |  |  |  |  |  |  |  |  |  |  |  |  |  |  |  |  |  |  |  |  |  |  |
| Enkelsöhne                              | Enkelsöhne                              | Enkelsöhne                              | Enkelsöhne                              | Enkelsöhne                              | Enkelsöhne                              |  |  | Enkelin jüngste                      | Enkelin jüngste                      | Enkelin jüngste                      | Enkelin jüngste                      | Enkelin jüngste                      | Enkelin jüngste                      |  |  | Enkelinnen ältere | Enkelinnen ältere | Enkelinnen ältere    | Enkelinnen ältere    | Enkelinnen ältere                          | Enkelinnen ältere                          |                                            |                                            |                                            |                                            | Enkelinnen     | Enkelinnen     | Enkelinnen     | Enkelinnen     | Enkelinnen     | Enkelinnen     |              |  | Enkelsohn …sozialer Vater | Enkelsohn …sozialer Vater | Enkelsohn …sozialer Vater        | Enkelsohn …sozialer Vater        | Enkelsohn …sozialer Vater        | Enkelsohn …sozialer Vater        |                                  |                                  |  |  |  |  |  |  |  |  |  |  |  |  |  |  |  |  |  |  |  |  |  |  |  |  |  |  |  |  |  |  |
| Enkelsöhne                              | Enkelsöhne                              | Enkelsöhne                              | Enkelsöhne                              | Enkelsöhne                              | Enkelsöhne                              |  |  | Enkelin jüngste                      | Enkelin jüngste                      | Enkelin jüngste                      | Enkelin jüngste                      | Enkelin jüngste                      | Enkelin jüngste                      |  |  | Enkelinnen ältere | Enkelinnen ältere | Enkelinnen ältere    | Enkelinnen ältere    | Enkelinnen ältere                          | Enkelinnen ältere                          |                                            |                                            |                                            |                                            | Enkelinnen     | Enkelinnen     | Enkelinnen     | Enkelinnen     | Enkelinnen     | Enkelinnen     | …Urenkelkind |  | Enkelsohn …sozialer Vater | Enkelsohn …sozialer Vater | Enkelsohn …sozialer Vater        | Enkelsohn …sozialer Vater        | Enkelsohn …sozialer Vater        | Enkelsohn …sozialer Vater        |                                  |                                  |  |  |  |  |  |  |  |  |  |  |  |  |  |  |  |  |  |  |  |  |  |  |  |  |  |  |  |  |  |  |
|                                         |                                         |                                         |                                         |                                         |                                         |  |  |                                      |                                      |                                      |                                      |                                      |                                      |  |  |                   |                   |                      |                      |                                            |                                            |                                            |                                            |                                            |                                            |                |                |                |                |                |                |              |  |                           |                           |                                  |                                  |                                  |                                  |                                  |                                  |  |  |  |  |  |  |  |  |  |  |  |  |  |  |  |  |  |  |  |  |  |  |  |  |  |  |  |  |  |  |

- Grundbesitz: Der Haus- und Landbesitz, die Nutzungsrechte und das Vermögen einer Großfamilie liegen ausschließlich in den sachkundigen Händen der „Mutter“, meist verwaltet von ihrem älteren Bruder („Mutterbruder“) oder ihrem Onkel (ihrem sozialen Vater), in Abstimmung mit allen erwachsenen Angehörigen der iing in der Art einer Kooperative oder Genossenschaft als Solidargemeinschaft.[ethno 6] Die „Mutter“ startete ihre iing mit einem eigenen Nutzgarten und Wohnhaus sowie Landnutzungsrechten, zu dem ihre Nachkommen weitere Landflächen und Nutzungsrechte innerhalb der Dorfgemeinschaft erschlossen oder erwirtschaftet haben (siehe oben zur dörflichen Landverwaltung). Ihre jüngste Tochter wird das alles erben und ihrerseits an ihre jüngste Tochter weitergeben (siehe unten zur Erbfolge durch jüngste Töchter). Hat eine Frau keine Tochter, kann sie auch keine iing gründen, weil die Familie nicht fortgeführt würde; die Frau bleibt (vielleicht mit Söhnen) bei ihrer Mutter oder schließt sich einer Schwester und ihren Kindern an, um sie zu unterstützen.[theorie 1]

| Daten |
| --- |
| Eine Khasi-Frau stellt Fragen auf einer Informationsveranstaltung zu Maßnahmen des Bharat Nirman, des staatlichen Förderprogramms für ländliche Gebiete (Tynring, östliche Khasi-Berge, Meghalaya, 2013) |
| Matrilinearität |
| Nordostindien:' Khasi, Garo Südindien:' Nayar, Lakshadweep Linearität aller 1267 Ethnien weltweit:(1998) - 160 = 12,6 % matri-linear = Abstammung, Gruppenzugehörigkeit, Privilegien und Erbfolge von der Mutter und ihren Vormüttern (nichts vom Vater) - 584 = 46,1 % patri-linear = Abstammung, Gruppenzugehörigkeit, Privilegien und Erbfolge vom Vater und seinen Vorvätern (nichts von der Mutter) - 349 = 27,6 % bilateral, kognatisch = Herkunft von Mutter und Vater und allen Großeltern (auch in der westlichen Kultur üblich) - 52 = 4,1 % bi-linear, duolateral = Unterschiedliches von der Mutter und vom Vater - 49 = 3,9 % ambi-linear = frei wählbar: entweder ganz von der Mutter oder vom Vater - 11 = 0,9 % parallel = Weitergabe von der Mutter an Töchter und vom Vater an Söhne - 45 = 3,6 % gemischt • 17 = fehlend 1300 Ethnien sind weltweit erfasst (2018). |
| Matrilokalität |
| 164 matrilineare Ethnien weltweit – ihr ehelicher Wohnsitz nach der Heirat: - 62 = 38 % wohnen avunku-lokal = beim Mutterbruder der Ehefrau (Onkel mütterlicherseits), selten beim Mutterbruder des Mannes - 53 = 32 % wohnen matri-lokal = bei der Mutter der Ehefrau; auch: uxori-lokal = „am Ort der Ehefrau“ - 30 = 18 % wohnen patri-lokal = beim Vater des Ehemannes; auch: viri-lokal = „am Ort des Mannes“ - 19 = 12 % haben andere Regeln: neo-lokal = an einem neuen Ort bi-lokal = an beiden Orten (Mutter/Vater) ambi-lokal = wählbar: bei Mutter oder Vater nato-lokal = am jeweiligen Ort der Geburt = „Besuchsehe“: Mann kommt nur über Nacht 1 patri-lineare Ethnie von 584 wohnt matri-lokal. |
| Matrifokalität |
| Matrifokalität = „matrifokussiert, matrizentriert“ = moderner Forschungsstand:' eine Frau + ihre Kinder + die Kinder ihrer Töchter bilden den Kern „Matriarchat“ = latein. „Herrschaft der Mutter“ ↔' feministisch: „am Anfang die Mütter“ Geschichte der Matriarchatstheorien = 1861: Johann Jakob Bachofens „Mutterrecht“… |
| Matriarchat? |

- Identische Abstammung: Alle gezeigten Angehörigen sind blutsverwandt miteinander, alle sind Nachkommen derselben Frau: der Mutter der „Mutter“ (aus Enkelsicht: der Urgroßmutter). In ihrem Verständnis von Blutsverwandtschaft spielen die biologischen Väter der Angehörigen keine Rolle, sie gehören nicht der iing an. Diese Großfamilie umfasst auch keine Kinder von Brüdern, Söhnen oder Enkeln – wie die biologischen Väter gehören auch alle Kinder der männlichen Familienangehörigen zu den Großfamilien ihrer eigenen Mütter. Die gezeigte Familie ist also keine ganze, sondern eine halbe Großfamilie (nur 1 der 2 elterlichen Abstammungslinien): Die Söhne aller Generationen erben zwar den Familien- und den Clan-Namen von ihrer Mutter, können diesen aber ihrerseits nicht weitervererben, und Söhne können keinen Grundbesitz, Titel oder Privileg von ihrer Mutter erben (ebenso wenig von ihrem Vater).
 Diese Beschränkung auf die mutterseitige Abstammung heißt fachsprachlich Matrilinearität: „in der Linie der Mutter“, und findet sich weltweit bei rund 160 Ethnien und indigenen Völkern.[34] Eine solche Mütterlinie geht weiter zurück über die leiblichen Vormütter bis zu einer Stammmutter (manchmal nur sagenhaft), die als Gründerin der gesamten Linie verehrt wird (siehe unten). Im Gegensatz dazu stehen Familien anderer Völker, die ihre Abstammung nur vom Vater und seinen Vorvätern ableiten (Patrilinearität: „in der Linie des Vaters“); bei manchen Völkern erben Kinder bestimmte Zugehörigkeiten und Positionen nur von der mutterseitigen Linie, andere nur von der Vaterseite (Bilinearität, Beispiel: jüdische Religion von der Mutter – jüdische Volkszugehörigkeit durch den Vater).
 Die Khasi kennen auch Formen von gemeinsam getragener Adoption: Nach der Annahme einer nicht verwandten Person „an Kindes statt“ wird diese zur Angehörigen der Familie der adoptierenden Mutter und erhält ihre Clan-Zugehörigkeit.

- Soziale Väter: Alle Brüder kümmern sich um die Kinder und Kindeskinder ihrer Schwestern, in allen Generationen (siehe unten zur Bedeutung der Mutterbrüder und ihrer sozialen Vaterschaft).

- Ehemänner: Bei den Frauen der iing können „eingeheiratete“ Ehemänner wohnen, als Unterstützer der ganzen Familie – aber sie sind keine Angehörigen des „Hauses“, denn sie sind Söhne von anderen iing, denen sie zugehören. Die verheirateten Männer der Familie (Brüder, Söhne, Enkel) sind abwesend, sie wohnen in den Familien ihrer Ehefrauen, als eingeheiratete Unterstützer; dorthin gehören auch ihre leiblichen Kinder (siehe unten zum Wohnsitz bei der Mutter). Da alle Ehemänner gleichzeitig soziale Väter für ihre eigenen Schwesterkinder sind, haben die biologischen Kinder eines Ehemannes immer auch einen sozialen Vater, oft mehrere (siehe unten zu den familiären Rollen der Männer).

 Vorteile der matri-linearen Großfamilie:
- Die „Mutter“ hat zuerst für ihre Kinder gesorgt und tut das auch für die Kinder ihrer Töchter (die Eizellen der Töchter sind bereits im Bauch der „Mutter“ entstanden). Mit dem angesammelten wirtschaftlichen Vermögen der Familie sichert die „Mutter“ nun auch das Aufbringen ihrer Enkelkinder und kann sie umsorgen. Diese Unterstützung einer Mutter durch ihre Mutter wird als menschlicher Evolutionsvorteil gesehen, weil es messbar die Überlebensmöglichkeiten der Enkelkinder verbessert – im Vergleich zu anderen Primatenarten und auch zu den patrilinear geordneten Familien, in denen die Ehefrauen grundsätzlich getrennt von ihren Müttern leben und sich oft der Mutter des Ehemanns unterordnen müssen (vergleiche Befunde zur Bedeutung der Großmutter mütterlicherseits).[37][38][39]
- Die Verfügungsgewalt über das wirtschaftliche Vermögen in den Händen nur einer Gruppenmutter garantiert die Absicherung sämtlicher Angehörigen, einschließlich der nicht arbeitsfähigen Personen: Kinder, Kranke, Versehrte, Behinderte und Alte mehrerer Generationen. Dadurch sind alle Männer und Frauen als Angehörige ihrer Mutter- oder Schwesterfamilie abgesichert.[theorie 3] Ihrer aller Interesse an dieser sozialen Absicherung wirkt als Kontrolle gegenüber der Gruppenmutter und ihrem beratenden Bruder oder Onkel, das Vermögen der Gruppe nicht durch eigensinnige Entscheidungen oder Interessen zu gefährden. Die Khasi-Großfamilie versteht sich als Solidargemeinschaft in der Art einer „Sozialversicherung“, zu der alle Angehörigen ihre verfügbare Arbeitskraft und Einkünfte „einzahlen“.

### Matrilineare Lineages („Bäuche“)
Spätestens mit der Geburt des im Schaubild angedeuteten „Urenkelkinds“ überlegt sich dessen Großmutter (die „ältere Tochter“), auszuziehen. Mit Ehemann, einem Bruder oder Onkel sowie ihren Kindern und den Ehemännern ihrer Töchter wird sie jetzt ihre eigene iing gründen, ein neues „Haus“ (vergleiche auch Adels-/Herrscher„haus“ und Unterschiede „Haus, Familie, Familiengeschlecht“). Dann hat die „Mutter“ aus ihrem leiblichen Schoß eine neue, eigenständige Großfamilie „produziert“: eine Großmutter mit Enkelinnen. Sie ist mittlerweile Urgroßmutter, wohl über 50 Jahre alt, und hat als erfahrene Familienmanagerin ihr Familienunternehmen erfolgreich geführt – in enger Kooperation mit den vielen anderen Familienzweigen ihrer Linie sowie den anderen Clan-Familien in ihrer Dorfgemeinschaft.
Mit dem Auszug der „älteren Tochter“ ist die verbleibende Großfamilie angewachsen zur nächstgroßen sozialen Einheit der Khasi, zu einer selbstbewussten kpoh, wörtlich „Bauch, Gebärmutter“, fachsprachlich Lineage: eine „einlinige Abstammungsgruppe“ mit mindestens 4 lebenden Generationen, bei den Khasi nach der Linie ihrer Mutter, deren Mutter, und so fort zurückführend (Mütterlinie). Weltweit leben einzelne Familien mit 6 Generationen, das Guinness-Buch nennt 7 als Weltrekord: eine Linie durch 6 Frauen-Generationen von der 109-jährigen Ur-Ur-Ur-Ur-Großmutter Augusta Bunge bis zu ihrem neugeborenen leiblichen Ururururenkelsohn 1989 in den USA (vergleiche Generationsbezeichnungen). Das Schaubild einer lebenden Khasi-Ururururgroßmutter würde über 200 Angehörige ihrer 6 Nachfolge-Generationen abbilden.
Diese Lineage, respektvoll bezeichnet als shi kpoh „Ein Bauch“ (Ein Schoß, einig, vereint), wird von der Erbtochter und dann ihrer jüngsten Tochter fortgeführt und dabei mit jeder „älteren Tochter“ in jeder Generation neue iings ausgründen. Die Großfamilie der ausgezogenen älteren Tochter wird eine Generation später ihrerseits zu einer kpoh anwachsen, zu einer eigenen Lineage (auch als „Subclan“ bezeichnet). Khasi-Frauen werden im Allgemeinen nicht als minderwertig angesehen, wenn sie keine Kinder haben, oder nur Söhne, oder wenn sie sich nicht berufen fühlen zur Gründung eines eigenen Hauses – in einem schwesterlichen Haushalt ist ihre Unterstützung willkommen und wird ihnen Absicherung geboten.
Die Bezeichnung solcher großen Familiengruppen als „Sippe“ ist ungenau und veraltet, sie bezieht sich auf die alten Germanenstämme; ebenfalls vorbehalten ist den patri-linearen Großfamilien die Bezeichnung als „Geschlecht“ (Erbfolge nach dem „Mannesstamm“). Auch falsch ist die Bezeichnung einer Lineage als „Clan“, denn ein solcher versteht sich als übergeordneter Verband vieler einzelner Lineages, die ihre Gemeinsamkeit über Abstammung, über eine örtliche Herkunft oder über andere identitätsstiftende Bezüge herleiten (vergleiche auch Totemistische Clans).

#### Ahnenverehrung
Die ursprüngliche Begründerin einer kpoh wird verehrt als „die Alte Großmutter“: ka Lawbei-Tymmen. Diese Stammmutter wird mit Zeremonien und Opfergaben um Schutz gebeten gegen vermutete äußere böse Einflüsse auf die ganze Familie. Die Verehrung von Vorfahren, fachsprachlich Ahnenkult, ist bei den Khasi ein selbstverständliches Bestandteil ihrer Weltsicht: Die erinnerten Wirkkräfte der Gründerin reichen bis in die Gegenwart und werden oft herbeigefleht, um ungewollte Wirkkräfte aus der umgebenden Natur oder durch andere Personen abzuwehren. Die kpoh-Gründerin wird ihrerseits als blutsverwandte Nachfahrin der ursprünglichen „Grundlegenden Großen Mutter“ der gesamten Linie angesehen, der ka Lawbei-Tynrai (lawbei: große Mutter; tynrai: grundlegend; siehe oben zu gesungenen Namen). Im Laufe von Jahrhunderten können Hunderte von zueinander blutsverwandten Lineages dem „Bauch“ (kpoh) der Ahnherrin entwachsen sein – sie wird bei allen ihren Nachkommen in ehrenvoller Erinnerung gehalten. Diese Gegenwärtigkeit der gemeinsamen Urahnen bewirkt, dass sich alle diese Nachkommen als miteinander „verschwistert“ empfinden und eine Solidarität teilen, die sie von den Nachkommen der anderen Khasi-Ahnherrinnen unterscheidet (vergleiche Erinnerungskultur). Sie verstehen sich als Mitglieder einer großen Familie und bilden einen „Clan“, in der Art eines Interessenverbandes, mit allen angehörenden kpoh als „Subclans“.
Neben der jeweiligen kpoh-Stammmutter wird auch ihr (damaliger) Ehemann geehrt und um Beistand gebeten: u Thawlang kann als „der Erste Vater“ spirituelle Hilfe vor allem bei Streitigkeiten innerhalb der Familie leisten. Mehr noch wird der älteste Bruder der Stammmutter verehrt, als u Suid-Nia: „der Erste Onkel“ (mutterseitig). Er findet sich oft als größter der drei aufrechten Erinnerungssteine (mawbynna), die teilweise mehrere Meter hoch sein können (vergleichbar Megalithen). Die aufrecht stehenden Steine repräsentieren die männlichen Ahnen, die ihre liegenden Schwestern und Nichten beschützen. Es sind keine Grabstätten, sondern weithin sichtbare Ehrengrabmale, vergleichbar den alteuropäischen Menhiren (siehe Bilder).

### Wohnsitz bei der Mutter
Khasi folgen ihren traditionellen Heiratsregeln, die eine Eheschließung innerhalb des eigenen Clans verbieten und mit der endgültigen Verstoßung des Paares bestrafen können (siehe unten zum religiösen Inzesttabu). Diese allgemeingültige Vorschrift der Exogamie (Außenheirat) verhindert zunächst Blutschande (Inzest), da alle Abstammungsgruppen innerhalb eines Clans (kpoh, iing) über sich verzweigende Mütterlinien untereinander blutsverwandt sind – oder zumindest als leiblich verwandt angesehen werden. Weitergehend dienen exogame Heiratsvorschriften dem Bedürfnis der Erbgutmischung durch systematische Vermeidung ähnlichen Erbgutes innerhalb des eigenen Clans. Darüber hinaus dienen Heiraten zwischen Clans oft der sozialen Verbrüderung oder dem politischen Bündnis von Clans (Allianzbildung). Weltweit heiraten die meisten Clans nur Zugehörige anderer Clans, teilweise haben sie sich einzig aus diesem Grund gebildet. Heiratspartner müssen in den Großfamilien anderer Khasi-Clans gesucht werden, darunter können auch die Kinder des Mutterbruders oder Mutteronkels sein, denn diese Cousinen und Cousins gehören nicht zum eigenen Clan, sondern zu den Clans ihrer Mütter (vergleiche dazu den ethnologischen Fachbegriff der Kreuzcousinenheirat). Vor einer geplanten Heirat werden die Mütter des Brautpaares genau prüfen, ob die beiden nicht doch in ferner Vergangenheit eine gemeinsame Vorfahrin hatten. Diese Vorschrift der Exogamie wird eingeschränkt durch gegenteilige endogame Ge- und Verbote (Innenheirat): So wird gerne gesehen, innerhalb der Khasi-Dorfgemeinschaft zu heiraten; Nicht-Khasi als Ehepartner sind in vielen Clans nicht erwünscht, in neuerer Zeit werden von Seiten der Männer sogar Strafen angedroht (siehe unten). In den Grenzgebieten findet sich stellenweise ein geduldeter Austausch von Heiratspartnern mit benachbarten Indigenen (siehe unten).
Mitte des letzten Jahrhunderts heirateten Khasi-Frauen meist im Alter zwischen 13 und 18 Jahren und Männer zwischen 18 und 35, mittlerweile gilt ein gesetzliches Mindestalter von 18 Jahren für Frauen und 21 Jahren für Männer. Im Jahr 2001 ergab die Volkszählung bezüglich Ehen bei Khasi (mit Jaintia) und der kleinen Gruppe der Synteng (1.300 Angehörige):
- 63,4 % unverheiratet (höchste Rate der Scheduled Tribes in Meghalaya)
- 30,9 % verheiratet (niedrigste Rate der Tribes)
- 03,2 % verwitwet
- 02,5 % geschieden/getrennt (höchste Rate der Tribes)
- 01,4 % der Mädchen unter 18 Jahren hatten geheiratet (niedrigste Rate der Tribes; höchste: 1,8 % bei den Synteng)
- 01,3 % der Männer unter 21 Jahren hatten geheiratet (1,5 % bei den Synteng: höchste Rate)

Um sich einen Ehemann auszusuchen, muss eine Frau entweder als Erbtochter eine soziale Absicherung durch den Besitz ihrer Mutterfamilie bieten, oder als „ältere Tochter“ die Möglichkeit, durch ihre Mutterfamilie gefördert zu werden. Die jüngste Tochter wird niemals aus dem Haus ihrer Mutter ausziehen, der Zukünftige muss zu ihr ziehen; ältere Töchter haben mehr Freiheiten und können im Laufe der Zeit mit ihrem Ehemann einen neuen Wohnsitz gründen, in der Nähe des Mutterhauses.
Im Allgemeinen geht der Kontaktwunsch von den Frauen aus, dazu dienen auch die örtlichen Wochenmärkte als Heiratsmarkt. Hierher kommen die jungen Männern gerne, oder sie präsentieren sich stolz der versammelten Damenschaft bei den monatlichen Festen und Festivals des Khasi-Kalenders. Auf Hochzeitsfeiern werden zwischen den beiden Familien rituelle Geschenke ausgetauscht wie die allseits geschätzten Betelnüsse und Betelblätter. Brautpreis-Zahlungen oder eine Morgengabe seitens des Mannes gibt es bei den Khasi nicht, ebenso wenig das in ganz Indien verbreitete Mitgift-System der dowry, bei dem Ehemänner hohe Aussteuern von den Brauteltern verlangen (vergleiche Mitgiftmord). Der Clan des Ehepartners wird respektvoll als kha bezeichnet (vergleichbar einer Schwägerschaft), während der eigene Clan liebevoll kur genannt wird. Sowohl nach der Khasi-Tradition wie ihrer Christianisierung nach führen die Khasi eheliche Beziehungen monogam („Einehe“). Eine Scheidung war traditionell recht einfach und konnte durchaus von der Frau ausgelöst werden, auch heute liegt die Scheidungsrate bei den Khasi etwas über dem indischen Durchschnitt. „Alleinerziehende“ Khasi-Mütter und damit verbundene Probleme gibt es so gut wie gar nicht, da zumindest weibliche Familienangehörige im Haus wohnen, hinzu kommt die Bedeutung des älteren Bruders oder des Onkels für die Mutter und ihr Kind.
Der erwählte Ehemann hat bisher seine eigene Mutterfamilie unterstützt und ihr zugearbeitet – nun erwartet die Ehefrau, dass er zu ihr und ihrer Großfamilie zieht und sie und die geplanten Kinder unterstützt. Diese Wahl des ehelichen Wohnsitzes heißt fachsprachlich Matrilokalität: „am Ort der Mutter“. Bei der Auswertung aller rund 1300 Datensätze zu ethnischen Gruppen und indigenen Völkern weltweit findet sich Matrilokalität bei einem Drittel der rund 160 matrilinearen Kulturen, noch mehr bevorzugen eine Avunkulokalität: die eheliche Wohnsitzwahl beim Mutterbruder der Ehefrau (ihrem Onkel mütterlicherseits). Im Falle einer nicht erbberechtigten Ehefrau wird in neuerer Zeit zunehmend auch ein Wohnsitz „an einem neuen Ort“ (neolokal) in Erwägung gezogen, wobei vor allem Arbeitsmöglichkeiten in Städten eine Rolle spielen.
Da eine Ehefrau normalerweise von ihrer Mutterfamilie abgesichert wird, ist sie nicht unbedingt abhängig von der Anwesenheit und dem Zuarbeiten ihres Ehemannes, in manchen Fällen hält dieser sich vorwiegend bei seiner eigenen Großfamilie auf, beide Ehepartner verbleiben jeweils „am Ort ihrer Geburt“ (natolokal). Schon frühere Ethnologen (Völkerforscher) berichteten von Beobachtungen beim Khasi-Stamm der Jaintia (Synteng/Pnar), dass der Ehemann am Wohnort seiner Mutter verblieb und seine Ehefrau nur gelegentlich besuchte, vorwiegend über Nacht. Der deutsche Priester und Ethnologe Wilhelm Schmidt vertrat 1952 dazu die These einer „Besuchsehe“ als einer „noch älteren Form des Mutterrechts“ (vergleiche dazu auch das kleine südchinesische Volk der Mosuo). Tatsächlich bringen Khasi-Ehemänner häufig nicht ihre gesamte Arbeitsleistung in den Haushalt der Ehefrau ein oder verlassen ihre Partnerin (zeitweise) wieder; dies wird ausgeglichen durch die mitwohnenden unverheirateten männlichen Angehörigen der Großfamilie sowie durch die Unterstützung der Mutter der Ehefrau (Großmutter der Kinder).
Nach einer Geburt stehen einer Khasi-Mutter in ihrer Großfamilie folglich nicht nur ihre Mutter und weitere erfahrene Verwandte zur Seite, sondern auch ihr sozialer Vater (Onkel), ihr Lieblingsbruder, und – sofern erwünscht (und bekannt) – der biologische Vater des Kindes.

### Erbfolge der jüngsten Tochter (Ultimagenitur)
Bis heute halten fast alle Khasi an ihrer traditionellen Lebensweise innerhalb einer matri-linearen und matri-lokalen Sozialordnung fest (fachsprachlich Matrifokalität: „matrizentriert, matrifokussiert“), in der die mutterseitige Abstammungslinie, Wohnsitzwahl und Erbfolge vorherrscht: Die Kinder werden der Mutter zugerechnet und Güter, Rechte, Privilegien und Pflichten werden von den Müttern an ihre Töchter vererbt, vorzugsweise an die jüngste. Auch die männlichen Nachkommen innerhalb einer Großfamilie erhalten den Familien- und Clan-Namen, werden der ganzen Lineage zugerechnet und wohnen am Ort ihrer Mutter (solange unverheiratet), im fortgeschrittenen Alter gerne bei einer Schwester und deren Kindern. Sie können diese Mitgliedschaft aber nicht an ihre leiblichen Kinder weitergeben, weil die von der Mutter abstammen, nicht von ihnen (vergleiche Deszendenzregeln zur Abstammung). Deshalb erben Männer keine Güter von ihrer Mutter, sie würden dem Familieneigentum entnommen, ohne einen Vorteil für die Großfamilie zu bieten. Beim Stamm der Jaintia kann der (mutterseitige) Clan eines Mannes sogar sein Privateigentum als Clan-Besitz beanspruchen. Ein Khasi-Mann kann deshalb außer Persönlichem nichts an seine Kinder vererben, denn die vererbten Güter würden von seinem mutterseitigen Clan zum Clan der Mutter seiner Kinder wechseln. Ein solcher Wechsel von Besitz und Land ist zwischen Clans ausgeschlossen und nur im einvernehmlichen gegenseitigen Austausch möglich (in früheren Zeiten gelegentlich auch kriegerisch).
Die Ländereien und Gebäude gehören der Gruppenmutter, verwaltet meist von ihrem Bruder oder ihrem sozialen Vater (Onkel). Auch die Erträge aus Arbeit, Landwirtschaft, Produktion und Handel der Familienmitglieder gehen an die Mutter. In früheren Zeiten kannten die Khasi außer ihrem persönlichen Schmuck kein ausgeprägtes Privateigentum, der Landbesitz einer Großfamilie wird auch heute zumeist in der Art einer Kooperative oder Genossenschaft geführt (siehe oben zur Großfamilie als Sozialversicherung).
Ultimagenitur
Die jüngste Tochter einer Khasi-Mutter trägt einen offiziellen Titel: ka Khadduh („die Verwahrerin“ des angestammten Besitzes), verliehen von der Mutter, wenn sie kein weiteres Kind möchte. Die Letztgeborene ist der Tradition nach als Haupterbin der Mutter vorgesehen und wird Haus und Land der Familie erben (vergleiche Erbtochter). In Ehren halten wird sie den Schmuck ihrer Mutter, der vielleicht schon seit Generationen angesammelt wurde. Ältere Schwestern erwarten einen kleinen Anteil am Erbe, besonders wenn sie vor der Gründung eines eigenen „Hauses“ (iing) stehen. Söhne bekommen selten einen Erbanteil, vielleicht einige bewegliche Güter wie Tiere, aber kein Land. Beim Stamm der War-Khasi (im südlichen Grenzgebiet) wird das Erbe gleichmäßig auf Töchter und Söhne aufgeteilt.
Die Erbfolge an das jüngste Kind heißt fachsprachlich Ultimogenitur (Letztgeborenenrecht), im Fall der jüngsten Tochter Ultimagenitur („die Letztgeborene als Nachfolge“) – im doppelten Gegensatz zur Primogenitur als Erbrecht des erstgeborenen Sohns in patrilinearen Familien. In manchen Khasi-Gebieten bekommt die jüngste Tochter von Beginn an die beste schulische Ausbildung; allgemein wird der Schulgang gefördert, aber die Frauen haben eine 3 % höhere Lesefähigkeit als Männer (siehe oben zur Alphabetisierungsrate). Im Unterschied zu den Khasi erbt beim westlich benachbarten matrilinearen Volk der Garo bevorzugt die älteste Tochter (die Erstgeborene als Erbtochter: Primagenitur). Bei ihnen wird die Stellung des Dorfvorstandes (nokmas) nur von einer jüngsten Tochter übernommen.
 Das folgende Schaubild zeigt die Erbfolge der jüngsten Tochter:
|            |            |            |            |            |            |  |  | „Mutter“             |                      |                      |                      |                      |                      |  |  |                   |                   |                   |                   |                   |                   |  |  |            |            |            |            |            |            |  |  |  |  |  |  |  |  |  |  |  |  |  |  |  |  |  |  |  |  |  |  |  |  |
|            |            |            |            |            |            |  |  |                      |                      |                      |                      |                      |                      |  |  |                   |                   |                   |                   |                   |                   |  |  |            |            |            |            |            |            |  |  |  |  |  |  |  |  |  |  |  |  |  |  |  |  |  |  |  |  |  |  |  |  |
| Söhne      | Söhne      | Söhne      | Söhne      | Söhne      | Söhne      |  |  | jüngste = Erbtochter | jüngste = Erbtochter | jüngste = Erbtochter | jüngste = Erbtochter | jüngste = Erbtochter | jüngste = Erbtochter |  |  | ältere Tochter    | ältere Tochter    | ältere Tochter    | ältere Tochter    | ältere Tochter    | ältere Tochter    |  |  |            |            |            |            |            |            |  |  |  |  |  |  |  |  |  |  |  |  |  |  |  |  |  |  |  |  |  |  |  |  |
| Söhne      | Söhne      | Söhne      | Söhne      | Söhne      | Söhne      |  |  | jüngste = Erbtochter | jüngste = Erbtochter | jüngste = Erbtochter | jüngste = Erbtochter | jüngste = Erbtochter | jüngste = Erbtochter |  |  | ältere Tochter    | ältere Tochter    | ältere Tochter    | ältere Tochter    | ältere Tochter    | ältere Tochter    |  |  |            |            |            |            |            |            |  |  |  |  |  |  |  |  |  |  |  |  |  |  |  |  |  |  |  |  |  |  |  |  |
| Enkelsöhne | Enkelsöhne | Enkelsöhne | Enkelsöhne | Enkelsöhne | Enkelsöhne |  |  | (jüngste) Enkelin    | (jüngste) Enkelin    | (jüngste) Enkelin    | (jüngste) Enkelin    | (jüngste) Enkelin    | (jüngste) Enkelin    |  |  | (jüngste) Enkelin | (jüngste) Enkelin | (jüngste) Enkelin | (jüngste) Enkelin | (jüngste) Enkelin | (jüngste) Enkelin |  |  | Enkelsöhne | Enkelsöhne | Enkelsöhne | Enkelsöhne | Enkelsöhne | Enkelsöhne |  |  |  |  |  |  |  |  |  |  |  |  |  |  |  |  |  |  |  |  |  |  |  |  |
| Enkelsöhne | Enkelsöhne | Enkelsöhne | Enkelsöhne | Enkelsöhne | Enkelsöhne |  |  | (jüngste) Enkelin    | (jüngste) Enkelin    | (jüngste) Enkelin    | (jüngste) Enkelin    | (jüngste) Enkelin    | (jüngste) Enkelin    |  |  | (jüngste) Enkelin | (jüngste) Enkelin | (jüngste) Enkelin | (jüngste) Enkelin | (jüngste) Enkelin | (jüngste) Enkelin |  |  | Enkelsöhne | Enkelsöhne | Enkelsöhne | Enkelsöhne | Enkelsöhne | Enkelsöhne |  |  |  |  |  |  |  |  |  |  |  |  |  |  |  |  |  |  |  |  |  |  |  |  |

Nach dem Tod der „Mutter“ erbt ihre jüngste Tochter den größten Teil oder das gesamte wirtschaftliche Vermögen und Familienland und wird zum neuen Vorstand der Großfamilie (iing) oder der größeren Lineage (kpoh). Sie könnte durchaus schon selber Großmutter sein. Auch das ka Bat ka Niam erbt sie, die religiöse, spirituelle Verantwortung für die Großfamilie (siehe unten zur Religion Niam Khasi), sowie das ka Iing-Seng, das Zeremonienhaus der Gruppe (iing: Haus, Familie; seng: vereint). Dabei verlangt das Verständnis der vereinten Khasi-Großfamilie als geleiteter Kooperative von der Erbin eine ständige Abstimmung mit allen erwachsenen Familienangehörigen, auch den erfahreneren und den respektierten Ältesten. Sie wird die Leitung und den Gesamtbesitz wiederum an ihre jüngste Tochter weitervererben; in dieser Form haben die Lineages ihr Land über viele Jahrhunderte zusammengehalten, dabei aber immer wieder die neu entstehenden Familienzweige mit einem Wohnhaus und einer kleinen Feldfläche unterstützt. Auch die jüngste Tochter einer „älteren Tochter“ erbt deren Besitz und Schmuck, sofern bereits angesammelt; auf jeden Fall erbt sie die Verantwortung für ihre Geschwister und die Kinder ihrer Schwestern (ihre Nichten und Neffen).
Erweist sich die vorgesehene Erbtochter als zu jung oder als ungeeignet oder wird vom Familienrat nicht angenommen, kann eine ältere Tochter oder eine Tochter der Mutterschwester an die Stelle treten: Im Falle der Wahl einer Schwestertochter (Cousine der Erbtochter) würde auch diese die gerade Linie der „Mutter“ fortführen, nur nicht mehr über die jüngste Seitenlinie (vergleiche Gradlinige gegenüber seitlicher Verwandtschaft, immer relativ: sämtliche Kinder und Kindeskinder einer Frau führen ihre gerade Linie fort, alle Kinder sind zueinander Seitenlinien).
Gründe der Ultimagenitur-Regelung und ihre Vorteile für die Großfamilie:
1. Die Bevorzugung nur eines Kindes (als Alleinerbe) hält den angesammelten Besitz der ganzen Familie zusammen – wenn mehrere Kinder einen getrennten Anteil erben, wird das wirtschaftliche Vermögen und die soziale Absicherung und Wirkmöglichkeit aller Angehörigen geschwächt.
2. Eine Tochter wünschen sich alle Khasi – weniger zur Fortführung der Linie oder aus Vererbungsgründen, sondern zu ihrer Betreuung im Alter.[46]
3. Die jüngste Tochter sichert länger die Pflege und Versorgung ihrer Mutter im hohen Alter – traditionell erhält die Jüngste oft eine bevorzugte Schulbildung und übernimmt schon früh die Rolle der persönlichen Hilfskraft und Auszubildenden der Mutter, um sich auf ihre Leitungsaufgaben vorzubereiten (Ausbildung zu einer Familienmanagerin); alle Familienangehörigen leben in dem Bewusstsein, dass die Alleinerbin vorbereitet ist und die Eltern pflegen wird.
4. Die Jüngste überlebt normalerweise ihre älteren Schwestern – die Übergabe der Gesamtverantwortung von einer Generation an die nächste wechselt seltener.
5. Die Erbin kann keine zusätzliche Autorität als Älteste oder Erfahrenste der Kinder beanspruchen – sie muss sich mit allen erwachsenen Familienmitgliedern abstimmen (Konsensprinzip), außerdem hat sie ihren erfahrenen sozialen Vater (Onkel: Mutterbruder) und meist einen älteren Bruder an ihrer Seite.

Bekommt eine Mutter nach der „Erbtochter“ eine weitere Tochter, wird diese die Aufgaben übernehmen. Dabei ist die Empfängnisfähigkeit einer Mutter zeitlich begrenzt, ihre natürliche Menopause kann ab dem 45. Lebensjahr beginnen (Durchschnitt: ab 51 Jahre; vergleiche auch die Großmutter-Hypothese). Demgegenüber können Väter noch im Alter viele Kinder zeugen, woraus sich in patri-linearen Familien häufig Probleme in Bezug auf Unehelichkeit (Legitimität), Vernachlässigung oder gar Verwahrlosung solcher Kinder ergeben – bei den Khasi gibt es diesbezügliche Probleme so gut wie gar nicht.
 Konflikte:
- Die Erbtochter wird von Beginn an auf ihre Rolle vorbereitet – aber auch in die Verantwortung gezwungen. Für ein Mädchen der heutigen Zeit erfordert das eine weitreichende Einschätzung ihrer Lage, weil sie als Erbtochter ihre geliebte shi iing niemals verlassen kann. Zwar bietet sie dem späteren Ehemann eine „gute Partie“ mit sozialer Absicherung, aber der Zukünftige müsste sich ihrer Lebensperspektive gänzlich unterordnen – ein anderer Wohnort wäre ausgeschlossen, nicht ohne die „Mutter“ (und ihrem Ehemann). Dazu aber sind nicht alle Männer bereit, viele ziehen lieber mit einer „älteren Tochter“ zusammen, und möglichst außerhalb deren Mutterhauses. Die vorherrschende Einschätzung nennt keine Auffälligkeiten oder sozialen Reibungen, denn die Verbindlichkeiten der jeweiligen Erwartung sind nie zu strikt gefasst und lassen Gestaltungsraum zu ihrer Ausführung. Falls die vorgesehene Erbtochter es nicht schafft oder die Verantwortung nicht übernehmen will, gibt es naheliegende Alternativen: Ihre Schwester oder eine Cousine (Tochter der Mutterschwester) kann sich bereiterklären, bis ans Lebensende bei der Mutter zu bleiben und von ihr die Familienleitung zu übernehmen. Darüber hinaus helfen Schwestern und Brüder sowie Onkel und Tanten gerne, weil ihnen die Gemeinschaft wichtig ist.[doku 7]

### Matrilineare Clans
Jeder Khasi-Clan versteht sich als ein Interessenverband von miteinander verwandten kpoh (Bäuchen) und iing (Häusern) und leitet seine gesamte Herkunft von einer gemeinsamen Vorfahrin ab, einer ursprünglichen Stammmutter, die vor vielen Generationen und Jahrhunderten gelebt haben kann. Diese wird respektvoll „Die Große Mutter der Wurzel“ (des Clan-Baumes) genannt: ka Lawbei-Tynrai (lawbei: große Mutter; tynrai: grundlegend). Nicht alle Clans können ihre Gründerin und die ihr nachfolgenden Müttergenerationen mit Namen benennen, sie sprechen dann verallgemeinernd von ihren „Grundlegenden Großmüttern“, denen höchste Verehrung gilt. Immer wieder hatten sich zu speziellen Gelegenheiten auch einzelne Gruppen oder kleine Stämme anderen Khasi-Clans angeschlossen und dann eine gemeinsame Herkunft ausgeschmückt (eine „Ansippung“ mit fiktiver Genealogie). Für alle Clans gilt als selbstverständlich, dass keine dieser vielen Gründerinnen miteinander verwandt waren. Einige Clans leiten sich allerdings von verschiedenen Töchtern einer „Grundlegenden Großmutter“ ab, verstehen sich als jeweils eigenständige Clan-Linie und bilden oft zusammen einen Clan-Verband. So haben sich über Zeiten einzelne Familienzweige wiederum zu eigenen Clans verselbständigt, und vielleicht haben sich zwischendurch auch fremde Gruppen angeschlossen: Die von einem Khasi-Forscher gesammelten Namen der matrilinearen Clans beliefen sich auf 3363, zusammengeschlossen zu Clan-Verbänden und Häuptlingstümern. Dagegen unterteilen sich die 1 Million Angehörigen der benachbarten matrilinearen Garo in nur drei große Clans (katchis).

#### Clanmutter
Geleitet wird ein Khasi-Clan von einer Clanmutter (vergleiche „Clanmutter“ bei Indianern), meist eine der ältesten und erfahrensten Frauen des großen Familienverbandes – während der von ihr mitbestimmte Clanhäuptling verwaltungstechnische, repräsentative und politische Aufgaben außerhalb wahrnimmt. Clanmütter und Häuptlinge sind an Beschlüsse des Clan-Rats (dorbar) oder von Clan-Versammlungen gebunden und können gegebenenfalls abgewählt werden. Wie andere indigene Völker kennen die Khasi in vielen Bereichen eine strenge und für einzelne Personen kaum zu durchbrechende Arbeitsteilung nach Geschlecht (Geschlechterordnung): Frauen sind für ihre Tätigkeiten verantwortlich, Männer für die ihren. Beide Bereiche werden einvernehmlich aufeinander abgestimmt. Ein Beispiel für die Zuständigkeiten erzählt eine Legende aus dem Jaintia-Stamm, nach der die Clanmutter – als spirituelle Leiterin auch die Hohepriesterin – das gesamte Vermögen des Häuptlingstums verwaltete und ihrem Häuptling nur zögerlich spärliche finanzielle Mittel zukommen ließ.

#### Gemischte Linien
In Grenzgebieten oder bei gegebenem Anlass können ganze Familien von einer Lineage oder ihrem Clan „adoptiert“ werden, mit entsprechenden Aufnahmeritualen. Einzelne Khasi-Untergruppen handhaben die Wichtigkeit der männlichen Abstammungslinie unterschiedlich und beteiligen beide Geschlechter an Vererbungen. Beim nordöstlichen Khasi-Stamm der Bhoi (im Distrikt Ri-Bhoi) können mutterseitige Abstammungslinien über zwei Generationen versetzt fortgeführt werden: Dort wird eine Frau ohne Tochter ihren Sohn bitten, eine Frau des benachbarten Volks der Karbi zu heiraten. Die kleine Ethnie der Karbi, auch Mikir genannt, siedelt im angrenzenden assamesischen Distrikt Karbi Anglong und besteht aus patri-linearen Clans (Väterlinien). Die Kinder einer solchen gemischten Heirat gehören zum patrilinearen Karbi-Clan der Ehefrau, denn der Khasi-Vater kann seine mutterseitige Gruppenzugehörigkeit nicht an seine Kinder weitergeben. Seine jüngste Enkelin aber übernimmt wieder den Namen ihrer Khasi-Urgroßmutter und führt deren Linie matrilinear fort; damit ändert sie (innerhalb ihrer Dorfgemeinschaft) ihre Clan-Zugehörigkeit und wechselt von den Karbi zurück ins Volk der Khasi. Solche Mischungen und Bündnisse zwischen entgegengesetzten Clan-Abstammungsregeln gibt es in verschiedenen Grenzbereichen, in einigen Clans oder Stämmen fühlen sich manche Angehörige einem anderen Stamm oder Clan zugehörig – abhängig von der Abstammungslinie, die sie bevorzugen. Es gibt ganze Clan-Gruppen, die sich selbst als Garo-Khasi bezeichnen, während andere sich als eigener Unterstamm abzugrenzen versuchen von anderen Khasi-Stämmen (siehe unten zu den „Sieben Hütten“).
Grundlegend bleibt bei der Stammesvielfalt die Einheit und Gemeinschaft des jeweils eigenen Clans (kur) und der Stolz, dazuzugehören. Entsprechend leiten bei den Khasi die männlichen Anführer nicht einen Stamm, sondern ihren Clan, von ihrem Clan-Rat und der Clanmutter zum Häuptling gewählt. In einem Verband von Clans stellt der größte Clan den gemeinsamen Häuptling; er arbeitet mit den anderen Anführern und Clanmüttern zusammen, steht ihnen aber repräsentativ vor und vertritt die ganze Gemeinschaft auch nach außen.

### Rollen der Männer

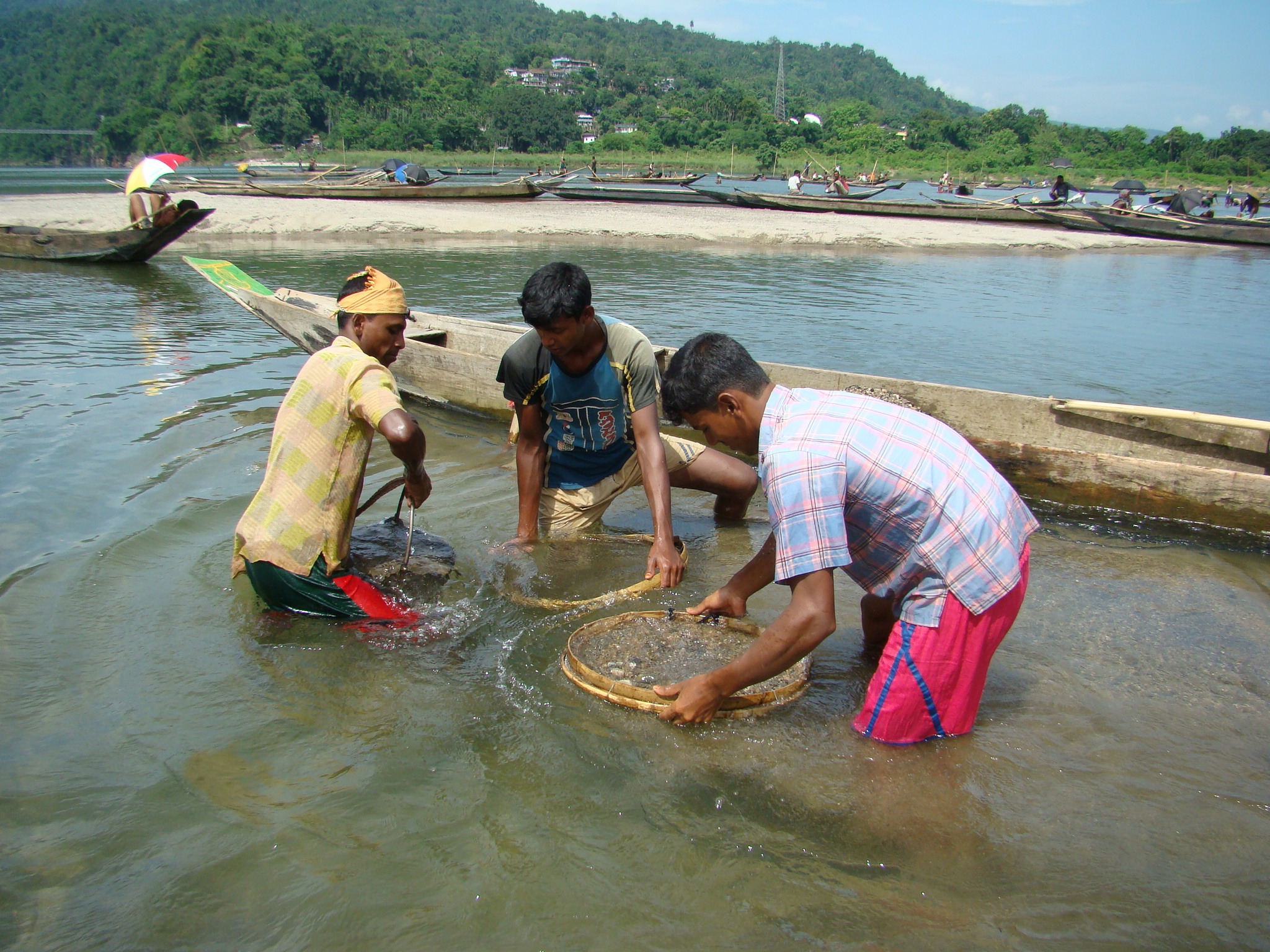
Edelsteinwäscher am Piyain-Fluss in Jaflong (Distrikt Sylhet, Bangladesch, 2009)

Wie fast alle der weltweit rund 160 matrilinearen Ethnien folgen auch die Khasi einer traditionellen Arbeitsteilung zwischen den Geschlechtern (vergleiche Unterschied: Geschlechtshabitus vs. Geschlechterrolle, Geschlechterordnung). Khasi-Männern kommt eine gleich wichtige Bedeutung zu wie ihren Stammesgenossinnen: Sie haben grundlegende Aufgaben innerhalb ihrer Kernfamilie, Großfamilie (iing) und Lineage (kpoh), darüber hinaus aber Aufgaben in der Außenvertretung, auch repräsentative und religiöse, die seltener oder kaum von Frauen wahrgenommen werden. Während das weibliche Prinzip verehrt wird in der Vorstellung der starken Göttin, der ein Ehemann zur Seite steht, versuchten schon die britischen Kolonialherren 150 Jahre lang, das Rollenbild für die landbesitzenden Frauen auf den familiär-häuslichen Bereich zu beschränken. Fortgesetzt wird dieser Druck auch innerhalb der Khasi-eigenen Organisationen durch ein anwachsendes männliches Selbstwertgefühl, das zunehmend maskulinistische Ausformungen annehmen kann, begleitet von nationalistischer und populistischer Meinungsbildung.
Die folgende Auflistung beschreibt die sozialen Rollen, die sich durch Verwandtschaft, Heirat und Politik für Khasi-Männer ergeben:
1. Söhne sind genauso willkommen wie Töchter (siehe oben zum Geschlechtsverhältnis), allerdings wünschen sich Khasi zumindest eine Tochter zur Betreuung im Alter.[46] Söhne bekommen von ihrer Mutter den Familien- und den Clan-Namen als Ausdruck der Gruppenzugehörigkeit auch zum übergeordneten Clan, können aber nach der Khasi-Tradition keine Rechte, Titel oder Privilegien von ihrer Mutter erben, vor allem keinen Land- oder Hausbesitz. Vom Vater erben Söhne nichts, denn er kann seine Gruppenzugehörigkeit nicht vererben und besitzt normalerweise kein eigenes Land oder Vermögen. Ein Sohn leistet einen Großteil des Unterhalts seiner Mutter, später den seiner Ehefrau und ihrer Mutter.
2. Brüder sind für Schwestern sehr wichtig: Ein Bruder wird seine Schwester beschützen und unterstützen, vielleicht auch bei ihr und ihrem Ehemann wohnen, vor allem aber für ihre Kinder (seine Nichten und Neffen) die soziale Vaterschaft übernehmen, die Schwesterkinder werden auch ihn Vater nennen. Der älteste Bruder wird zum leitenden und beschützenden Onkel der Familie.
3. Onkel (kñi, Mutterbrüder) haben neben ihrer sozialen Vaterschaft die Aufgabe, den Land- und Hausbesitz ihrer Familie zu verwalten: Sie sind die erfahrenen Berater ihrer Schwestern und Nichten und können Aufgaben als männliches Oberhaupt ihrer Großfamilie oder Lineage übernehmen (siehe oben zur Onkel-Verehrung). Die vaterseitigen Onkel (Vaterbrüder) haben als solche keine besondere Rolle, ebenso wenig die vaterseitigen Tanten (Vaterschwestern). Dagegen gehören die mutterseitigen Tanten (Mutterschwestern) zu den eng vertrauten Familienmitgliedern.
4. Cousins werden danach unterschieden, mit welcher elterlichen Seite sie verschwistert sind: Die Söhne von Mutterschwestern gehören zur Familie, sind eigenen Brüdern gleichgestellt. Die Söhne von Vaterschwestern gehören einem anderen Clan an, werden nicht als blutsverwandt gesehen und können geheiratet werden (vergleiche Kreuzcousin-Heirat).
5. Ehemänner sind immer willkommen in den Familien der Frauen, sie gelten als Familienvorstand ihrer Kernfamilie, tragen zum Unterhalt der Großfamilie der Ehefrau bei und helfen bei der Erhaltung und Verwaltung ihres Familienbesitzes. Ein Ehemann wohnt mit Ehefrau nahe bei oder in deren Großfamilie, kümmert sich aber auch weiterhin um die Kinder der eigenen Schwester. Es kann vorkommen, dass beide Ehepartner einvernehmlich bei ihren Mutterfamilien wohnen bleiben (vergleiche Besuchsehe: der Ehemann besucht seine Frau nur über Nacht). Zu anderen Kindern seiner Ehefrau (seinen Stiefkindern) hat er ein entspanntes Verhältnis: Er wird die Rolle ihres sozialen Vaters annehmen, ohne Abwägung, welches Kind er aus Erbgründen bevorzugen könne. Solange ein Ehemann bei seiner Frau wohnt, kann er keine Landnutzungsrechte bei seiner Herkunftsfamilie in Anspruch nehmen, er bewirtschaftet das Land seiner Ehefrau und ihrer Familie oder geht für sie arbeiten.
6. Väter werden als Zugehörige eines anderen Clans gesehen (siehe Clan-internes Heiratsverbot), dessen Abstammungslinie zwar geehrt, aber von seinen Kindern nicht fortgeführt wird, weil sie nur zum Clan ihrer Mutter gehören. Während der Clan der Mutter liebevoll kur genannt wird, heißt der Clan des Vaters respektvoll kha, was eine Art Schwägerschaftsverhältnis ausdrückt. Der Khasi-Leitsatz „Kenne deine Kur, kenne deine Kha“ (tip kur tip kha) drückt die Verbindung beider Clan-Abstammungen aus. Ein Vater kann nichts vererben, weiß aber, dass seine Kinder bei der Mutter gut aufgehoben sind; in seinem eigenen Clan übernimmt er als Bruder den Schutz der Schwester und als Onkel die soziale Vaterschaft für ihre Kinder.
7. Großväter spielen keine besondere Rolle:[49] Der Vater des Vaters hat zu seinen Kindeskindern wenig Bezug – er lebt bei seiner eigenen Familie und ist dort als Großonkel wichtig für die Kinder und Kindeskinder seiner Schwester. Der Vater der Mutter lebt als Ehemann der Großmutter wahrscheinlich mit in der Großfamilie, ist aber auch sozialer Vater seiner eigenen Schwesterkinder.
8. Der Familienvorstand (jaid) ist ein Mann: in der Kernfamilie der Ehemann (sofern er mitwohnt) oder der Onkel oder ältere Bruder der Ehefrau, in der Großfamilie der Ehemann der Großmutter im Zusammenspiel mit deren Bruder und Onkel. Der Familienvorstand hat vor allem offizielle Aufgaben bei religiösen Zeremonien. Die Christianisierung predigt den Khasi seit zwei Jahrhunderten die Vorstellung des Vaters als „Familienoberhaupts“, die Khasi-Tradition dagegen sieht den Onkel der Ehefrau (u kñi), ihren sozialen Vater, als „Vorsteher“ und Beschützer.[50]
9. Der Dorfvorsteher (village head-man) wird vom Dorfrat ernannt, vergleichbar einem offiziellen Bürgermeister, normalerweise ein Mann. Auch das indische System der dörflichen Panchayat-Selbstverwaltung bevorzugt Männer für diese politische Aufgabe und verwendet nur männliche Bezeichnungen (siehe unten zur Dorfpolitik).
10. Der Häuptling eines Clans (chief) wird vom Clan-Rat (dorbar) und der Clanmutter ernannt (oft ihr Neffe) – nur in seltenen Fällen übernimmt eine Frau diese politische Aufgabe der Außenvertretung und Koordination mit anderen Dörfern und Häuptlingen. Bereits in der britischen Kolonialzeit wurde die Bedeutung der Clan-Häuptlinge gegenüber den Clanmüttern verstärkt (siehe unten).

Die Gewichtung der einzelnen Rollen und ihre Ausgestaltung kann sich bei den verschiedenen Khasi-Gruppen und Stämmen unterscheiden – grundlegend bleibt das Zusammenspiel von Ehemann und dem Onkel der Ehefrau (ihrem sozialen Vater) sowie dem älteren Bruder der Ehefrau (ihrem Beschützer und sozialen Vater ihrer Kinder): Wohnt der eine nicht bei der Frau, dann einer der anderen, Kinder haben auf jeden Fall einen „Vater“ an ihrer Seite.

#### Mutterbruder (sozialer Vater)

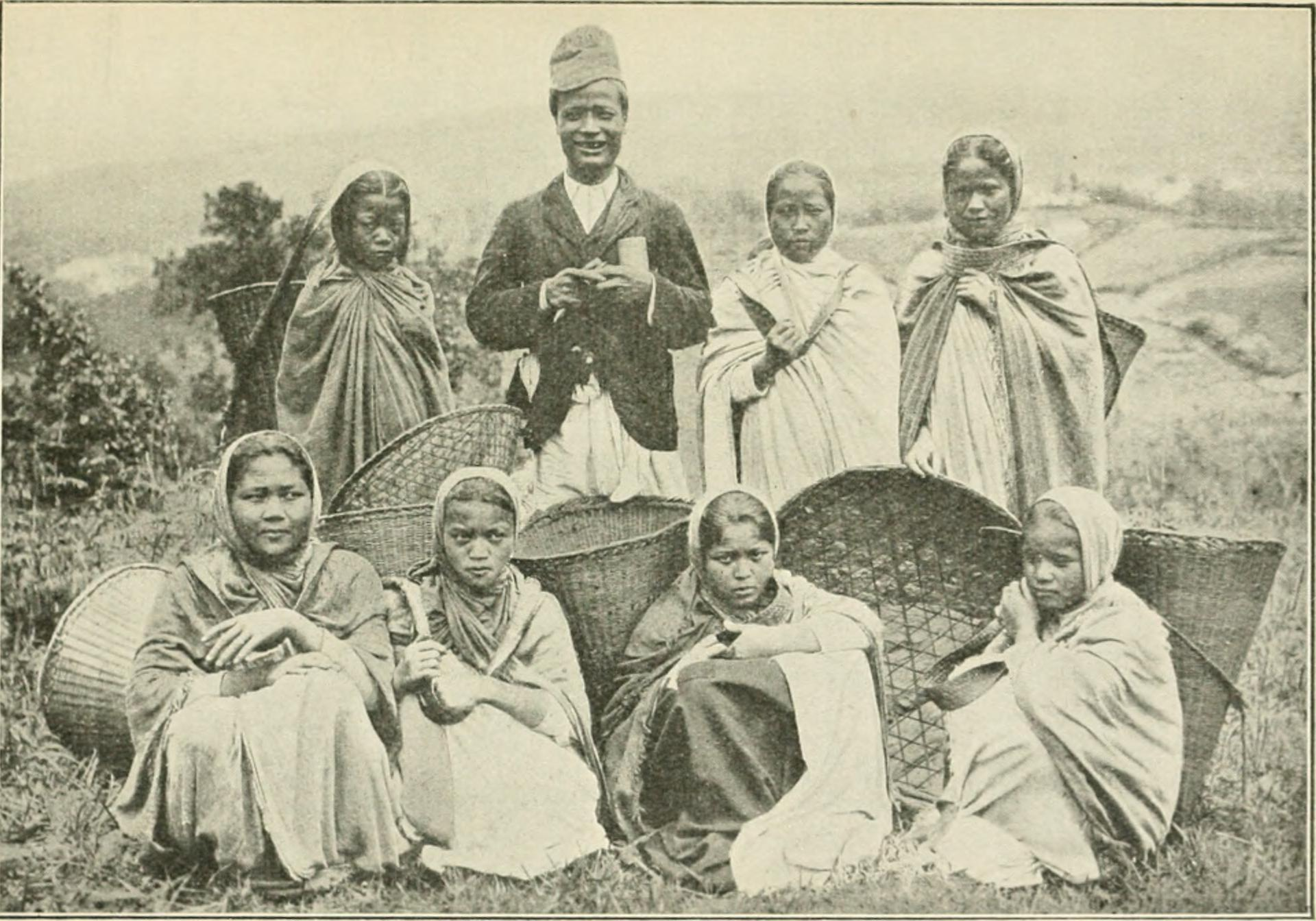
Ländliches Foto aus dem Buch Folk-tales of the Khasis (1920)

Obwohl viele Khasi-Männer nach der Heirat zur Ehefrau ziehen (matrilokal), wo sie ihre Arbeit und Verdienste einzubringen haben, wird nach der Geburt eines gemeinsamen Kindes auch der (ältere) Bruder der Ehefrau einen engen Bezug zu dem Kind aufbauen, es wird ihn ebenfalls Vater nennen. Khasi-Männer sorgen grundsätzlich für ihre Schwesterkinder (ihre Neffen und Nichten) und übernehmen von Beginn an für sie eine soziale Vaterschaft (vergleiche Soziale Elternschaft). Diese Bedeutung des Mutterbruders findet sich bei den meisten der rund 160 matrilinearen Ethnien weltweit. Zum Vergleich: Auch in der deutschen Sprache gibt es die alte Bezeichnung „Oheim“ für den Onkel mütterlicherseits, ihm kam eine besondere Bedeutung als Fürsorger der Kinder seiner Schwester zu (vergleiche auch Patenonkel). Im Lateinischen heißt der Mutterbruder avunculus, davon ableitet ist fachsprachlich das Avunkulat für die soziale Vaterschaft des mutterseitigen Onkels. Zusammen mit der Avunkulokalität (ehelicher Wohnsitz beim Mutterbruder) lässt sich das Avunkulat als Verwandtenselektion verstehen: die Förderung der Schwesterkinder als anteilige Träger des eigenen Erbgutes (Verwandtschaftskoeffizient: 25 %) zur Stärkung der biologischen Gesamtfitness. Ein weiterer soziokultureller Evolutionsvorteil kommt der Tatsache zu, dass Kinder der Khasi mehrere „Väter“ als Beschützer und Unterstützer an ihrer Seite haben können.

#### Einordnung
Der Ausschluss von Khasi-Männern am Erbe der Ländereien und Gebäude ihrer Mutterfamilien garantiert, dass der Besitz der wirtschaftlichen Grundlagen in den Händen der Frauen verbleibt, genauer: der (Groß-)Mütter. Diesen wird damit aber nicht an die Hand gegeben, zu eigenen Zwecken und aus persönlichem Interesse zu wirtschaften – die Mütter verwalten Land und Häuser als soziale Absicherung für die gesamte Großfamilie. Dadurch sind alle Männer (als Söhne und Brüder) über die Familien ihrer Mütter abgesichert, zu dem Zweck bringen sie dort ihre Arbeit und Verdienste ein (siehe oben zur mutterseitigen Sozialabsicherung). Mütter sichern zusätzlich die Kinder ihrer Töchter – nicht aber die Kinder ihrer Söhne, weil diese nicht zur Familie gerechnet werden, sondern der Familie und dem Clan der jeweiligen Mutter und deren Mutter zugehören. Für einen Khasi-Mann als Vater ergibt sich dadurch, dass seine leiblichen Kinder sozial und wirtschaftlich in der Familie der (Ehe-)Frau abgesichert sind, unter seiner eingeforderten Mithilfe; zusätzlich haben seine Kinder dort einen sozialen „Vater“, ihren Onkel. Ein Ehemann hat immer auch seinen familiären Pflichten nachzukommen und die Kinder seiner Schwester zu schützen und fördern, für die er als Onkel der soziale Vater ist.
Aus dieser zweifachen Vaterrolle ergibt sich für Männer in matrilinearen Gesellschaften ein grundlegender Widerspruch zwischen ihren väterlichen Gefühlen für ihre leiblichen Kinder und ihrer Verantwortung für die (blutsverwandten) Kinder der Schwester. Diese Konstellation wurde bei Forschungen im „matrilinearen Gürtel“ der afrikanischen Kongo-Region als „matrilineares Puzzle“ bezeichnet: Die Schwesterkinder setzen die Linie des Mannes fort, während seine leiblichen Nachkommen die Linie ihrer Mutter fortführen. Die Mutter wiederum muss sich mit dem Einfluss ihres Bruders auseinandersetzen, der eine Art Vormundschaft über ihre Kinder ausübt.

#### Konflikte
Die Arbeitskraft und Verdienste eines Khasi-Mannes gehören vor seiner Heirat seiner Mutter – nach der Heirat seiner Ehefrau und ihrer Mutter. In den letzten Jahrzehnten ändert sich diese klare Aufteilung, und an Erbschaften wollen auch die älteren Töchter und die Söhne stärker beteiligt werden. Zunehmend beanspruchen Männer eigene Rechte in Bezug auf die eheliche Wohnsitzwahl sowie die Abstammung ihrer Kinder und die Weitergabe ihres eigenen Familiennamens. Als Lohnarbeiter, Handwerker, Händler oder Geschäftsmann wollen Männer über ihre Verdienste selber verfügen und eigenen Besitz ansammeln, auch Grundeigentum (siehe oben zu den Konflikten durch Landprivatisierung und Bevölkerungsexplosion). Hinzu kommt die verbreitete Landflucht (Urbanisierung), weil Männer und junge Ehepaare zunehmend in die größeren Städte ziehen und sich dem westlichen Lebensstil angleichen. 2011 lebten 22 % der Khasi in städtischer Umgebung (Landesdurchschnitt: 20 %) und es gab im Bundesstaat Meghalaya bei den 1,4 Millionen Khasi 1,6 % mehr Frauen als Männer (23.000). Die Khasi wehren sich seit Jahrzehnten gegen die steigende Zuwanderung von alleinstehenden Männern aus dem hinduistischen Westbengalen und dem südlich angrenzenden muslimischen Bangladesch. Seit der Staatsgründung 1972 kam es immer wieder zu Protestaktionen mit gewalttätigen Übergriffen gegen „Fremde“, besonders in der Hauptstadt Shillong, wo selbst seit Generationen ansässige Westbengalen, Nepalesen und andere als „nicht stammeszugehörig“ angefeindet wurden. Die größten Ausschreitungen fanden 1987, 1992 und 2013 statt.
 Der autonome Stammesrat der Khasi (KHADC: Khasi Hills Autonomous District Council) ist fast nur von Männern besetzt, auch die beiden Interessenvertretungen Federation of Khasi Jaintia and Garo Peoples (FKJGP) und Khasi Students Union (KSU) werden von Männern geprägt (siehe auch unten zu männlichen Dorfräten). Mit der Bevölkerungsexplosion in Meghalaya (von 1,3 auf 3 Millionen in 30 Jahren) haben auf sich selbst bezogene Abgrenzungen der Khasi gegen „Überfremdung“ stark zugenommen (vergleiche Ethnozentrismus), verbunden mit nationalistischen und populistischen Einstellungen. So beklagen diese Organisationen die zunehmenden interkulturellen Ehen von Frauen mit Nicht-Khasi, die teils mit finanziellen Interessen verbunden seien (beidseitig). Der KHADC bereitete 2018 dazu eine Gesetzesänderung vor, die Khasi-Frauen mit dem Verlust ihrer Volksangehörigkeit und ihrer indischen Stammesrechte bestrafen will, wenn sie einen Nicht-Khasi heiraten (vergleichbar dem religiösen Inzesttabu mit angedrohtem Clan-Verstoß). Khasi-Männer wären von dem Gesetz nicht betroffen, außerdem würden sie selten Nicht-Khasi heiraten. Nach heftigen Protesten von Khasi-Frauenorganisationen und Menschenrechtlern hat der Gouverneur Meghalayas (als Vertreter des indischen Staatspräsidenten) die Unterzeichnung der Gesetzesänderung abgelehnt, weil sie in grundlegenden Punkten gegen die indische Verfassung verstoße.

## Politische Organisation

### Dorfpolitik
Grundlage der politischen Verhältnisse der Khasi ist bis heute die einzelne Dorfgemeinschaft (siehe oben). Der Dorfrat (dorbar shnong) verwaltet das Dorf und bestimmt einen männlichen Dorfvorsteher (Rangbah Shnong). Da in jedem Dorf Familien aus mehreren Clans wohnen, haben (entfernt wohnende) Clanmütter nur begrenzten Einfluss auf die örtliche Politik eines Dorfes. Der dorbar shnong bildet die übergeordnete dörfliche Einrichtung für gemeinsame Regelungen und Planungen. Der Dorfrat und sein Rangbah sind auch zuständig für die Rechtsprechung gemäß der staatlich anerkannten Khasi-Stammesgesetze sowie für die Durchführung religiöser Zeremonien und Rituale. Dabei gelten alle Khasi als gleichgestellt, es gibt keine Bevorrechtigungen (Privilegien), Statusunterschiede spielen keine Rolle. In diesem Sinne werden die Khasi als demokratisch bezeichnet. Diese Gleichheit gilt auch in Bezug auf die Nutzung des dörflichen Gemeinschaftslandes (zur Selbstversorgung), das vom dorbar shnong einvernehmlich geregelt und verwaltet wird (siehe oben).
Doppelstrukturen 
Da der Khasi-Dorfrat nicht über Gelder aus staatlich erhobenen Steuern verfügt, kann er eigene Gebühren erheben, beispielsweise bei einem Besitzwechsel von Land. Gleichzeitig muss sich der Vorsteher um Fördergelder von seinem staatlichen Verwaltungsdistrikt bemühen und dazu die örtlichen Politiker für sich gewinnen. Dieses Zusammenspiel von stammesrechtlicher Selbstverwaltung und staatlichen Zuständigkeiten lässt breiten Spielraum für Willkür und Bestechlichkeit mit fehlender Transparenz, wohin staatliche Fördergelder versickern. Der Zeitungsartikel von 2015 prangert derartige Praktiken als verbreitet an.

#### Geschlechtshabitus
Der traditionellen Geschlechterordnung zwischen Frauen und Männern folgend, wird fast immer den Männern die Aufgabe eines Dorfrats oder Vorstehers zugewiesen. Nur wenige Khasi-Frauen bringen die Bereitschaft auf, ein solches Amt zu übernehmen, zusätzlich zu ihren familiären und wirtschaftlichen Aufgaben, und ohne viel Vorwissen und Erfahrung (vergleiche Unterschied: Geschlechtshabitus vs. Geschlechterrolle). Auch das in Indien übliche System der Panchayat-Selbstverwaltung („Versammlung der fünf Ältesten/Weisen“) bevorzugt Männer für diese Leitungsaufgaben, entsprechend werden nur männliche Bezeichnungen verwendet (village head-man). In den letzten Jahrzehnten wächst die Kritik an dieser Festschreibung der geschlechtlichen Aufgabenteilung, aber auch ihre selbstbewusste Verteidigung durch Khasi-Männer. Ein Artikel in Meghalayas alteingesessener Zeitung The Shillong Times erklärt 2015 zur Kritik der starren Einstellungen vieler Khasi-Dorfräte, weibliche Dorfräte nicht zu wünschen, dass diese Einschränkung der Frauen keineswegs der Khasi-Tradition geschuldet wäre, sondern einer zunehmenden hegemonialen Männlichkeit (siehe oben zum Männerbild der Khasi-Organisationen).
Bei den westlich benachbarten matrilinearen Garo wird die Stellung des Dorfvorstandes (nokmas) nur von einer jüngsten Tochter übernommen, von ihren weiblichen Verwandten dazu gewählt – ihrem Ehemann wird die Exekutivgewalt zugewiesen.

### Clan-Häuptling
Jeder Khasi-Clan hat neben seiner leitenden Clanmutter einen Anführer: u Syiem, den Chief oder Häuptling, in seltenen Fällen weiblich (vergleiche „Häuptling“ bei außereuropäischen Völkern, schottischer „Clan Chief“ und pazifischer „Big Man“). Während der Auseinandersetzungen ab 1765 und der folgenden britischen Kolonialzeit (1824–1947) stärkten die englischen Beamten gezielt die männlichen Anführer, um das politische Gewicht und die Autorität der Clanmütter zu untergraben und an Einfluss zu gewinnen.
Häuptling eines Clans wird meist ein Sohn der Clanmutter, oder ihr Neffe (Sohn der Schwester), bestätigt vom Wahl- oder Exekutivrat des Clans; bei Unstimmigkeiten werden alle erwachsenen Clanmitglieder befragt. Während die Clanmutter für die Leitung des großen Familienverbandes zuständig ist, nimmt der Syiem verwaltungstechnische, repräsentative und politische Aufgaben im Namen des Clans auch außerhalb wahr, mit eigenem Vetorecht im Clan und seiner eigenen Lineage (kpoh) im Rahmen des üblichen Konsensprinzips. Eine solche Aufgabenteilung zwischen den Geschlechtern besteht bei fast allen der rund 160 matrilinearen Ethnien weltweit. Als diplomatischer Beauftragter muss der Häuptling große Jagden oder Anlässe wie Festivals für eingeladene Vertreterinnen und Vertreter anderer Clans organisieren und diese eindrucksvoll bewirten. Der Titel des Syiem ist vor allem ein Ehrentitel zur Durchführung religiöser Zeremonien und Rituale für einzelne Dörfer oder Gebiete, in denen sein Clan vertreten ist. Da keine Grundsteuern erhoben werden, sind die Einkommensquellen eines Clan-Häuptlings vor allem das Erheben von Marktzöllen und Gebühren sowie die Vergabe von Lizenzen zum Brennen von rice whisky in seinem Gebiet.

### Clan-Häuptlingstümer

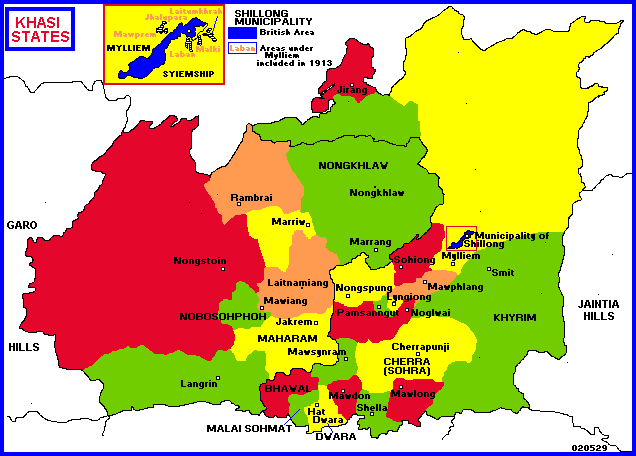
1947: die damaligen 25 Khasi-„Staaten“ (Clan-Häuptlingstümer) in den Khasi-Bergen (ohne den nördlichen Distrikt Ri-Bhoi)

Die Khasi bilden eine „Stammesgesellschaft“: Über viele Jahrhunderte haben wechselnde Bündnisse und (kriegerische) Auseinandersetzungen zwischen Clans zur Bildung der heutigen 64 „Häuptlingstümer“ der Khasi und Jaintia geführt. Jedes Häuptlingstum versteht sich als Hima („Staat“; bei den Jaintia Ilaka) und wird getragen von einem Clan oder Clan-Verband (vergleiche die Unterschiede Häuptlingstum vs. Stammeshäuptling und Chiefdom).
Die 16 Clan-Staaten der eigentlichen Khasi werden Hima Syiem genannt (englisch: Syiemship), beispielsweise der Hima Syiem Sohra in den regenreichen südlichen Khasi-Bergen um die Bergstadt Cherrapunji herum, oder der östlich benachbarte große Hima Syiem Khyrim, bekannt für sein jährliches Festival Pom-Blang Nongkrem im kleinen Ort Smit nahe Shillong.
Daneben gibt es 25 Sirdarships (beispielsweise Hima Sirdar Mawlong nahe Cherrapunji), 3 Lyngdohships (beispielsweise Hima Lyngdoh Mawphlang in der Nähe von Shillong) sowie 1 Wahadadarship im Süden: Hima Wahadadar Shella.
In den Jaintia-Bergen werden die 19 Clan-Staaten Dolloiships genannt, beispielsweise Ilaka Dolloi Amwi oder Ilaka Dolloi Saipung. Im Unterschied zu den anderen Khasi-Staaten konnten bei den Jaintia (Synteng/Pnar) einzelne Dollois anwachsen zu einflussreichen „Königstümern“, die größere Gebiete regier(t)en unter Leitung eines Raja („Herrscher, Fürst, König“).
Diese heutigen 64 „Staaten“ entstanden wahrscheinlich aus freiwilligen Zusammenschlüssen einzelner Dörfer, denen sich weitere anschlossen, gefolgt von gelegentlichen Kriegen und Eroberungen untereinander und sich ändernden Bündnissen. Bei den westlich benachbarten matrilinearen Garo dagegen haben die einzelnen Dorfverbände ihre Selbständigkeit bis heute erhalten (etwa 80 weibliche Nokmaships), ihre drei großen Clans haben keine „Häuptlingstümer“ ausgebildet.
In den etwa 3000 Khasi-Dorfgemeinschaften wohnen immer mehrere Clans kooperativ zusammen, deshalb verlaufen politische Bündnisse der Dörfer manchmal quer zu den Clan-Linien, wodurch den Clanmüttern zusätzliche übergeordnete Leitungsaufgaben zukommen. Es ist vorgekommen, dass ganze Dörfer ihre Zugehörigkeit zu einem Clan-Staat gewechselt haben oder sich eine Stammes-Untergruppe einem anderen Khasi-Clan oder Stamm angeschlossen hat; für derartige Anlässe gibt es soziale Aufnahmerituale, die auch fremde Gruppen einschließen können (vergleiche Rituelle Reinheit).
 Exekutivrat (dorbar)
Die grundlegenden politischen Entscheidungen werden im dorbar getroffen, dem Exekutivrat des Clans oder Häuptlingstums (executive council). Während die Dorfräte (dorbar shnong) zuständig sind für lokale Angelegenheiten im Dorfgebiet, regelt der dorbar übergeordnete Angelegenheiten innerhalb des Familiengeflechts und sich daraus ergebende Landbesitze und Nutzungsrechte in verschiedensten Dörfern. Zusammen mit seinem Syiem ist er zuständig für die Rechtsprechung in Bezug auf Clan-Angelegenheiten und für das Verfolgen von Verstößen gegen Personen oder Besitz. Dabei untersteht er dem obersten „Autonomen Distriktrat“ der Khasi (KHADC), bei dem die Gesetzgebung liegt sowie die Beaufsichtigung der Nachfolgeregelung von Häuptlingen.
 Traditionelle Clan-Klassen
In manchen Häuptlingstümern waren die beteiligten Khasi-Clans traditionell eingeteilt in drei Klassen: Noble, Gewöhnliche und Dienende. Die Mehrheit bildeten Gewöhnliche (commoner), nur einige wenige waren Diener (servants, Unfreie), die als Hilfskräfte des Häuptlings auch Pflichten in seinem Haushalt zu übernehmen hatten. Berater, Ratsherren und Wahlmänner des Häuptlings konnten nur Angehörige einer noblen Familie sein (vergleiche Adel), ebenso die staatlichen oder dörflichen Priester.

### Selbstverwaltung im Autonomen Distrikt-Rat
In den Bundesstaaten Nordostindiens gilt für einige große Scheduled Tribes („registrierten Stammesgemeinschaften“) ein gesondertes Recht der Selbstverwaltung für ihre Gebiete, niedergelegt in einem Anhang zur indischen Verfassung namens Sixth Schedule („6. Listung“). Darin werden den Stammesgemeinschaften die drei demokratischen Zweige der Gesetzgebung (Legislative), der Rechtsprechung (Judikative) und der ausübenden Gewalt (Exekutive) übertragen – in Abstimmung mit dem vom indischen Präsidenten ernannten Gouverneur des jeweiligen Bundesstaates, der Gesetze gegenzeichnen muss.
In Meghalaya gibt es dazu drei ADC (Autonomous District Councils: „Autonome Distrikt-Räte“) für die Stammesbevölkerung der Khasi-Berge (KHADC), der Jaintia-Berge (JHADC) und der Garo-Berge (GHADC). Jedes dieser Leitungsorgane setzt sich zusammen aus frei gewählten Vertreter/-innen der entsprechenden staatlichen Verwaltungsdistrikte, wobei der Anführer der Gruppierung mit den jeweils meisten Stimmen vom Gouverneur Meghalayas zum exekutiven Vorstand des Rats ernannt wird (CEM: Chief Executive Member). Er schlägt dem Gouverneur weitere Executive Member vor, mit denen zusammen er das Executive Committee (ausführendes Gremium) seines autonomen Distrikt-Rats bildet. Die drei ADC decken mit Ausnahme der Hauptstadt Shillong das gesamte Staatsgebiet Meghalayas ab. Insgesamt gibt es 25 autonome Distrikte für einzelne Scheduled Tribes, alle in Nordostindien.
Der Khasi Hills Autonomous District Council (KHADC) mit Sitz in Shillong ist zuständig für das Gebiet der 4 staatlichen Distrikte West Khasi Hills, South West Khasi Hills, East Khasi Hills und Ri-Bhoi im Nordosten; ihm obliegt die Selbstverwaltung der folgenden Khasi-Angelegenheiten:
- Zuständigkeit für sämtliches Land (außer den staatlich geschützten Gebieten, die zusammen etwa 5 % der Fläche Meghalayas ausmachen)
- Zuständigkeit für alle Wälder (außer den geschützten, die insgesamt 1 % ausmachen)
- Beaufsichtigung der heiligen Wäldchen von Khasi-Dörfern (siehe oben)
- Benutzung jeglichen Landes oder Gewässers zu landwirtschaftlichen Zwecken (außer den geschützten Bereichen)
- Regulierung der Besitz- und Vererbungsrechte von (Land-)Eigentum (in Meghalaya ist der Land-Verkauf an Nicht-Indigene verboten)
- Regulierung des jhumming (Brandrodung) und anderer Formen der shifting cultivation (siehe oben zum Wanderfeldbau)
- Einrichtung der dörflichen oder städtischen Verwaltung, der Polizei und der öffentlichen Gesundheit und Sanitärtechnik (Wasserversorgung, Abwässer)
- Einrichtung von dörflichen oder städtischen Leitungsgremien und die Regulierung ihrer Zuständigkeiten
- Ernennung und Nachfolgeregelung von Clan-Häuptlingen und ihren Zuständigkeiten
- Heiratsangelegenheiten
- soziales Brauchtum (beispielsweise die Durchführung von Festivals)

Der Jaintia Hills Autonomous District Council (JHADC) mit Sitz in Jowai hat entsprechende Zuständigkeiten für die beiden östlich angrenzenden Distrikte West Jaintia Hills und East Jaintia Hills.
Für die Garo-Berge im Westen und ihre Distrikte ist der Garo Hills Autonomous District Council (GHADC) mit Sitz in Tura zuständig.
 Konflikte:
- In den 1990er-Jahren blockierte die Regierung Meghalayas die Auszahlung der zentralindischen und der staatlichen Fördergelder an den Khasi-Distriktrat KHADC, weil er in „korrupte Praktiken“ verwickelt sei. Die Regierung bestritt auch das Recht des Distriktrats, die ihm zustehenden Fördergelder für eigene Entwicklungsprojekte einsetzen zu können – er solle sich auf den Schutz der Kultur und Identität und des Landes des Stammes beschränken. Auch die (geringen) Anteile an Steureinahmen wurden dem KHADC verweigert, was dazu führte, dass er die Gehälter der Volksschullehrer nicht bezahlen konnte.[62] Über solche Einschränkungen klagen auch autonome Distrikt-Räte in den anderen nordostindischen Bundesstaaten, darüber hinaus kommen umfangreiche finanzielle Mittel nicht bei ihnen an, obwohl sie in den 5-Jahres-Plänen festgeschrieben sind.[63]

## Religion
Die Khasi sind laut Volkszählung in Indien 2011 zu 83 % christlich. Meghalaya ist mit 75 % Christen einer von drei mehrheitlich christlichen Bundesstaaten Indiens (siehe Meghalaya im indienweiten Vergleich), neben den auch in Nordostindien gelegenen Mizoram und Nagaland mit je 87 % Christen; im nahen Arunachal Pradesh bilden Christen mit 30,3 % eine knappe Mehrheit. In ganz Indien gab es gleichbleibend nur 2,3 % Christen (Indien im weltweiten Vergleich). Im indischen Hauptland sehen sich Christen vielerorts bedrängt und sogar verfolgt, 2016 gab es wöchentlich 10 Angriffe auf Priester, immer wieder wurden christliche Kirchen niedergebrannt. Eine führende Rolle spielt dabei die radikal-hinduistische Kaderorganisation Rashtriya Swayamsevak Sangh (RSS), die Indien in einen reinen Hindu-Staat verwandeln will (vergleiche Hindutva: Hindu-Nationalismus). In Meghalaya hatte es derartige religiöse Auseinandersetzungen nicht gegeben, aber seit 2016 tritt die RSS auch hier verstärkt auf und wirbt vor allem um die rund 17 % nicht-christlichen Khasi, die fast alle ihrer traditionellen Religion Niam Khasi folgen (Niamtre bei den Jaintia).
Die folgende Liste vergleicht die Anteile der Religionsanhänger bei den Khasi, den Garo, in ganz Meghalaya und in Indien:
|    | Khasi '(1.412.000 = 47,6 % der Einw.) | Khasi '(1.412.000 = 47,6 % der Einw.) | Garo '(821.000 = 27,7 % der Einw.) | Garo '(821.000 = 27,7 % der Einw.) | Meghalaya '(2.967.000 E.) | Meghalaya '(2.967.000 E.) | Indien '(1.211 Mio. Einw.) | Indien '(1.211 Mio. Einw.) |
| %  | Religion '2011                        | %                                     | Religion '2011                     | %                                  | Religion '2011 (2001)     | %                         | Religion '2011 (2001)      |                            |
| -- | ------------------------------------- | ------------------------------------- | ---------------------------------- | ---------------------------------- | ------------------------- | ------------------------- | -------------------------- | -------------------------- |
| 1  | 83,14 %                               | Christen (verschiedene Kirchen)       | 95,86 %                            | Christen                           | 74,59 %                   | Christen '(70,25 %)       | 2,30 %                     | Christen '(2,34 %)         |
| 2  | 0,72 %                                | Hindus                                | 0,58 %                             | Hindus                             | 11,53 %                   | Hindus '(13,27 %)         | 79,80 %                    | Hindus '(80,46 %)          |
| 3  | 0,36 %                                | Moslems                               | 0,44 %                             | Moslems                            | 4,40 %                    | Moslems '(4,28 %)         | 14,23 %                    | Moslems '(13,43 %)         |
| 4  | 0,13 %                                | Buddhisten                            | 0,41 %                             | Buddhisten                         | 0,33 %                    | Buddhisten '(0,20 %)      | 0,70 %                     | Buddhisten '(0,77 %)       |
| 5  | 0,01 %                                | Sikhs                                 | 0,02 %                             | Sikhs                              | 0,10 %                    | Sikhs '(0,13 %)           | 1,72 %                     | Sikhs '(1,87 %)            |
| 6  | <0,01 %                               | Jainas                                | <0,01 %                            | Jainas                             | 0,02 %                    | Jainas '(0,03 %)          | 0,37 %                     | Jainas '(0,41 %)           |
| 7  | 15,41 %                               | „andere Rel. und Überzeugungen“       | 2,47 %                             | „andere Rel. und Überzeug.“        | 8,71 %                    | „andere…“ '(11,53 %)      | 0,66 %                     | 7.937.734 '(0,65 %)        |
| 8  | 9,24 %                                | Niam Khasi (89,5 % ländlich)          | 0 %                                | Niam Khasi                         | 4,59 %                    | Niam Khasi (138.480)      | 0,01 %                     | Niam Khasi (138.512)       |
| 9  | 5,49 %                                | Niamtre (Jaintia;' 88,1 % ländlich)   | 0 %                                | Niamtre                            | 2,73 %                    | Niamtre (84.258)          | <0,01 %                    | Niamtre (84.276)           |
| 10 | 0 %                                   | Songsarek (Garo-Religion)             | 2,10 %                             | Songsarek(100 % ländlich)          | 0,65 %                    | Songsarek (19.803)        | 0,41 %                     | Sarna (4.957.467)          |
| 11 | 0,48 %                                | Atheisten (6.830: 92 % ländlich)      | 0,16 %                             | Atheisten (1.339: 99 % ländl.)     | 0,29 %                    | Atheisten (9.089)         | <0,01 %                    | Atheisten (33.304)         |
| 12 | 0,22 %                                | „nicht angegeben“                     | 0,21 %                             | „nicht angegeben“                  | 0,32 %                    | „nicht angegeben“         | 0,24 %                     | „nicht angegeben“          |

Die Khasi haben sich über die Jahrhunderte kaum beeinflussen lassen durch benachbarte große Religionen, wobei ihre abgegrenzte Sprache und ihre ethnische Gemeinschaftlichkeit eine große Rolle spielt. Es gibt in ganz Meghalaya etwa 350.000 Hindus (12 %), von den insgesamt 17 Stammesvölkern sind aber nur 3 hinduistisch: die Hajong, die Raba und die Koch, zusammen rund 100.000 Angehörige (grundsätzlich haben Scheduled Tribes jederzeit freie Religionswahl).
Für den benachbarten Bundesstaat Assam listet die indische Volkszählung 2011 rund 16.000 Khasi als anerkannten Scheduled Tribe: 87,6 % Christen und 11,9 % Hindus und 0,3 % Moslems (0 % „andere Religionen“). Die 1034 in Mizoram anerkannten Khasi sind zu 98,8 % Christen.
Das christlich-missionarische Joshua Project listet im Januar 2019 für die vorgeblich 1.470.000 Khasi in Meghalaya, 42.000 in Assam und rund 6.000 an einigen anderen Orten Indiens: 83,5 % Christen, 1,1 % Hindus, 0,3 % Moslems, 0,1 % Buddhisten und 15 % „unbekannt“; die 85.000 Khasi im südlich angrenzenden Bangladesch: 84,3 % Christen, 13,2 % Hindus und 2,5 % „unbekannt“.
Bei den Khasi in Meghalaya gibt es einen hohen Anteil an „anderen Religionen und Überzeugungen“ (15 %), fast alles Anhänger der traditionellen Khasi-Religion Niam Khasi beziehungsweise Niamtre bei den Jaintia (siehe unten); auffällig ist auch der relativ große Anteil von Atheisten (0,5 % glauben nicht an Göttlichkeit): Mit 6.830 stellen die Khasi ein Fünftel der insgesamt sehr wenigen indischen Atheisten (33.300, vergleiche Atheismus in Indien).

### Christianisierung
Die Khasi waren ab 1813 das Ziel von vielen christlichen Missionaren, vor allem des Protestantismus britischer Prägung (vergleiche Christliche Mission in Indien). Die Ankunft des ersten Missionars in den Khasi-Bergen wurde von ihm selber dokumentiert: Krishna Pal war ein zum englischen Baptismus missionierter Hindu.
In Meghalaya sind die Khasi seit langer Zeit mehrheitlich Christen verschiedener Kirchen, vor allem der Presbyterianer. Ein kleinerer Anteil gehört der katholischen Kirche in Indien an, die im Khasi-Gebiet 3 Bistümer hat:
1. Erzbistum Shillong (Distrikte Ri-Bhoi und East Khasi Hills)
2. Bistum Nongstoin (Distrikte South West Khasi Hills und West Khasi Hills)
3. Bistum Jowai (Distrikte West Jaintia Hills und East Jaintia Hills)

Im Gebiet der Garo (96 % Christen) gibt es das Bistum Tura. In Shillong haben die Salesianer Don Boscos eine große Niederlassung mit Schule, Hochschule, Institut und Museum (siehe oben).
 Trotz des regelmäßigen Besuchs ihrer örtlichen Kirche behalten auch die 83 % christlichen Khasi viele traditionelle Glaubensvorstellungen und Regeln bei, als Teil des alltäglichen Volksglaubens, beispielsweise bei der Ahnenverehrung der Clan-Vorfahren in Form der Erinnerungssteine. Zunehmend streben christliche Khasi an, ihre eigene Kultur auch in die Gestaltung der Gottesdienste einzubringen. Dies betrifft nicht nur die musikalische Begleitung durch traditionelle Khasi-Instrumente (siehe unten), sondern darüber hinausgehend die Ausformung einer eigenen Art des Christseins im Sinne eines „indigenen Christentums“. Daneben gibt es 15 % der Khasi, die sich keiner der bekannten Religionen zuordnen.

### Indigene Religion „Niam Khasi“

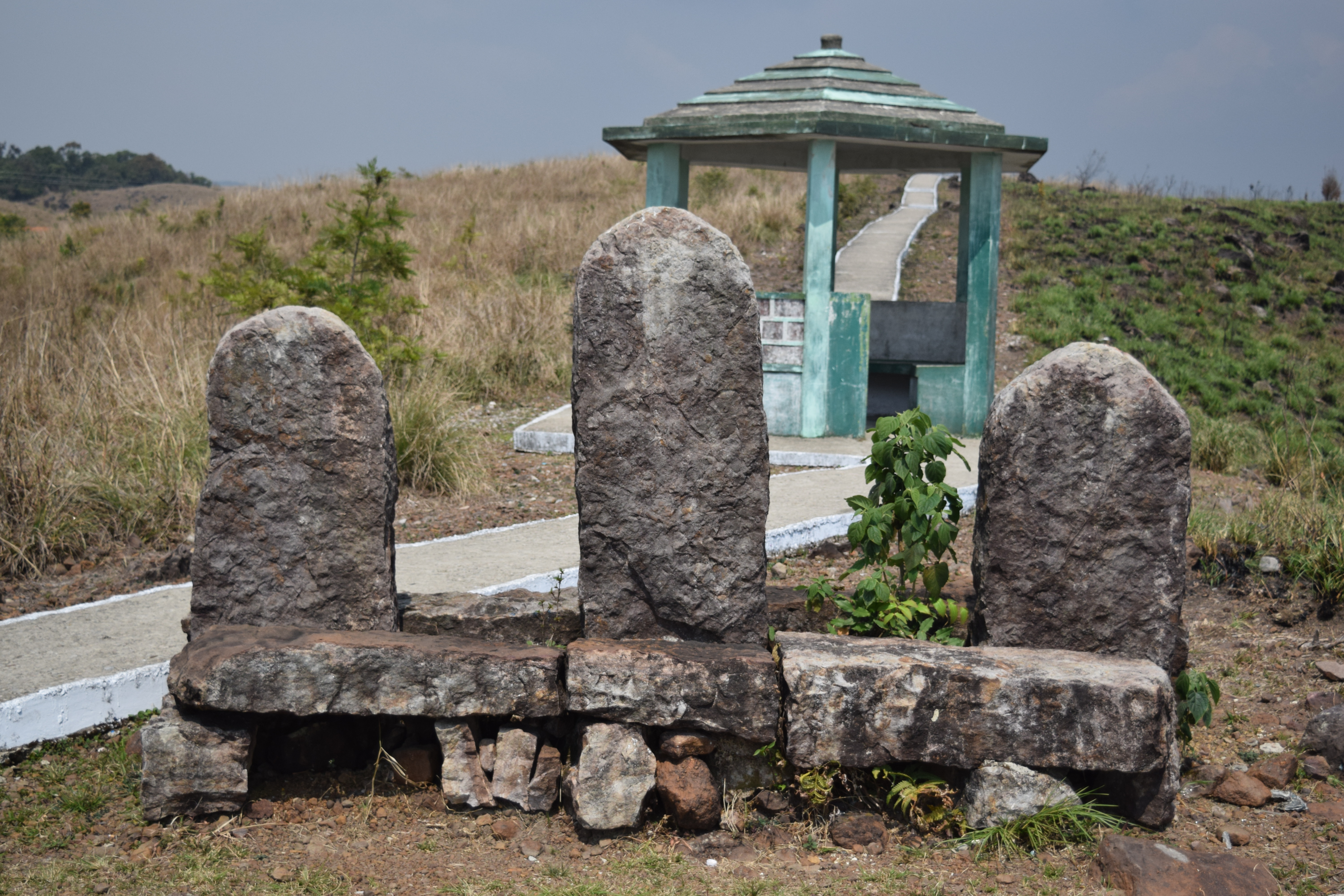
Khasi-Erinnerungssteine zur Ahnen-Verehrung: die aufrechten Steine repräsentieren männliche Urahnen, mittig der Mutterbruder der Lineage-Gründerin, die liegenden Steine dienten als Opfertisch für die Gründerin – mittlerweile werden die Opfer für alle im Hausinneren auf einem Altar platziert (Eco Park nahe Cherrapunji, südliche Khasi-Berge, Meghalaya, 2016)

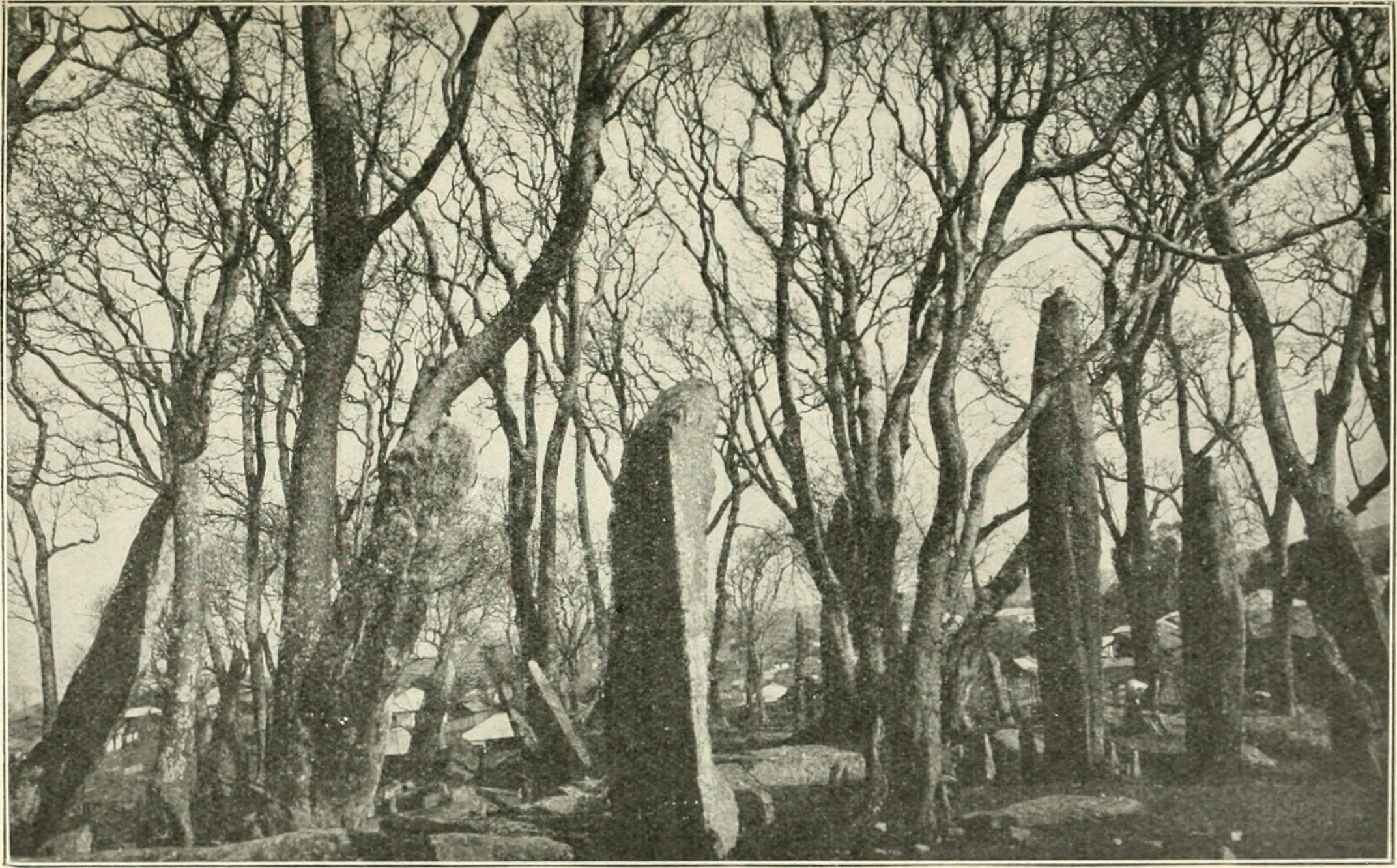
Megalithische Erinnerungssteine aus dem Buch Folk-tales of the Khasis (1920)

Von den 1,42 Mio. Khasi (und Jaintia, Synteng, Pnar, War, Bhoi, Lyngngam) in Meghalaya ordnen sich 217.000 keiner der 6 großen Religionen zu (15 %) – 208.000 bekennen sich zu ihrer indigenen Religion Niam Khasi (wörtlich „Khasi-Religion“) oder Niamtre („Ursprungsreligion“) bei den Jaintia, rund 90 % davon in ländlichen Gemeinschaften (während 22 % aller Khasi städtisch leben). Weitere 10.000 Anhänger gehören anderen Bevölkerungsgruppen an, und fast 6.000 Anhänger leben in anderen Staaten Indiens – insgesamt hat die Religion 223.700 Bekennende im Jahr 2011.
Das schriftlose Glaubenssystem Niam Khasi, auch bezeichnet als Niam Shnong oder Niam Tynrai, ist grundlegend animistisch: Die ganze Natur gilt als „beseelt“ und alle Dinge und Lebewesen können als eigenwillige Naturgeister in Erscheinung treten und Einfluss ausüben, vorteilhaft oder gefürchtet. Auch die verstorbenen Vorfahren (Ahnen) können gegenwärtig sein und Wirkung entfalten. Darüber hinausgehend gibt es Götter, die als Wirkkräfte verstanden werden, meist aufgeteilt in weibliche und männliche; hinter diesen steht eine allmächtige, gleichzeitig weibliche und männliche Gottheit als ursächliche Schöpfungskraft. Während die Khasi-Stämme der Jaintia und der Bhoi bevorzugt Muttergöttinnen verehren, sehen andere U Nongbuh Nongthaw als den grundlegenden Schöpfer und Bewahrer von Allem an. In Legenden werden die Götter zwar personifiziert und mit Namen beschrieben (oft als verheiratetes Paar mit ihren Kindern), aber es gibt keinerlei Götterbilder oder Figuren (Idole) und auch keine Tempel. Sowohl der beseelten Umwelt und den eigenen Ahnen, wie auch den Gottheiten werden in mündlich überlieferten Ritualen und Zeremonien Opfer und Gebete dargebracht. Mehr als 100 Dorfgemeinschaften pflegen in ihrer Umgebung einen „heiligen Wald“ (siehe oben).
Die Ahnenverehrung ist ein grundlegendes Bestandteil der alltäglichen Khasi-Kultur. Den Geistern der Vorfahren werden Nahrungsmittel hingestellt, damit sie für Sicherheit und Wohlstand der Abstammungsgruppe (kpoh) sorgen. Jedes Haus hat seinen heiligen Herd mit einem Altar. Viele der Familiengrabstellen mit ihren teils sehr großen Erinnerungssteinen liegen in oder neben geheiligten Wäldchen außerhalb des Dorfes (vergleiche Bestattungswald). Die wichtigste Stammmutter jeder Abstammungsgruppe ist ihre Lawbei-Tymmen, die Gründerin der Abstammungslinie, sowie deren Ahnherrin als erste Frau des gesamten Clans, die Lawbei-Tynrai (siehe oben zur Ahnen-Verehrung).
Niam Khasi beinhaltet eine Reihe von Geboten und Verboten (Tabus), die nicht verletzt werden dürfen:
- Das umfassendste Verbot betrifft noch heute das Inzesttabu, das Heiraten innerhalb des eigenen Clans verbietet (siehe oben). Bricht eine Frau dieses Tabu, gibt es keine Vergebung – sie wird aus ihrer Abstammungsgruppe und dem Clan sowie aus der Religion verstoßen und darf niemals zurückkehren, auch nicht nach ihrem Tode. Ihre Gebeine werden nicht im Familiengrab beigesetzt, wodurch nach dem Glauben der Khasi abgesichert wird, dass ihr Geist die Lebenden nicht heimsucht (siehe oben zum Konflikt um interkulturelle Ehen).
- Es gibt einige Nahrungstabus, so dürfen keine Kuh- oder Ziegenmilch getrunken werden.
- Für den Häuserbau dürfen keine Nägel verwendet werden und ein Haus darf höchstens drei Steinmauern haben.
- Der Altar im Zentrum des Hauses darf nur aus einer Metallart bestehen.
- Nur alleinstehende Bäume dürfen geschlagen werden, keine Bäume aus einem Wald heraus.
- Gaben und Geschenke dürfen nur mit der linken Hand gereicht werden, niemals mit der rechten.

### „Seng Khasi“-Bewegung
Die Seng-Bewegung als Vertretung der ethnischen Religion Niam Khasi wurde 1899 von sechzehn jungen Khasi-Männern begründet, von denen die meisten stark beeinflusst waren vom Brahmo Samaj, einer hinduistischen Reformorganisation (gegründet 1828 in Kalkutta). Bei der Khasi-Untergruppe der Jaintia (Pnar/Synteng) gründete sich zur Vertretung ihrer ähnlichen Niamtre-Religion die Vereinigung Sein Raj (Seiñ Raij). Die erste größere Seng-Versammlung im selben Jahr wurde mit Interesse aufgenommen; das erklärte Ziel war die Vereinigung aller Khasi, die nicht zu anderen Religionen übergetreten oder von diesen beeinflusst waren. 1941 gründete sich die Khasi-Frauenorganisation des Seng. 1980 wurde die Seng Khasi als erste Stammesreligion Indiens als Mitglied aufgenommen im Weltbund für religiöse Freiheit (IARF: International Association for Religious Freedom), er hat Beraterstatus bei den Vereinten Nationen und Einspruchsrechte bei UN-Gremien zu Fragen religiöser Minderheiten. Seit 1973 unterhält die Bewegung ihre eigene Hochschule in Shillong, das Seng Khasi College, verbunden mit der großen North Eastern Hill University.
Die Seng Khasi Sein Raj-Bewegung vertritt nicht nur ihre 218.000 Anhänger (fast 15 % der Khasi im Jahr 2011), sondern erhebt den Anspruch, die ursprüngliche, traditionelle Khasi-Identität zu vertreten. Sie tut dies vor allem den 83 % christlichen Khasi gegenüber, die nach ihrer Missionierung weiterhin von den Priestern unterschiedlicher christlichen Kirchen systematisch von der traditionellen Lebensweise fort zu einer Lebensart nach westlichem Vorbild geführt werden.
Eine Studie von 2015 weist auf die Zersplitterungen von Dorfgemeinschaften hin, die durch zunehmende Abgrenzungen der verschiedenen christlichen und ethnischen Religionsgemeinschaften untereinander entstanden sind. Auch in Bezug darauf versucht Seng Khasi Sein Raj, das Gemeinschaftsgefühl aller Khasi zu stärken und das „indigene soziokulturelle Erbe“ zu pflegen.
 Konflikte:
- Die Seng-Bewegung sieht sich einer christlichen Vormachtstellung in Verwaltung und Regierung gegenüber, die bereitwillig christliche Gemeinschaften fördere, während traditionelle Religionsgemeinschaften vernachlässigt würden. Die Bewegung hat deshalb im Jahr 2017 den Gouverneur Meghalayas offiziell daran erinnert, dass ihr Antrag seit 2009 unbeantwortet sei, als „religiöse Minderheit“ im Staat anerkannt und geschützt zu werden. Dies sei besonders benachteiligend, weil die christliche Mehrheit ihrerseits indienweit seit 1993 den rechtlichen Status einer religiösen Minderheit genieße (neben Muslimen, Sikhs, Buddhisten und Zoroastriern/Parsen). Dadurch erhalten die Christen Fördermaßnahmen, die den indigenen Religionsgemeinschaften verwehrt bleiben.[69]

### Eierorakel
Es ist Teil des Khasi-Brauchtums, vor der Planung eines größeren Ereignisses oder dem Antritt einer Reise ihre eigene Form des Eier-Orakels zu befragen (siehe dazu das Eierwerfen der Khasi):
- Ein in diesen Angelegenheiten erfahrener Mann führt zuerst eine kleine Zeremonie auf einem kleinen Holzbrett am Boden durch, wobei er in der Mitte aus Reis und Pflanzenteilen ein kleines Boot formt. Dann wirft er stehend ein rohes Hühnerei darauf. Jetzt werden die aufgebrochenen Schalenteile des Eis gedeutet: Haben sich links des Brettchens mehr Teile angesammelt als rechts? Bilden sich Gruppen und Konstellationen von Schalenteilen? Deuten die hellen Innenseiten nach oben oder nach unten? Zur Interpretation der Gesamtlage wird ein kleiner Regelkatalog herangezogen und eine Tendenz ausgelesen in Bezug auf den günstigen oder gefährdeten Ausgang der geplanten Unternehmung. Auch die Ursache für eine Krankheit soll das Orakel angeben können. Um böse Geister oder andere unerwünschte Einflüsse abzuwenden, wird zuerst das Orakel dahingehend befragt, welche Ahnen oder Gottheiten zum Schutz anzurufen sind und was ihnen zu opfern ist. Das Eierwerfen ist auch wichtig vor dem Bau eines neuen Hauses, um die glückbringende Stelle für die Errichtung des Küchenherds auszulesen. Ist die Deutung eines vielfach wiederholten Eierwerfens nicht eindeutig genug, wird der Durchführende das Schlachten eines Huhns anregen, um aus der Eingeweideschau eine Wahrsagung abzuleiten. Die Betroffenen müssen dann entscheiden, ob ihnen der Kostenaufwand dafür notwendig erscheint. Geht es dabei um die Heilung einer kranken Person, können erhebliche Kosten für Eier und Opfertiere anfallen, und das im wiederholten Fall, wenn die Gesundung nicht zeitnah eintritt.[ethno 12]

Einen speziellen Priester für Orakel gibt es bei den Khasi nicht, zuständig ist das Oberhaupt der jeweiligen Familie (jaid), oder der Onkel mütterlicherseits (Mutterbruder), ansonsten jeder andere Mann, der sich mit dem Eierorakel auskennt.

## Kultur
Khasi-Namen

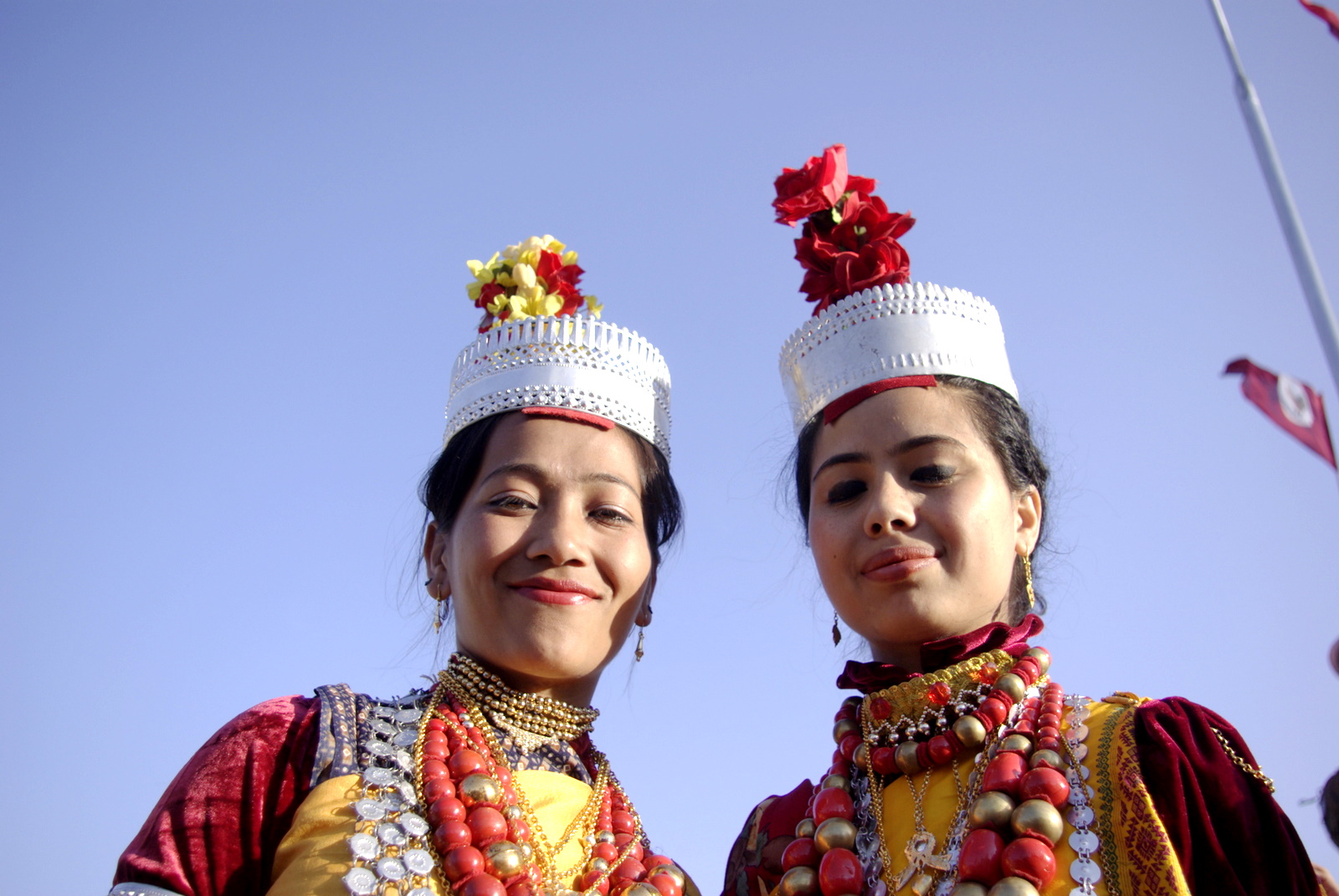
Zwei Khasi-Frauen in traditioneller Kleidung beim Frühjahrsfest Shad Suk Mynsiem in Shillong (Hauptstadt Meghalayas, 2010)

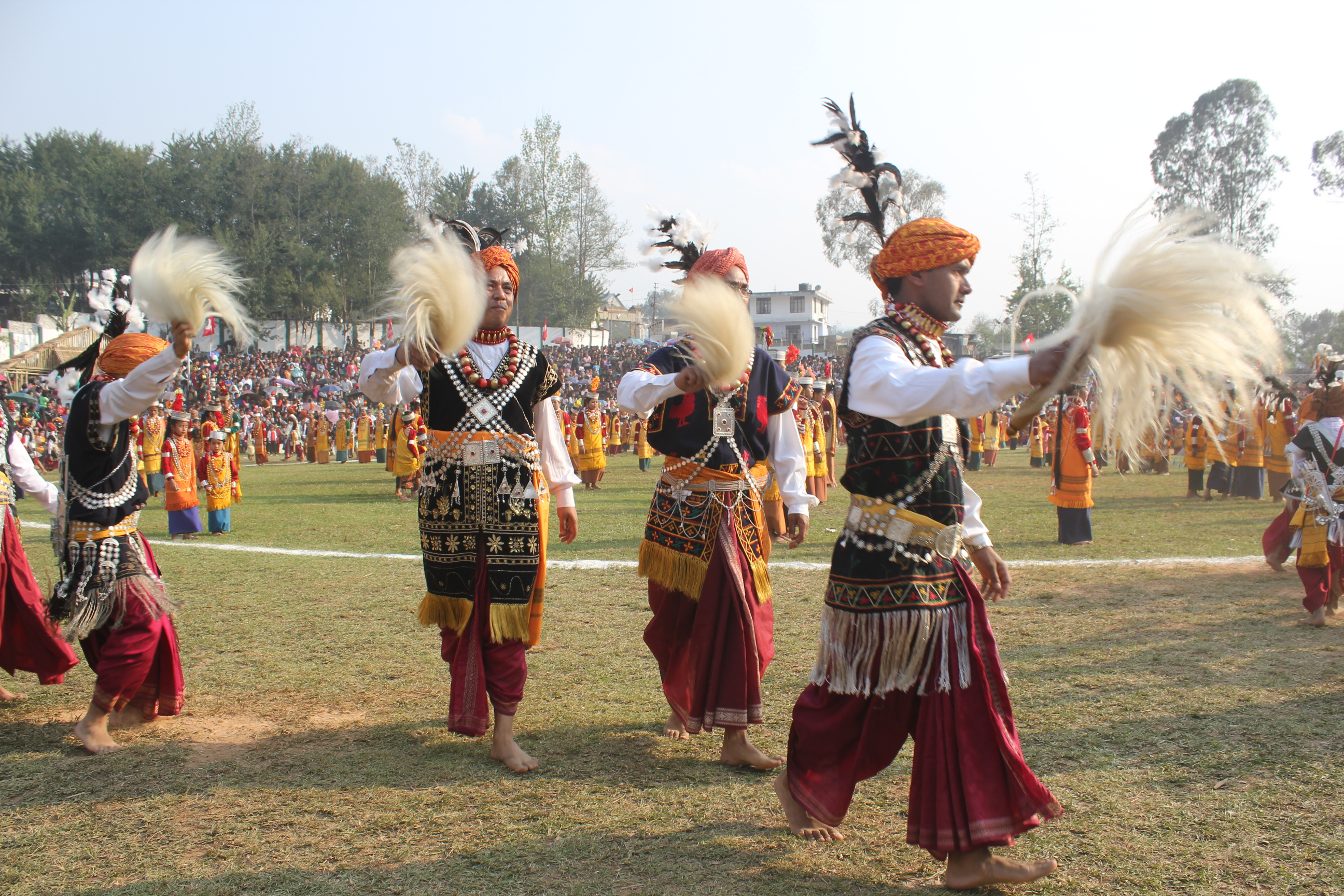
Männer tanzen beim Khasi-Frühjahrsfest Shad Suk Mynsiem in Shillong (2014)

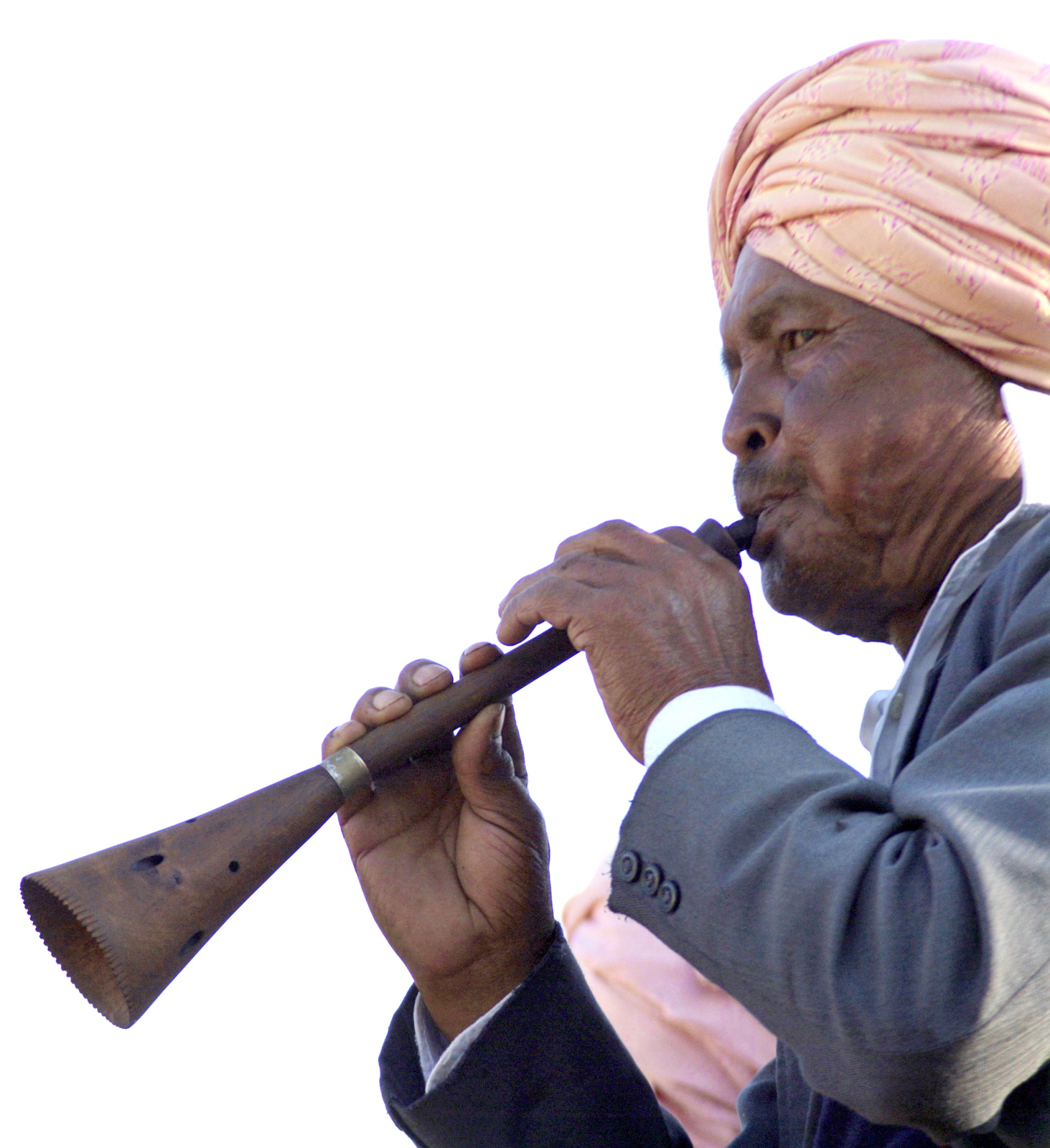
Tangmuri-Spieler, als Begleitung von Unterhaltungstänzen und freudigen festlichen Anlässen (Hauptstadt Shillong, 2010)

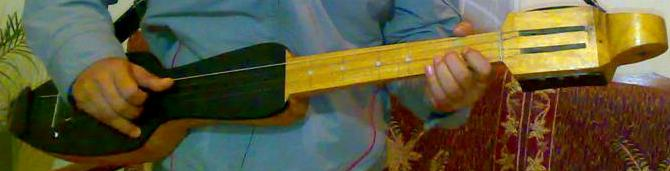
Die duitara ähnelt der persischen dotar und ist eines der Hauptinstrumente der Khasi (2009)

Die Khasi haben ihre eigene Art der offiziellen Namensvergabe an Neugeborene: Die Eltern lassen ihre Fantasie spielen und übernehmen oder erfinden Namen in Zusammenhang mit ihren Legenden, christlichen Erzählungen, der Popkultur oder Wörtern der englischen Sprache – Hauptsache, sie klingen gut. Es gibt einige Napoleons oder Bonapartes, Churchills, viele Melodys, und ein Brautpaar kündigte sein Fest an mit „Special heiratet Speed“. Zusätzlich tragen Khasi die Namen ihrer Abstammungsgruppe sowie ihres Clans (auf Khasi; je nach Gebiet die Namen beider Elternclans) und verstehen diese als ihre Familiennamen.

### Kleidung und Kostüme
Traditionell tragen die Khasi-Frauen den Jainsem oder Dhara, ein recht einfach gehaltenes knielanges Stück Stoff, das um den Körper gewickelt und mit einem Gürtel und mit Spangen befestigt wird. Darüber wird eine weitere Stoffbahn geworfen, die frei über den Rücken und die Seiten fällt. Die Khasi-Männer tragen den Jymphong, eine Art Überwurf, der Arme und Nacken frei lässt; dazu eine Mütze, welche die Ohren bedeckt. Die traditionelle Tracht der Khasi ist bunt, die Weberei wird mit komplexen Mustern verziert. In neuerer Zeit verdrängt immer mehr billige Plastikware die in Heimarbeit gefertigten Stoffe. 2016 nahm ein Khasi-Designer an der Modemesse London Fashion Week teil mit einer Verbindung von modernem Erscheinungsbild mit traditionellen Jainsem aus einer besonderen Seide aus Meghalaya, die noch immer auf den Dörfern von Hand gewebt wird.
Als Schmuck tragen sowohl Männer als auch Frauen schwere silberne und goldene Ohrringe und Halsketten. Frauen tragen gerne silberne oder goldene Armbänder am Oberarm, die Mädchen tragen zu Tanzfestivals goldene oder silberne Kronen, geschmückt mit frischen Blumen.

### Ritualfeste
Als traditionelle Bodenbauern pflegen die Khasi eine Abfolge von Jahresfesten, die in Zusammenhang mit den Wachstumszyklen der Natur stehen und an denen sich ganze Dorfgemeinschaften beteiligen, vor allem Saat- und Ernte-Festivitäten. Diese Festival genannten teils aufwendigen Veranstaltungen werden traditionell mit Zeremonien, rituellen Tänzen, Musik und Opfergaben begangen. Zu diesen Gelegenheiten wird ein leichtes, gewürztes Reisbier zubereitet aus zuvor tagelang vergorenem Reis; Inhaber einer Brennlizenz destillieren einen starken rice whisky (Reisschnaps).
Festivals und Tänze[Liste:]
- Frühjahrsfest und -tanz ka Shad Suk Mynsiem („Tanz des freudvollen Herzens“): zur Feier der Ernte und neuen Aussaat im April finden rituelle Tänze statt, junge Frauen führen symbolische Fruchtbarkeitsriten durch
- Erntedankfest und -tanz ka Pom-Blang Nongkrem: fünf Tage wird im November getanzt, um der Göttin Ka Blei Synshar für eine gute Ernte und Wohlstand zu danken, Ziegen werden geköpft und den Ahnen und dem Gott des Shillong Peak (1955 m) als Opfer dargebracht; dieses Festival wird nahe der Hauptstadt Shillong vom Khyrim-Häuptlingstum abgehalten, unter Leitung seiner Hohepriesterin und des Häuptlings
- Einweihungstanz ka Shad Kynjoh Khaskain: der rituelle Tanz wird begangen, wenn ein neues Haus gebaut wurde und die Familie dort einzieht, er beginnt nach der religiösen Zeremonie der Haussegnung und dauert von Sonnenuntergang bis Sonnenaufgang
- Trauertanz ka Shad Shyngwiang-Thangiap: ein zeremonieller Tanz nach dem Tod eines Mitglieds der Abstammungsgruppe, die Tänze beginnen am Todestag und dauern bis zum Ende der Beerdigungszeremonie, die Männer spielen dazu auf Bambusflöten und Trommeln

### Musik
Zu den typischen Musikinstrumenten der Khasi als Begleitung von Unterhaltungstänzen oder festlichen Anlässen gehören[Liste:]
1. Rhythmus: die Bambusschlitztrommel kdor – die kleine Kesseltrommel ksing – die größere Kesseltrommel ka bom oder ka nakra (namensverwandt mit der nagra) – die waagrecht gespielte Doppelkonustrommel synthieth (ähnlich der pung) – die mit Stöcken geschlagene Bambuszither sing diengphong (ähnlich der chigring)
2. Begleitung: die viersaitige Langhalslaute duitara (namensverwandt mit der persischen dotar) – die Floßzither dinkhrang – die drei- bis viersaitige Fiedel maryngod (verwandt mit der sarinda)
3. Melodie: das Doppelrohrblattinstrument tangmuri – bei Begräbnissen die Bambusflöte sharati

 Konflikte:
- In den christlichen Kirchen der verschiedenen Glaubensrichtungen sind mittlerweile auch traditionelle Khasi-Instrumente zur Begleitung von Kirchenliedern erlaubt – noch bis zur Jahrtausendwende konnten Kirchgänger ausgeschlossen werden, wenn sie traditionelle Instrumente benutzten. Zunehmend wollen christianisierte Khasi auch eigene Musiktraditionen einbringen und nicht auf die alten Formen der Choräle mit Orgelbegleitung festgelegt bleiben.[3][73][doku 10]

### Bogensport

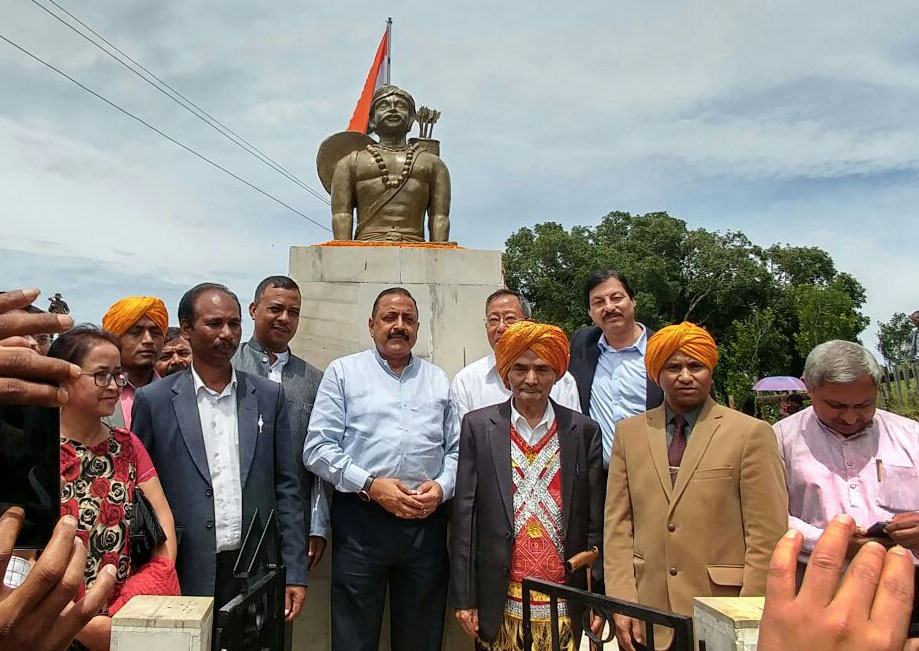
Entwicklungsminister Jitendra Singh erweist der Statue des legendären Khasi-Freiheitskämpfers Tirot Sing die Ehre (Nangkhlaw, West Khasi Hills, 2016)

Die Khasi werden zunehmend von einem Lotto-Fieber befallen: Mit kleinen Einsätzen wird auf die Anzahl der Pfeile gewettet (auf Hindi Teer), die Teams von Profi-Bogenschützen auf einem entfernten Bündel aus Schilfrohr landen. Diese tägliche Teer-Lotterie wurde vom Gouverneur Meghalayas erst genehmigt, als das verbotene Wettgeschäft begann, positive Auswirkungen auf die Wirtschaft zu haben. 5000 zugelassene Buchmacher gibt es landesweit, 1500 allein in Shillong. Die Regierung fördert das Bogenschießen mit Regulierungen und Anforderungen, um die sportliche Qualität der vielen örtlichen Clubs und Vereine zu steigern; regelmäßig ziehen große Bogensport-Wettbewerbe auch Teilnehmer aus umliegenden Staaten an. Das frühere Polo-Reitsportfeld von Shillong wird nur noch für Aktivitäten des Khasi Hills Archery Sports Institute genutzt („Khasi-Berge-Institut für Bogensport“), begleitet von ausgefeilten Lob- und Schmähreden zwischen den Teams und hektischen Wettabschlüssen.
Die Legende erzählt von der Urgöttin ka Mei Hukum (Bewahrerin des Rechts), die der Göttin ka Shinam und ihrem Ehemann u Mangring Bögen und Pfeile zum Geschenk machte, zum Zeitvertreib und zur Belustigung. Die beiden gaben diese weiter an zwei ihrer Söhne, und mit Pfeil und Bogen entwickelten sich u Batiton und u Shynna zu unübertroffenen Scharfschützen, die gerne in Wettkämpfen gegeneinander antraten. Der ältere Sohn markierte seine Pfeile rot, der jüngere u Shynna die seinen schwarz – diese Unterscheidung der Pfeile wird auch bei heutigen Wettbewerben beibehalten, zusammen mit dem traditionellen Schilfrohrbündel als Ziel. Bei manchen Khasi-Gruppen bekommen die Jungs bereits zur Geburt einen rohen Bogen und drei ungeschmückte Pfeile ohne Federn geschenkt, die sie lebenslang aufbewahren als Zeichen ihres zu entwickelnden Kriegerseins. In den Anfangszeiten der britischen Eroberung ab 1800 konnte der berühmte Häuptling des Syiemlieh-Clans, Tirot Sing (1802–1835), mit seinen Bogenschützen die Briten besiegen, den Feuerwaffen der vorrückenden Söldner-Armeen waren die trainierten Khasi-Krieger aber auf Dauer nicht gewachsen. Die Briten behielten allerdings ihren Respekt vor den Khasi, auch in wirtschaftlicher Hinsicht (siehe oben), und räumten ab 1860 den Häuptlingstümern der Khasi-Berge weitgehende Selbständigkeit ein. Tirot Sing Syiem wird mit einem eigenen Gedenktag als indischer Freiheitskämpfer gewürdigt, in Meghalaya verbunden mit einem Festival.
 rongbiria
Der altüberlieferte Khasi-Bogensport (ka rongbiria) hat einen eigenen Stellenwert: Er ist frei von religiösen, familiären oder Clan-seitigen Verpflichtungen – jeder Teilnehmer wird einzig nach seinen Fähigkeiten im Bogenschießen beurteilt, das gilt auch für Nicht-Khasi. Mit einem kleinen Einführungsritual wird der Wettbewerb aus dem Einflussbereich der Götter, der Geister und der Verwandtschaften herausgelöst und es bleibt den Schicksalskräften überlassen, den besten und geschicktesten Schützen gewinnen zu lassen.
phawar
Begleitet wird ein Schießwettbewerb mit kreativen Lobpreisungen und effektvollen Schmähvorträgen zur Schwächung der Gegner, auch wenn es enge Verwandte sein sollten. Diese einzigartige Form der individuellen Dichtkunst, ka phawar genannt („Couplets“), ist Teil der Khasi-Folklore und wird versartig vorgetragen. Mit Reden oder Sprechgesang in gereimten Zweizeilern werden die Vorteile des eigenen Teams einfallsreich präsentiert und die gegnerischen Teams mit geschicktem Spott entmutigt (vergleiche Spottlied). Zu Beginn werden die Legenden nacherzählt, dann tragen die Beteiligten „Kampfreden“ vor, teils vorbereitet, wobei sie an Originalität und Unterhaltungswert gemessen werden. Die Vorträge können Frage-Antwort-Elemente enthalten (Call and Response), die das Publikum miteinbeziehen. Die phawar-Vortragskunst kommt auch bei anderen Gelegenheiten und in gesungener Form mit Musikbegleitung zum Einsatz (vergleichbar den Battles von Rappern), beispielsweise auf Festivals, bei Gemeinschaftsarbeiten und gemeinsamen Jagd- oder Fischprojekten oder in längeren Erzählvorträgen; in neuerer Zeit werden phawar-Verse sogar zu Zwecken des politischen Wahlkampfs eingesetzt.

## Geschichte der Khasi
Es gibt viele Studien zu der Geschichte der Khasi und einzelner ihrer Stämme, aber zu den Zeiten vor 1500 n. Chr. gibt es keinerlei schriftliche Quellen, archäologische Ausgrabungen finden bisher nur Zeugnisse späterer Zeit. Auch die Khasi-Legenden enthalten kaum Erzählungen von vorgeschichtlichen Abläufen, es gibt aber einen Sintflutmythos, der von einer Migration ausgeht. Die Zeit des Vorrückens der Britischen Ostindien-Kompanie ab 1765 wird zunehmend detaillierter aufgearbeitet, vor allem an der 1973 gegründeten North Eastern Hill University in der Hauptstadt Shillong, die mitten im Khasi-Gebiet liegt. Die Khasi gehören zu den wenigen matrilinearen Völkern, die sich selber ausführlich studieren; in Indien sind sie eine von vier matrilinearen Ethnien (neben den benachbarten Garo, den südindischen Nayar und den Einwohnern der Lakshadweep-Inseln), weltweit gibt es über 160.

### Unbelegte Herkunft
Um 1500 n. Chr. findet „Khasi“ als Eigenname eines Stammes oder Volkes erstmalige Erwähnung: in der hinduistischen Schrift Bhagavata purana des Dichters Srimanta Sankardeva (1449–1568) aus Assam. Keine Auskunft gibt der Text zur bisherigen Dauer ihrer Ansässigkeit oder zu ihrer ursprünglichen Herkunft. Nicht lange nach der Ersterwähnung sprechen Quellen aus dem Jaintia-Königreich in Süd-Assam von 25 einzelnen Khasi-Fürstentümern in den westlichen Bergen (siehe oben die Karte von 1947).
Archäologische Ausgrabungen in Myanmar (früher Burma) mit Überresten von Ackerbau, Keramik und Metallwerk aus dem 4. Jahrhundert n. Chr. deuten auf verwandte Volksgruppen. Vom Khasi als Mon-Khmer-Sprache ausgehend (verwandt zum Kambodschanischen und Vietnamesischen), wird auf eine Wanderung der Stämme quer durch Myanmar geschlossen, in verschiedenen Wellen, aber eindeutige Belege fehlen.
Der Khasi-Forscher Hamlet Bareh macht bei den verschiedenen Khasi-Dialekten den Unterstamm der Amwi-Khasi als sehr ursprünglich Sprechende aus, die andere Khasi-Dialekte kaum verstehen können und für diese schwer verständlich sind; ihre Sprache ist der Mon-Khmer-Sprachfamilie im Osten noch näher als das Khasi. Er sieht dies als Indiz, dass die verschiedenen Khasi-Stämme aus dem Osten eingewandert sind, zu unterschiedlichen Zeiten und zu unterschiedlichen Gebieten der Berge. Bei den Amwi gibt es das Wort mekong in der Bedeutung von „ältere Schwester der Mutter“ (Tante), das Khasi-Wort dafür ist ähnlich: meisan. Daraus folgert Bareh eine Herkunft vom großen Mekong, dem Grenzfluss zwischen Kambodscha und Vietnam, wahrscheinlich vom oberen oder mittleren Bereich des langen Flusses.
Eine Khasi-Legende erzählt von einer Überschwemmungskatastrophe, bei der sich die Überlebenden in aller Not auf ein großes Boot oder Floß retten mussten, um das andere Flussufer zu erreichen (vergleiche Sintflut). Dabei fand kein Schriftgelehrter oder Schriftwerk der Khasi einen Platz, weshalb die Khasi ihre alte Schrift verloren. Als britische Methodisten-Missionare ab 1840 begannen, den Khasi-Dialekt des Sohra-Clans der südlichen Bergstadt Cherrapunji mit lateinischen Buchstaben zu schreiben, waren erfolglose Versuche mit der benachbarten bengalischen Schrift gemacht worden. Die Bedeutung des Boots (vergleiche die Arche Noah-Legende) spielt auch eine grundlegende Rolle in der Zeremonie des Eier-Orakels der Khasi (siehe oben).

### „Kinder der Sieben Hütten“

Kartenausschnitt aus Imperial Gazetteer of India (1909):
die Khasi-Berge in der Mitte als Gebiet „indirekter Herrschaft“
die Garo-Berge im Westen und die Jaintia-Berge im Osten als britischer Besitz

Das ganze Volk der Khasi besteht aus ursprünglich sieben Untergruppen, erzählt die Hynniewtrep-Legende:
1. Bhoi = siedeln im Distrikt Ri-Bhoi[c 6] im Nordosten an der Grenze zu Assam
2. Jaintia/Synteng/Pnar = siedeln in den Distrikten West Jaintia Hills & East Jaintia Hills in den Jaintia-Bergen[c 5]
3. Maram = siedeln in den Distrikten West Khasi Hills[c 2] & South West Khasi Hills[c 3]
4. Khyriem = siedeln in den Distrikten East Khasi Hills[c 4] & West Khasi Hills[c 2]
5. War = siedeln in den Distrikten South West Khasi Hills & East Khasi Hills im Süden an der Grenze zu Bangladesch
6. Lyngngam = siedeln in den Distrikten West Khasi Hills & South West Khasi Hills im Westen an den Garo-Bergen
7. Diko = verschollen

Gemeinsam wurden diese Gruppen oder Stämme bereits von den Briten wegen ihrer sprachlichen Einheit als „Khasi“ bezeichnet, wobei besonders die Jaintia eine Eigenständigkeit beanspruchen: Sie bezeichnen sich selber als Pnar, werden aber von den anderen Khasi als Synteng bezeichnet. Auf die Bezeichnung hynniew trep können sich alle einigen: „sieben Hütten“. Die Stämme teilen die gleiche Abstammungsregel, Kultur und Sprachfamilie, sehen sich aber als jeweils klar unterschieden von den anderen, wobei sie sich selbst am eindeutigsten definieren durch ihr seit altersher angestammtes Siedlungsgebiet. Bei den War wiederum gibt es die War-Khasi und die War-Jaintia, und drumherum gibt es Mischgruppen wie die „Garo-Kasi“.
Die Legende erzählt von ursprünglich 16 Familien oder „Hüttengemeinschaften“, die im Himmel bei den Göttern glücklich lebten. Sieben der Familien äußerten den Wunsch, die Erde zu besuchen, was ihnen gewährt wurde. Nachdem aber die Menschen auf der Erde den großen Verbindungsbaum zum Himmel gefällt hatten, konnten die sieben Familien nicht mehr dorthin zurück und bilden seitdem die „Sieben Hütten“ in Khasiland (Ri Khasi). Dabei ist über das Schicksal des siebten Stamms der Diko nichts weiter bekannt, er gilt als verschollen oder ausgestorben.

### Britische Kolonialzeit (1765–1947)
Bis nach 1800 stand das Gebiet der Khasi nicht unter Fremdherrschaft, auch nicht durch das indische Reich der Mogule (Mongolen). Ab 1765 begannen die Auseinandersetzung zwischen Khasi und Europäern, als Truppen der Britischen Ostindien-Kompanie die wichtige Marktstadt Sylhet unter ihre Kontrolle brachten (heutiges Nordost-Bangladesch), um den landesweiten Handel zu kontrollieren. Die vor allem von Engländern finanzierte private „Handels“-Kompanie war dabei, ohne Rücksicht auf örtliche Interessen ganz Indien zu erobern. Der Stadtname Sylhet leitet sich ab vom altindischen sri „schön, geehrt“ (vergleiche Sri Lanka: Schöne Insel), und hatta „Markt“: Schöner Markt – der landesweite Mittelpunkt auch des Khasi-Handels. 1775 eroberten die Briten die Garo-Berge (im Westen Meghalayas). In den Grenzgebieten begannen Häuptlinge der Khasi-Clans, sich mit Überfällen gegen die Einflussnahme zur Wehr zu setzen, woraufhin die Briten Festungen ausbauten und Khasi-Produkte von alle Märkten aussperrten. 1826 erlangte die Kompanie im Ersten Anglo-Birmanischen Krieg die Herrschaft über ganz Nordostindien (den heutigen „7 Schwesterstaaten“). Bis 1885 eroberten die Truppen Britisch-Indiens auch das östlich angrenzende Burma (Myanmar). Ab 1862 schlossen die Briten Frieden mit den meisten der Khasi-Häuptlinge und räumten ihnen weitgehende Steuerfreiheiten und Selbstverwaltung ein. Die Auseinandersetzungen hörten auf und der umfangreiche Handel konnte wieder aufblühen (siehe oben zum Khasi-Handel).
→ Siehe auch Geschichte der Sieben Schwesterstaaten

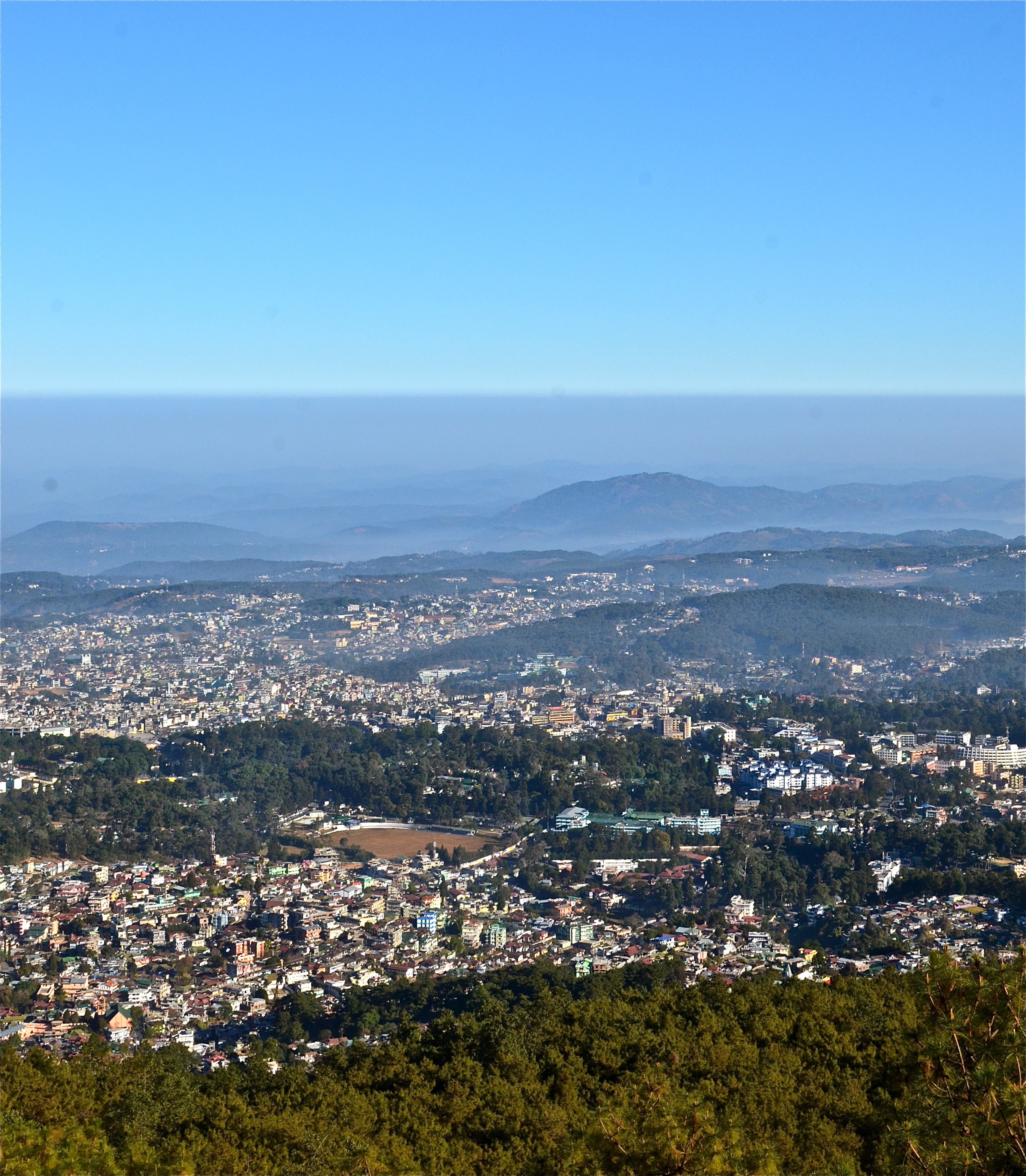
Shillong: Hauptstadt von Meghalaya, derzeit über 150.000 Einwohner, gelegen auf der Hochebene auf, bis 1972 Hauptstadt von Assam (2011)

### Eigene Staatsgründung (1972)
1960 gründete sich im damaligen indischen Assam (bekannt für Tee-Anbau) eine Interessenvertretung aller ansässigen Stammesbevölkerungen, die All Party Hill Leaders’ Conference (APHLC: All-Parteien-Konferenz der Führer des Berglandes). Diese forderte bald einen eigenen, selbstverwalteten Bundesstaat, ein Gebiet dafür sollte aus dem großen Assam herausgelöst werden. Dazu schlug der Geograph Shiba P. Chatterjee den neu gebildeten Namen Meghalaya vor (Sanskrit: „Heimstätte der Wolken“). 1972 wurde der neue Bundesstaat offiziell gegründet, als anerkannter Stammesstaat der damals mehrheitlichen Khasi und der Garo sowie benachbarter kleiner Stämme und Ethnien (Scheduled Tribes, ST: in Indien staatlich anerkannte Stammesvölker).
→ Siehe dazu Geschichte Meghalayas
Die Stadt Shillong im Süden, auf 1500 Meter Höhe (derzeit über 150.000 Einwohner), war bisher die Hauptstadt Assams gewesen, bereits ab der Gründung 1864 von den Briten als hill station und Residenzstadt ausgebaut – nun wurde sie Hauptstadt von Meghalaya. Assam verlegte seine Hauptstadt in die 100 km nördlich gelegene Metropole Guwahati, der größten Stadt in ganz Nordostindien (1 Million Einwohner), gelegen im Becken des großen Flusses Brahmaputra (vergleiche den National Highway 40).

### Heutige Zeit
Für die Khasi-Wirtschaft als Ganze wirkt sich die von Bangladesch abgeriegelte Grenze weiterhin als großes Handelshemmnis aus (siehe oben), während die dortige Bevölkerung vor allem Früchte und Kohle aus dem Norden braucht. Nach Westen können die Khasi ihre begehrten Waren wie Khasi-Mandarinen, Betelnüsse und Betelpfefferblätter nur durch einen sehr engen „Flaschenhals“ nach Westbengalen handeln, zum indischen Hauptland bestehen kaum Verbindungen. Für die meisten Inder sind die Khasi nach wie vor nur touristisch interessante Exoten.
Die folgenden Problemkreise und Konflikte bestimmen seit Jahrzehnten die öffentliche Diskussion in Meghalaya und betreffen insbesondere die Khasi:
- anhaltende Bevölkerungsexplosion, Verdopplung der Bevölkerung Meghalayas zwischen 1985 und 2011, plus 25 % bis 2020
- beschleunigte Brandrodungen, schädigende Einflüsse auf die dörfliche Umwelt
- zunehmende Landprivatisierungen, auch seitens Khasi-Männer
- Umweltschäden durch Uran-Abbau, verbunden mit fremdenfeindlichen Protesten

Ein entscheidender Konflikt besteht innerhalb der Khasi in Bezug auf die Rollen der Männer und ihre Veränderungen (siehe oben), beziehungsweise ihre Versuche, den Einfluss von Frauen zurückzudrängen, beispielsweise in der Dorfpolitik. Seit den 1990er-Jahren haben Khasi-Professor/-innen und -Doktorand/-innen Studien zu den aktuellen Veränderungen der Khasi-Stämme in ihrem Umgang mit matrilinearer Abstammung und Geschlechterordnung veröffentlicht, die zu wachsendem Selbstbewusstsein geführt haben.

## Ausstellungen
- 2003: Tigermenschen – Zur Tigerwandlung der Khasi in Nordostindien. Völkerkundemuseum der Universität Zürich („Menschentiger und Tigergeister aus dem Dschungel treffen in den Wäldern zusammen“).[79]

## Dokumentarfilme

The Khasis of Meghalaya (Indien 2011):
der Leiter des Nationalmuseum Neu-Delhi stellt die DVD des Dokumentarfilms in der Hauptstadt Indiens vor

- 2019: Olivier Lemaire: Im Reich der Frauen: Indien – Die Khasi. Arte France 2019 (43:35 Minuten, deutsche Untertitel; Deutsche Welle 2021, Infoseite).
- 2018: Uschi Madeisky, Dagmar Margotsdotter, Daniela Parr: Matriarchate weltweit – Wie sie einander kennenlernen und sich austauschen. tomult und Töchter, Frankfurt/M. 2018 (119 Minuten; die ersten 22 Minuten besucht eine matrilineare Mosuo-Frau die Khasi; Trailer auf YouTube).
- 2017: Markus Spieker: Meghalaya: Land der Frauen. In: mein ausland. Phoenix, Deutschland 2017 (5 Minuten; Info).
- 2017: Global 3000: Wie lebt es sich im Matriarchat? (Khasi). W. Feuersenger, S. Barbaruah für Deutsche Welle, 28. August 2017 (5 Minuten; Vollversion auf YouTube).
- 2015: Aditya Seth: Are They Better Off. Films Division, Ministry of Information & Broadcasting, Government of India, Mumbai 2015 (60 Minuten; englisch; “the traditions and culture of the matrilineal Khasi tribe of Meghalaya, as they discover their place in a fast-changing world”; Interview; Trailer auf YouTube).
- 2012: Bettina Witte: Khasi – Im Land der Frauen. Nima Productions für Arte/ZDF 2012 (43 Minuten; Vollversion auf YouTube).
- 2011: Uschi Madeisky, Daniela Parr: Die Tochter – Eine Clansaga aus dem Matriarchat der Khasi. Göttert, Deutschland 2011, ISBN 978-3-939623-30-4 (54 Minuten; Trailer auf YouTube).
- 2011: ohne Angabe: The Khasis of Meghalaya. DVD, Indien 2011 (englisch; siehe Bild rechts).
- 1999: Uschi Madeisky, Klaus Werner: Wo dem Gatten nur die Nacht gehört – Besuchsehe bei den Jaintia in Indien. Colorama Film für NDR 1999 (54 Minuten; die Jaintia/Synteng sind ein Unterstamm der Khasi; Presse).[11]
- 1997: Uschi Madeisky, Klaus Werner: Die Töchter der sieben Hütten – Matriarchat der Khasi in Indien. Colorama Film für Arte/ZDF 1997 (54 Minuten; Presse).

Spielfilm:
- 1984: Ardhendu Bhattacharya: Manik Raitong. Indischer Kinofilm (nach einer volkstümlichen Legende der Khasi, gilt als erster Farbfilm in der Khasi-Sprache, ausgezeichnet mit einem National Film Award).